# Дамаскин (Орловский)
Архимандри́т Дамаски́н (в миру Влади́мир Алекса́ндрович Орло́вский; 26 декабря 1949, Москва) — советский и российский церковный историк, агиограф, доктор исторических наук (2017). Священнослужитель Русской православной церкви, архимандрит, клирик храма Покрова Пресвятой Богородицы на Лыщиковой горе в Москве.
Автор многочисленных книг, статей и других материалов, посвящённых новомученикам и исповедникам Церкви Русской. Составитель жизнеописаний около тысячи репрессированных лиц духовного звания, созданных им на основе архивных исследований около ста тысяч архивно-следственных дел и сбора свидетельств очевидцев. Его труды значительно повлияли на развития агиографии в Русской православной церкви на рубеже XX и XXI веков. Автор статей и монографии по проблематике канонизации и почитания святых в Русской православной церкви. Участник многочисленных научных конференций, посвящённых данной тематике. Член Синодальной комиссии Московского Патриархата по канонизации святых (с 1996). Ответственный секретарь Церковно-общественного совета при Патриархе Московском и всея Руси по увековечению памяти новомучеников и исповедников Церкви Русской (с 2012). Научный руководитель Регионального общественного фонда «Память мучеников и исповедников Русской Православной Церкви», автор многочисленных биографических справок о новомучениках и исповедниках в Православной энциклопедии и член научно-редакционного совета по её изданию.

## Биография
По собственным воспоминаниям, «начал пробовать писать небольшие произведения довольно рано, в той или иной степени стараясь отразить окружавшую меня действительность и свои впечатления о ней. Ко времени поступления в институт у меня уже был в этом отношении опыт, и я не сомневался в своём поступлении».
Учился в Литературном институте имени А. М. Горького при Союзе писателей СССР; посещал семинар Михаила Лобанова. Будучи студентом Литературного института, понял, что «история народа России XX века во всех её проявлениях по сути далека от господствующей официальной версии». По воспоминаниям Михаила Лобанова, «Писал рассказы с каждым предложением почти на целую страницу, что-то вроде „под Пруста“, за фразеологической сеткой не видны были герой, да и не ясно было, о чём идет речь. С таким текстом мало было шансов на защиту дипломной работы, вероятно, он и сам понимал это, взявшись наконец за тему более жизненную, позволившую ему полнее духовно выразить себя. Но всегда в выступлениях на семинаре, в замысловатых его иносказаниях чувствовалась духовность его интересов, и однажды, когда мы вечером после семинарского занятия в пустой аудитории говорили с ним о его дипломной работе, я был прямо атакован его спасительными назиданиями. Он уже не скрывал своей религиозности, и передо мною, грешным, опять возникла проблема: как бы он не пустился в такое же проповедничество на экзамене по марксизму-ленинизму». С середины 1970-х годов осуществлял интервьюирование участников и свидетелей событий, связанных с арестами, различными формами преследования духовенства и мирян, закрытием и разрушением храмов. По признанию архимандрита Дамаскина в период обучения в Литературном институте имени А. М. Горького, он был уже достаточно церковным человеком: «И учился я среди хороших людей, которые оставили в моей памяти самое отрадное воспоминание. Некоторые из них впоследствии стали священниками. У меня нет претензий и к преподавателям. Несмотря на повышенную идеологизированность этого учебного заведения, я этого почти не замечал».
Окончил Литературный институт в 1979 году. Устроился работать в учебно-методическом кабинете при Министерстве приборостроения, средств автоматизации и систем управления СССР. В 1980 году его деятельность по сбору информации о подвиге новомучеников и исповедников приобрела систематический характер. С 1983 по 1986 год служил чтецом в Успенской церкви в Жилине в посёлке Томилино Московской области. По собственному признанию, «то, что я занимался мучениками, накладывало определённые ограничения и направляло меня на особый путь, логически вело к тому, что в 1988 году я принял монашество». 7 апреля 1988 года в Преображенском кафедральном соборе города Иванова архимандритом Амвросием (Юрасовым) пострижен в мантию с именем Дамаскин в честь преподобного Иоанна Дамаскина. 28 декабря 1988 года епископом Ивановским и Кинешемским Амвросием (Щуровым) рукоположён в сан иеродиакона, 29 декабря — в сан иеромонаха. 29 декабря 1988 года награждён набедренником. Направлен служить в клир храма Воскресения Словущего села Толпыгино Приволжского района Ивановской области, который не закрывался в советское время.
В 1991 году стал членом Синодальной комиссии по изучению материалов, касающихся реабилитации духовенства и мирян Русской православной церкви, пострадавших в советский период. С 1993 года, будучи сотрудником Издательства Валаамского монастыря, трудился над изданием «Истории русской церкви». По преобразовании в сентябре 1996 года издательства Свято-Преображенского Валаамского монастыря в Церковно-научный центр «Православная энциклопедия» продолжил трудиться в последнем, став куратором редакции истории Русской Церкви XX века.

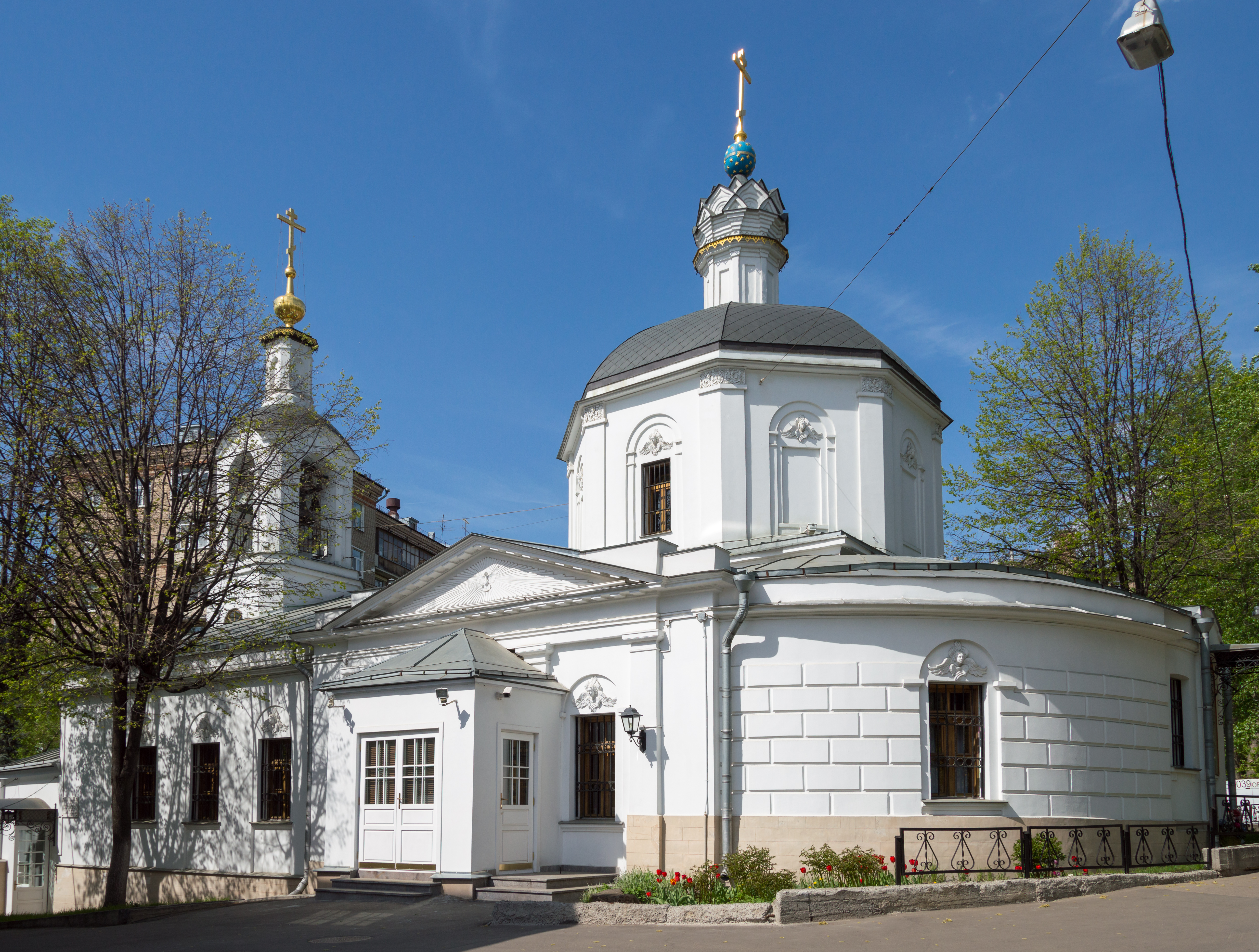
Церковь Покрова Пресвятой Богородицы на Лыщиковой горе, клириком которой с 1996 года является архимандрит Дамаскин

9 апреля 1996 года указом Патриарха Московского и всея Руси Алексия II назначен в клир храма Покрова Пресвятой Богородицы на Лыщиковой горе. 27 декабря 1996 года решением Священного синода РПЦ назначен членом Синодальной комиссии по канонизации святых Русской православной церкви. С несколькими единомышленниками создал Региональный общественный фонд «Память мучеников и исповедников Русской Православной Церкви», который был зарегистрирован 9 октября 1997 года. 9 января 2000 года возведён в сан игумена. 4 декабря 2003 года награждён палицей. 20 апреля 2008 года в Храме Христа Спасителя Патриархом Алексием II был удостоен права ношения креста с украшениями.
6 октября 2008 года решением Священного синода включён в состав созданной тогда же рабочей группы для рассмотрения вопроса о почитании новомучеников и исповедников Российских XX века, канонизированных Русской православной церковью заграницей в период разделения. 15 января 2009 года по предложению митрополита Крутицкого и Коломенского Ювеналия (Пояркова) избран делегатом от монашествующих Московской епархии на Поместный собор Русской православной церкви, прошедший 27—28 января 2009 года в Москве. В феврале 2010 года включён в состав созданной тогда же Экспертной коллегии по научно-богословскому рецензированию и экспертной оценке Издательского совета Русской православной церкви.
17 февраля 2011 года в Юго-Западном государственном университете в Курске защитил диссертацию на соискание учёной степени кандидата исторических наук на тему «Церковное служение и общественная деятельность епископа Гермогена (Долганёва) в условиях кризиса церковно-государственных отношений в России конца XIX — начала XX вв.» (научный руководитель З. Д. Ильина; официальные оппоненты С. В. Мироненко и И. А. Анфертьев). Решением Учёного совета ИРИ РАН монография рекомендована к печати и ей присвоен гриф ИРИ РАН.
27 июля 2011 года решением Священного синода назначен секретарём Синодальной комиссии по канонизации святых. 25 декабря 2012 года назначен ответственным секретарём новообразованного Церковно-общественного совета при Патриархе Московском и всея Руси по увековечению памяти новомучеников и исповедников Церкви Русской. Кроме того, Синод поручил игумену Дамаскину к 1 марта 2013 года представить на рассмотрение Священного синода проект положения о Совете. 22 октября 2015 года на заседании Священного синода освобождён от должности секретаря Синодальной комиссии по канонизации святых с оставлением в составе Комиссии согласно поданному им прошению. 1 ноября 2016 года Патриархом Кириллом включён в состав созданной тогда же Комиссии по исследованию подвига новомучеников и исповедников и увековечению памяти почивших священнослужителей города Москвы. 1 февраля 2017 года решением Священного Синода включён в состав образованного тогда же Организационного комитета по реализации программы общецерковных мероприятий к 100-летию начала эпохи гонений на Русскую Православную Церковь.
10 апреля 2017 года за Литургией в Малом Соборе Донском монастыре Патриархом Московским и всея Руси Кириллом «за усердное служение Святой Церкви» был возведён в сан архимандрита.
15 июня 2017 года в Белгородском государственном национальном исследовательском университете успешно защитил диссертацию на соискание ученой степени доктора исторических наук на тему «Восстановление практики причисления к лику святых и канонизация новомучеников российских в контексте взаимоотношений Церкви и государства: 1970—2011 гг.» (научный консультант З. Д. Ильина; официальные оппоненты А. В. Апанасенок, И. Л. Бабич, В. В. Коровин).
20 января 2020 года включён в состав созданной митрополитом Ювеналием (Поярковым) рабочей группы по изданию духовного наследия новомучеников и исповедников Церкви Русской. В задачу рабочей группы входит библиотечный и архивный поиск богословского и публицистического наследия новомучеников Церкви Русской, принятие решения о возможности и необходимости его публикации, предпечатная подготовка (набор и редактура), распределение материала по томам, верстка и издание.

## Деятельность

### Собирание материала
Его деятельность как историка началась со сбора частным порядком сведений о подвижниках благочестия, пострадавших в гонениях против Церкви в XX веке. По собственному признанию, «Сначала эти рассказы я только слушал, затем стал записывать. И чем дальше шло дело, тем яснее для меня становилось, что в нашем прошлом — огромная, очень значительная эпоха, в которой кроме темного — крови, убийств и предательств — есть много светлого: и, прежде всего, это ни с чем не сравнимая духовная красота христиан <…> Речь шла не только о наших мучениках, как о святых последнего времени, но и о церковном Предании: будет ли оно зафиксировано в житиях мучеников или на этом месте останется провал». 1970-е — 1980-е годы он охарактеризовал как последний отрезок времени, когда преклонного возраста свидетели были ещё живы, а страх, который парализовал народ после прошедшего в стране террора, несколько ослабел, но был ещё достаточно силён, чтобы удерживать свидетелей от рассказывания «красивых» историй. «Таким образом, в те годы кто не знал, тот и не выдавал себя за знающего, а кто знал, тот хорошо осознавал значимость своего свидетельства — что оно есть не просто бытовой рассказ, а свидетельство о мученическом подвиге христианина и, в конечном счёте — свидетельство о Христе и Его Церкви». Как отмечала Наталия Бонецкая, к тому моменту «преследования Церкви как тема разговоров была строжайше табуирована; протоколы допросов мучеников хранились в засекреченных архивах госбезопасности; церковные газеты выдавались только в спецхране Ленинки… Нужно было не просто иметь особое дерзновение, чтобы в этих условиях, казалось бы, полной безнадёжности, когда все каналы сведений были наглухо перекрыты и перед всяким церковно-историческим исследованием поставлена непроходимая стена, сделать собирание сведений о мучениках своей единственной, всепоглощающей жизненной целью». Кроме того «вряд ли деятельность Владимира Орловского была вне поля зрения КГБ, и Владимир прекрасно это сознавал».
Стремясь собрать сведения о всех тех, кто был умучен за веру, совершал многочисленные поездки по самым разным по городам и деревням России. Весьма часто, приезжая в незнакомое место, Владимир знал лишь то, что здесь, в начале 1930-х годы служил священник, который в 1937-м был арестован и расстрелян. Но ему сопутствовала удача: «На незнакомой станции ему встречались именно те люди, которые имели то или другое отношение к данному исповеднику, через которых он попадал в дом, скажем, духовных детей святого, а то и его родственников; у них Владимир получал точнейшие сведения о жизни и подвиге святого, а также фотографии из семейного альбома». Как отмечал сам игумен Дамаскин в 2007 году: «На первоначальном этапе собирание предания имело результаты только потому, что была помощь Божия этому делу, которое пестовалось и созидалось Им. Легко ли в незнакомом городе, где живут десять тысяч человек, найти два десятка свидетелей прошлого, бережно сохраняющих его в своей памяти как величайшую святыню? Но Господь указывал именно их, Господь же и подсказывал им, как и о чём нужно поведать». Также ему удалось собрать письменные источники, то есть воспоминания, которые свидетели сами записали. Сам Дамаскин (Орловский) так описывал принципы своей работы: «Принцип полноты выявления и отбора устных свидетельств реализовывался исследователем в региональном разрезе, в пределах одной области или нескольких смежных. Этот принцип позволил не только экономить время собирания и исследования, но и значительно повышал степень достоверности собранных данных. Он позволял об одном и том же событии, об одном и том же пострадавшем священнослужителе или мирянине собрать устные свидетельства нескольких свидетелей и таким образом сопоставить и максимально проверить достоверность получаемой информации». В итоге проделанной посредством интервьюирования работы с конца 1970-х до середины 1990-х годы были получены сведения о пострадавших священнослужителях
и мирянах: в Архангельской области — на 168 человек, в Алтайском крае — на 32 человека, в Белоруссии — на 12 человек, во Владимирской области — на 26, в Вологодской — на 106, в Воронежской — на 14, в Кировской — на 239, в Ивановской — на 49, в Республике Татарстан — на 38, в Республике Казахстан — на 18, в Кемеровской области — на 11, в Республике Коми — на 5, в Костромской области — на 65, в Краснодарском крае — на 57, в Мордовии — на 29, в Московской области — на 56, в Нижегородской — на 170, в Пермской — на 82, в Санкт-Петербурге и области — на 53, в Ставропольском крае — на 18, в Тверской области — на 20, в Тульской — на 17, на Украине — на 96, в Чувашии — на 19, в Ярославской области — на 27. Всего путем устных опросов были получены сведения на 1661 пострадавшего священнослужителя и мирянина.
При этом «времени для опроса оставалось немного, каждый год уносил в мир иной всё больше свидетелей, так что, если на первом этапе задача собирания церковного предания ещё была осуществима, то в 1990-х годах это стало почти невозможным», в связи с чем продолжать деятельность по изысканию необходимой информации он мог только в архивах. Изыскательскую деятельность как столичных, так и провинциальных архивах была начата им ещё в 1970-х годах. С началом эпохи гласности стал больше времени отдавать архивной работе. Став в 1991 году стал членом Синодальной комиссии по изучению материалов, касающихся реабилитации духовенства и мирян Русской православной церкви, пострадавших в советский период, получил доступ к ранее недоступным исследователям архивным материалами, в частности, архивно-следственным делам КГБ. Это позволило провести сравнительный анализ фактов устного церковного предания и документов архивов. По собственному признанию, после открытия архивов КГБ «настало время проверить собранные устные источники архивными документами, и я стал ходить в архив почти как на работу». Стал первым церковным историком, который привлёк к исследованию исторических судеб и роли новомучеников ранее недоступные материалы из более чем 100-тысячного корпуса судебно-следственных дел за 1917—1950 годы, документы органов госбезопасности. В дальнейшем проводил изучение также материалов Архива Президента РФ, ГАРФ, РГИА, архивов УФСБ по Москве и Московской области и прокуратуры Тверской области, иных местных архивов. Найденная в архивах информация позволила проверить и дополнить информацию, полученную благодаря расспросам очевидцев. Такое расширение источниковой базы исследований по новейшей истории Русской церкви позволило вывести их на качественно новый уровень. При этом, как отмечала в 2000 году Наталья Бонецкая, «всю эту титаническую работу по собиранию и обработке данных совершает практически в одиночестве, без помощников и без какой бы то ни было стабильной материальной поддержки», при том, что «по масштабам, скажем, „нормального“ европейского исследователя то, что делал и делает игумен Дамаскин, под силу институту с солидным штатом и приличным финансированием».
Входил в редакционную коллегию по изданию фундаментального труда по истории Русской православной церкви первой половины XX века: «Акты Святейшего Тихона, Патриарха Московского и всея России, позднейшие документы и переписка о каноническом преемстве высшей церковной власти», изданного в 1994 году. В сборник были включены найденные иеромонахом Дамаскином документы и сведения, которых не было у его составителя Михаила Губонина.
В 1990-е годы вместе с единомышленниками создал фонд «Память мучеников и исповедников Русской Православной Церкви» (зарегистрирован в 1997 году) с целью изучения всех проблем, касающихся новомучеников, а также изучения архивных документов, имеющих общеисторический характер и касающихся взаимоотношений Церкви и государства в советский период, архивно-следственных дел, непосредственно имеющих отношение к мученикам, публикации их наследия. Созданные на основе комплексного изучения сотен тысяч выявленных и впервые введённых в научный оборот источников, труды Фонда составили документированную основу для принятия Юбилейным Архиерейским собором в августе 2000 года решений о канонизации более тысячи мучеников и исповедников Русской православной церкви. К 2007 году был изучен фонд, состоящий из девяноста шести тысяч архивно-следственных дел и послуживший основой для подготовки к включению в Собор новомучеников Российских — новомучеников Московской епархии, то есть арестованных в Москве и Московской области.

### Принципы составления житий новомучеников
Написание сборников житий новомучеников поставило вопрос о составлении канона современного агиографического жанра. Так как автор ставил перед собой цель продолжить прерванную традицию русской агиографии, то перед ним стал выбор между более ранней традицией написания сборников житий святых по типу Пролога, характеризующейся краткостью и изложением фактической, документальной стороны событий, и более поздней традицией написания житий, характеризующихся публицистичностью, авторским переосмыслением событий и литературно-художественной обработкой. Иеромонах Дамаскин, начиная публикацию житий, предпочёл следовать принципам раннехристианской агиографии, когда жития создавались на основе официальных документированных источников («мученические акты») и устных свидетельств. Сам он отмечал в 2004 году: «В современных обстоятельствах, мне кажется, лучше писать жития по типу пролога или летописи — то есть просто излагать ход событий. Документальный текст дает возможность как раз опыту научиться — как вести себя в таких обстоятельствах. <…> В документах больше конкретных подробностей, больше практических вариантов, с максимальным приближением к жизни, не опосредованной литературой». По мнению Наталии Бонецкой: «В самой сложнейшей практике, выросшей из жизни и опирающейся на его собственную философию агиографии, сложился Орловский как историк. А будучи профессиональным писателем, игумен Дамаскин внёс неоценимый вклад в развитие житийного жанра: опять-таки, он ориентировался на древнерусскую агиографическую традицию, творчески прививая ей новые черты». В итоге по мнению Евгении Макаренко, «канонические жития последних десятилетий в большинстве своём представляют собой историко-документальный текст, который существует на стыке литературы и исторического факта». В написанных им житиях велика роль текстов документов и относительно невелик процент текста самого автора. Так, в кратком житии священноисповедника Романа Медведя, опубликованном во втором томе «Житий новомучеников и исповедников Российских XX века Московской Епархии» (2003) доля авторского текста составляет 38 %, а в полном житии, вышедшем отдельным изданием в 2006 году, — 37. Но несмотря на это, «повествование оказывается пронизанным авторской интонацией, духовное присутствие автора ощущается постоянно».
Отмечал, что «мы живём в век изобилия письменных документов и свидетельств, и потому житие должно являться выверенным научным исследованием. Мы пишем о жизни святого, но эта жизнь проходила в реальных исторических обстоятельствах, с реальными скорбями, искушениями. <…> Выбросив те или иные факты из жизни святого, мы не только возведём клевету на него, но и введём в опасное заблуждение стремящихся ко спасению читателей, которые, читая жития, будут иначе представлять жизнь спасающегося, нежели она была. <…> Лакируя действительность, мы изменяем и Евангелию, ибо от страдающего Богочеловека до апостолов, мучеников и преподобных, крест и страдания сопровождают жизнь человека, и путь спасения не есть механический переход из класса в класс или шествие по карьерной лестнице». Тем не менее, историк Сергей Фирсов в 2012 году отмечал, что в публикациях игумена Дамаскина «исторические факты, опирающиеся на архивные документы, перемежаются там с ничем не подтвержденными преданиями и рассказами».

### Критерии канонизации
Выступает за максимально строгий подход к каждой конкретной канонизации. Настаивает на необходимости максимально полного изучения следственных дел перед тем как причислять всякого кандидата на канонизацию к лику святых: «Например, арестовывают священника в 1937 году, по протоколам допросов мы видим, что он держится мужественно, не идёт на компромиссы, не лжесвидетельствует, чтобы облегчить свою участь, не уступает давлению следователей. Если мы здесь остановим изучение, то у нас не останется сомнений в исключительно исповеднической жизни его — но в действительности, если мы ознакомимся со всем архивным фондом, всё может оказаться иначе. За два года до последнего ареста сотрудники НКВД вызвали этого священника как свидетеля и потребовали, чтобы он оговорил собрата, а иначе он из свидетеля может превратиться в обвиняемого — и он согласился дать показания против собрата, способствуя юридическому оформлению приговора того к осуждению. Поскольку картотека ведётся по фамилиям обвиняемых, а не свидетелей, то найти обвиняемого, который выступил и в качестве свидетеля, можно, лишь изучив весь фонд архивно-следственных дел». Митрополит Коломенский и Крутицкий Ювеналий (Поярков), характеризуя игумена Дамаскина, которого он избрал делегатом Московской областной епархии на Поместный собор 2009 года, отметил: «Как член Синодальной комиссии по канонизации святых, игумен Дамаскин исследует подлинники мученических актов, которыми являются следственные дела. В работе он отличается принципиальностью. <…> Бывали случаи, когда, только благодаря позиции отца Дамаскина, мы переносили рассмотрение вопроса, который, как он считал, недостаточно изучен, на следующее заседание. По своему личному желанию он собрал огромные сведения о новомучениках и исповедниках Российских и, не испрашивая средства в Патриархии, нашёл возможность издать несколько томов их житий. Батюшка отличается скромностью и личным смирением».
Критиковался за излишнее доверие к следственным делам, в том числе в них признаниям собственной вины в инкриминируемых преступлениях. Так, Юлия Данилова пишет: «Нам представляется, что отношение исследователей к следственным документам, авторами которых были сотрудники ЧК, ГПУ, НКВД и т. п., должно быть не просто осторожным, оно должно быть гиперкритическим. По-видимому, все же нельзя уравнивать римских дознавателей и истязателей с их советскими коллегами. Ревнители религии большинства (тогда это было язычество), римские гонители христиан не боялись огласки, не стремились скрыть результаты и методы своей деятельности. В отличие от них чекисты стремились искоренить религию подавляющего большинства и, опасаясь народных волнений, максимально засекречивали, а то и просто уничтожали следственные документы. Широко практиковалась и простая подделка документов в интересах следствия. Многие документы заставляют исследователей подозревать, что показания были сфабрикованы следователем, а подпись подследственного либо получена в полусознательном состоянии, либо поставлена вообще посторонним лицом».
Работая в Синодальной комиссии по канонизации святых, стал заниматься разработкой общих критериев канонизации святых, а также упорядочиванием списков канонизированных святых. Критиковал стремление канонизировать Ивана Грозного и Григория Распутина, видя в этом «инструмент для достижения тех или иных политических целей», полагая, что «в тех случаях, когда канонизация имеет нецерковные цели, она становится средством разрушения Церкви». В 2018 году вышла его монография «Слава и трагедия русской агиографии. Причисление к лику святых в Русской Православной Церкви: история и современность», в которой дана оценка процесса канонизации святых, прослеживается история возрождения канонизации святых в Русской православной церкви после 1917 года. Автор приходит к выводу, что «к концу XX столетия, были утрачены … фундаментальные представления о том, как и на каких основаниях в Русской православной церкви совершалось причисление к лику святых, какой была практика канонизации до революционных преобразований XX в.» Анализируя причины псевдоканонизаций, появившихся в России в первой половине XIX века и получивших «расцвет» в постсоветское время, автор усматривает их в духовном состоянии российского общества. Автор доказывает, что политически ангажированные лица, исходя из частных мотивов, пытались настоять на признании достаточным основанием для канонизации тех или иных людей факта их насильственной смерти без исследования архивных документов, что означало бы ревизию христианской нравственности, отказ от церковных критериев канонизации. Автор на десятках примеров доказывал недостаточность общенаучных методов для уяснения поведенческой характеристики обвиняемых, утверждая, что необходим и анализ мотивации и поступков человека под углом зрения христианского вероучения с нравственных позиций. В январе 2020 года, выступая на Рождественских образовательных чтениях с докладом утверждал: «Обязательным условием канонизации является наличие в материалах определенных фактов, свидетельствующих о святости угодника Божия: 1) праведная жизнь, 2) подтверждающие праведность жизни посмертные чудотворения, и только на 3-м месте — почитание подвижника церковным народом. Причём, такой критерий, как посмертные чудотворения, не зависящие от человеческих суждений и находящиеся исключительно в ведении Божием, является основным и решающим <…> Если по молитвам почившего праведника не совершалось никогда чудотворений, то хотя бы его имя находилось в разных списках и десятки лет, как якобы прославленного святого, он останется таким же непрославленным усопшим до тех пор, пока Бог не прославит его чудотворениями <…> Ни отдельный человек, ни Архиерейский Собор, ни Поместный Собор не могут определить, что человек свят и его следует канонизовать. Область святости лежит вне их ведения, Собор может лишь засвидетельствовать то, что уже дано в свидетельстве Божием».

## Публикации трудов и их оценки
Наступившая свобода печати дала иеромонаху Дамаскину (Орловскому) возможность публиковать свои труды. С 1992 по 2002 годы было издано 7 составленных им сборников «Мученики, исповедники и подвижники благочестия Русской Православной Церкви XX столетия», содержащих около 900 житий. По словам автора: «Всё издание вначале планировалось, исходя из двух критериев. Первый критерий — это епархиальный принцип. <…> Епархиальный принцип был избран для того, чтобы церковному читателю была ясна взаимосвязь этих святых хотя бы на одной территории. И чтобы можно было ясно проследить связь: кто был духовный отец, каких они держались мнений, суждений церковных. <…> второй принцип <> это — „Месяцеслов“, дни памяти святых по датам». Первый том был посвящён подвижникам Нижегородской епархии, второй — Иваново-Вознесенской и Пермской епархий, третий — Тверской епархии. Жизнеописания сопровождаются уникальными, сохранившимися в большинстве случаев в единственном экземпляре фотографиями, развёрнутыми авторскими предисловиями, документальными публикациями, авторскими историко-источниковедческими обзорами, календарём памяти мучеников и исповедников, прославленных Русской православной церковью на архиерейских соборах 1989, 1997, 2000 годов. Специфика агиографического жанра поставила автора перед необходимостью поиска адекватного археографического оформления архивной информации: в первых двух книгах автор не сопровождает текст ссылками на источник; в третьей — применяются археографические правила оформления, в том числе полные шифры каждого привлечённого источника, что затрудняет пользование текстами житий тем, кому они прежде всего адресованы, — простым читателям; в последующих книгах автор ограничил состав сведений в ссылках наименованием библиографических изданий и архивов.
Этот труд принёс автору известность и составил основу агиографического и исторического фундамента канонизации мучеников и исповедников XX века в 2000 году. 19 сентября 1997 года за вышедшие к тому времени первый и второй тома был награждён Макариевской премией второй степени в номинации «История Православной Церкви» (Премия вручалась впервые после её возрождения). В 2002 году был награждён премией Союза писателей России «Имперская культура» им. Эдуарда Володина за многотомное исследование судеб пострадавших за веру в XX веке. Председатель Союза писателей России Валерий Ганичев в 2003 году написал про цикл книг: «Двадцать пять лет работы при разной степени допуска к архивам и материалам, тысячи бесед и судебных дел, свидетельств, представлявших более 800 житий новомучеников, причисленных к лику святых, сделают этот труд произведением мирового порядка, ибо он воссоздает впервые духовно-нравственный облик нашего народа, его стойкость, его душу, которая и сохранила нам до сего времени Русь и её Веру». В 2005 году Зинаида Иноземцева в журнале «Отечественные архивы» высоко оценила семитомный труд «Мученики, исповедники и подвижники благочестия Русской Православной Церкви XX столетия. Жизнеописания и материалы к ним» (1992—2002), назвав его «уникальным агиографическим трудом <…>, который получает всё более широкое признание научной общественности как знак нового времени в истории России на её пути к истокам традиционной культуры в общественно-религиозной жизни». Игумен Андроник (Трубачёв) в 19 томе «Православной энциклопедии» (2008) охарактеризовал данный труд как основополагающий для развития русской агиографии на рубеже XX и XXI веков.
Продолжением этого труда стали «Жития новомучеников и исповедников Российских XX века Московской епархии» в пяти томах (Тверь, 2002—2005) под общей редакцией митрополита Крутицкого и Коломенского Ювеналия (Пояркова); в 2005—2006 годы были допечатаны 4 дополнительных тома. Часть тиража была бесплатно роздана храмам и монастырям Московской епархии. Некоторые жития, вошедшие в эти издания, размещались на епархиальных и иных сайтах, а также использовались при издании брошюр в епархиях Русской православной церкви.
В 2005 году началось издание полного собрания «Житий новомучеников и исповедников Российских XX в.» в соответствии с их церковной памятью по месяцам; на настоящий момент изданы жития за январь (2005), февраль (2005), март (2006), апрель (2006), май (2007), июнь (2008), июль (2016; в двух томах); кроме того, в эти сборники включены жития тех святых, чья память празднуется только в Соборе новомучеников и исповедников. Это было не переиздание семитомника «Мученики, исповедники и подвижники благочестия Русской Православной Церкви XX столетия», а минеей с дополненными и уточнёнными сведениями о святых.
В 2010 году переработал ранее написанную им биографию епископа Гермогена (Долганёва) в кандидатскую диссертацию и 17 февраля 2011 года успешно её защитил. В том же году его кандидатская диссертация издана отдельной монографией. 12 сентября того же года за данную монографию удостоен Всероссийской историко-литературной премии «Александр Невский» второй степени. Доктор исторических наук Владимир Лавров дал высокую оценку этой монографии: «Автор избрал идеальный путь для объективного воссоздания личности и деятельности епископа Гермогена. С одной стороны, он дал собственный анализ и оценку этого выдающегося иерарха Русской православной церкви, с другой — вынес на самостоятельный суд читателей тексты проповедей епископа, его переписку с духовными и светскими лицами, письма к императору Николаю II, многочисленные свидетельства современников о воздействии епископа Гермогена и его проповедей на паству. Перед читателями впервые предстаёт живой образ епископа Гермогена, исключительно обаятельного, высококультурного и чуткого человека, получившего фундаментальное светское и духовное образование, образ человека с высокоразвитым патриотическим чувством». Также он отметил, что монография «способствует восполнению фрагментарности научного знания о взаимоотношениях Церкви и государства в период, завершившийся крахом Российской империи». Однако секретарь Учёного совета Общецерковной аспирантуры и докторантуры кандидат исторических наук А. И. Мраморнов дал в том же году отрицательную оценку монографии, назвав её образчиком не очень качественной исследовательской работы. Основные моменты, критикуемые в монографии: обильные цитирования источников, уже ранее введённых в научный оборот; основной текст книги базируется на узком круге источников, несмотря на большое заявленное их количество; монография фактически представляет собой слабоизменённый текст ранее написанного игуменом Дамаскином жития епископа Гермогена 2008 года издания, расширенный в основном за счёт большого количества пространных цитат; замалчивание отрицательных последствий административной деятельности епископа Гермогена. Кроме того, Мраморнов отмечает: «Нельзя не пожелать, чтобы в обновленной Синодальной комиссии по канонизации святых исчезла бы странная монополия одного автора на создание агиографических текстов».
С 2008 года является постоянным автором журнала «Фома», в каждом номере которого традиционно публикуется одно из составленных им житий новомучеников. По словам Владимира Легойды: «в редакции журнала „Фома“ мы решили, что статьи о новомучениках должны быть в каждом номере. Во многом это решение удалось претворить в жизнь, благодаря поддержке игумена Дамаскина, ставшего нашим постоянным автором». При этом игумен Дамаскин не просто перепечатывал в журнале ранее составленные им тесты, а сокращал и адаптировал под формат журнала. В 2015 году составленные для «Фомы» литературные биографии вышли отдельной книгой.

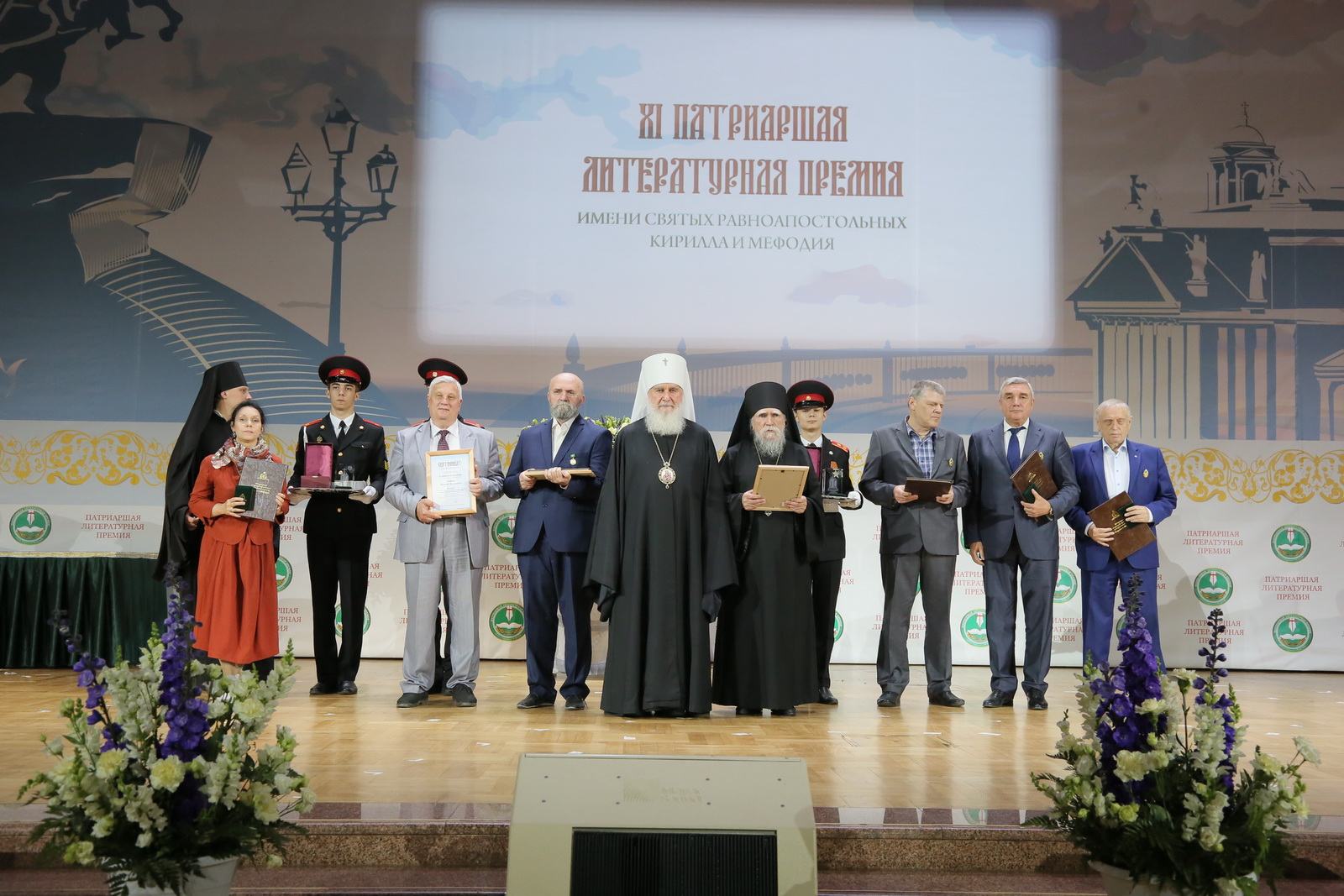
Вручение архимандриту Дамаскину Патриаршей литературной премии. 9 июня 2022 года

Неоднократно выступал на различных конференциях с докладами по важнейшим вопросам, касающимся канонизации святых. Опубликовал ряд статей, посвящённых истории и критериям канонизации святых в Русской православной церкви. По данной тематике им была написана монография «Слава и трагедия русской агиографии. Причисление к лику святых в Русской Православной Церкви: история и современность», изданная в октябре 2018 года. Это первый в своём роде труд, в котором глубоко и всесторонне рассматриваются сложные вопросы о причислении к лику святых в Русской Православной Церкви. Зинаида Иноземцева характеризовала данную монографию как «весомый вклад в изучение отечественной истории с учетом религиозного фактора. <…> Важен историко-архивоведческий вывод автора, основанный на анализе источниковой базы проблемы, о достаточности сохранившегося в составе Архивного фонда РФ комплекса документов для восстановления исторического контекста эпохи, характера изменений в отношении к духовенству и верующему народу на каждом этапе построения атеистического государства. <…> Научную ценность представляют библиография (716 наименований), в целом историографический обзор, научно-археографическое оформление издания, в котором особый интерес представляет анализ забытого наследия архиепископа Сергия (Спасского), титаническая работа которого позволяет составить уточнённый перечень всех имён святых, канонизированных до 1918 <…> монография содержит ценнейший материал для лекционных курсов, читаемых в церковных и светских вузах, преподавателей школ, работников государственных и общественных организаций, для широкого круга читателей»
9 июня 2022 года в Зале церковных соборов Храма Христа Спасителя стал лауреатом XI сезона Патриаршей литературной премии имени святых равноапостольных Кирилла и Мефодия, который награждён «за вклад в развитие русской литературы».

## Награды
- медаль святителя Иннокентия Московского и Коломенского (8 ноября 2000 года) — за труды в Синодальной комиссии по канонизации святых[3]
- медаль преподобного Серафима Саровского II степени (3 октября 2007 года) — за труды в Синодальной комиссии по канонизации святых[76]
- памятная медаль в честь 1020-летия Крещения Руси (1 октября 2008)[77]
- медаль преподобного Сергия Радонежского I степени (2 июня 2009 года) — за труды в Синодальной комиссии по канонизации святых
- Орден Преподобного Сергия Радонежского III степени (22 декабря 2013 года) — «во внимание к усердным трудам на благо Церкви Христовой и в связи с 25-летием служения в священном сане»[78].
- Орден Преподобного Серафима Саровского III степени (18 ноября 2019 года) — «во внимание к усердным трудам на благо Святой Церкви и в связи с 70-летием со дня рождения»[79].
- право служения Божественной литургии с отверстыми Царскими вратами до «Херувимской песни» (17 апреля 2022 года, к празднику Святой Пасхи) — «за усердное служение Святой Церкви»[80]

## Список публикаций
- Свидетель истины // Журнал Московской Патриархии. 1990. — № 12. — С. 31-34.
- Мученики Шуйские // Московский церковный вестник. 1991. — Апрель
- Епископ Кинешемский Василий — исповедник веры // Журнал Московской Патриархии. 1991. — № 10. — С. 30-34.
- Жизнеописание патриаршего местоблюстителя митрополита Петра Крутицкого (Полянского) // «Вестник РХД». 1992. — № 166 (III), — 288 с. — С. 213—242
- Я теперь не умру… (последние годы жизни Патриаршего Местоблюстителя митрополита Крутицкого Петра (Полянского)) // Журнал Московской Патриархии. 1993. — № 1. — С. 20-31
- [Письмо А. Д. Овечкиной] // Журнал Московской Патриархии. 1993. — № 8. — С. 14.
- Святитель Василий Кинешемский // Грани. 1993. — Вып. 169. — C. 225—252
- Мученики московские // «Московский журнал». 1994. — № 1. — С. 34-40.
- Weg und Schicksal des Patriarchatsverwesers Petr / Sonderdruck aus Kirche im Osten. Vandenhoeck & Ruprecht in Gottingen. Band 37. 1994. — С. 62-84
- Данилов монастырь в годы гонений // Даниловский благовестник 1995. — № 8
- В огненном испытании: Архиепископ Феодор, Данилов монастырь и судьба РПЦ в ХХ столетии // Даниловский благовестник. 1995. — № 8. — С. 45-51
- Ярославский митрополит Агафангел // Культура. Образование. Православие. Сб. материалов региональной науч.-практ.конференции. / Под ред. А. М. Селиванова, Н. Лихоманова, Яросл. гос. ун-т. — Ярославль, 1996. — С. 243—247.
- Блаженный Мишенька // Слово утешения. 1996. — Декабрь.
- Святая Русь: Хронологический список канонизированных святых, почитаемых подвижников благочестия и мучеников Русской Православной Церкви (1917—1997) // Цыпин В., прот. История Русской Церкви. Книга девятая: 1917—1997. — М., 1997. — С. 674—687. (в соавторстве с игуменом Андроником (Трубачёвым))
- Жизнеописание архиеп. Илариона (Троицкого) // Иларион (Троицкий), архиеп. Церковь как союз любви. — М.: ПСТБИ, 1998. — С. 5-70.
- Жизнеописание архиепископа Илариона (Троицкого) // Журнал Московской Патриархии. 1998. — № 6. — C. 27-41 (начало); № 7. — C. 23-43. (продолжение)
- Житие архимандрита Сергия (Сребрянского) // Журнал Московской Патриархии. 1999. — № 3. — С. 39-55;
- Жизнеописание архимандрита Игнатия (Бирюкова, † 1932), священноисповедника // Исторический вестник: издание исторической подкомиссии Юбилейной комиссии Русской православной церкви по подготовке к проведению празднования 2000-летия Рождества Христова. — 1999. — № 2 — С. 101—113
- Память, их в род и род // Московский церковный вестник. 1999. — Май.
- Торжество Православия на мучилищном поле // Новая книга России. 2000. — № 6. — С. 25-29.
- История Русской Православной Церкви в документах Архива Президента Российской Федерации // 2000-летию Рождества Христова посвящается. Специальный выпуск «Вестника архивиста». — М.: Российское общество историков-архивистов, Синодальная Комиссия по канонизации святых. — 2001. — С. 78-112
- Споры о судьбах России: Н. Я. Данилевский и его книга «Россия и Европа»: [монография] / Б. П. Балуев; [авт. предисл. Дамаскин (Орловский); худож. Н. Новиков]. — 2-е изд., испр. и доп. — Тверь : Булат, 2001. — 416 с. ; 22 см. — Имен. указ.: с. 408—414 ; Прим.: с. 406—407. — 5000 экз. — ISBN 5-8109-0017-8
- Память праведных будет вечная. Доклад на конференции «Воплощенные идеалы России в судьбах подвижников благочестия» // сайт Союза писателей России, 20.04.2002
- Zwei Jahrzehnte im Kampf gegen Religion und Kirche / Два десятилетия борьбы против религии и церкви // Слышать и видеть друг друга. Взаимосвязи Русской православной церкви и Евангелической церкви Германии. Лейпциг, 2003. — 368 с. — C. 98-110
- Палачи и мученики // Гражданин. 2004. — № 3 (9), май-июнь — С. 79-87.
- Архивные исследования в деятельности Синодальной Комиссии по канонизации святых Русской Православной Церкви // Проблемы изучения истории Русской Православной Церкви и современная деятельность музеев. Труды ГИМ. 2005 — № 3 (9). — Вып. 152. — С. 14-28 (в соавторстве с С. Н. Романовой)
- Житие мученика Иоанна (Попова) // Реутов православный: духовное обозрение. 2005. — № 1 (7). — С. 7-21
- Житие священномученика Петра (Никотина) и с ним пострадавших // Реутов православный: духовное обозрение. 2005 — № 3 (9). — С. 16-22
- Житие священномученика Григория (Лебедева), епископа Шлиссельбургского // Реутов православный: духовное обозрение. — 2005. — № 4 (10). — С. 3-11
- Крестный путь России. Гонения на Русскую православную церковь в советский период // Россия Православная. 2005. — № 7. — С. 84-117
- Настоящая русская война // pravoslavie.ru, 6 мая 2006
- Житие священномученика Илариона (Троицкого) // Реутов православный. 2006. — № 1 (11) — С. 3-40.
- Русская Православная Церковь в 1922—1965 годах (по документам Архива Президента Российской Федерации) // Церковь в истории России / Российская Академия Наук. Институт Российской истории. Сб. 7. — М., 2007. — С. 348—387
- Слишком учёный монах // Московские Епархиальные Ведомости. 2008. — № 3-4. — С. 117—119.
- Житие священномученика Владимира (Богоявленского), митрополита Киевского и Галицкого // К вам мое слово любви, вразумления и утешения…: Проповеди, слова, поучения. Т. 1 / сщмч. Владимир. — Тверь : Булат, 2008. — 528 с. — С. 5-54
- Методология и практические особенности исследования подвига новомучеников и исповедников Российских // XVII Международные Рождественские образовательные чтения / Прославление и почитание святых (Москва, 17 февраля 2009 г.): материалы конференции. М., 2009. — С. 12-25;
- Жизнеописание священномученика Владимира (Богоявленского), митрополита Киевского // Церковь в истории России / Российская Академия Наук. Институт Российской истории. Сб. 8. М., 2009. — С. 213—265.
- Историко-церковные исследования житий святых мучеников и исповедников Русской Православной Церкви XX столетия // Вестник архивиста. 2009. — № 3. — С. 38-49.
- «Жатвы много, а делателей мало…»: архивные источники агиографических исследований биографии архиепископа Луки (Войно-Ясенецкого) // Отечественные архивы. 2009. — № 4. — С. 92-100.
- Жизнеописание священномученика Иоанна Стеблин-Каменского (1887—1930) // «Не отходите от Креста»: Письма с Соловков близким и пастве / сщмч. Иоанн. — М. : Православный Свято-Тихоновский гуманитарный университет, 2009. — 110 с.
- «Жатвы много, а делателей мало…» // polit.ru, 15 октября 2009
- Историко-церковные исследования житий святых мучеников и исповедников Русской православной церкви ХХ столетия // Вестник архивиста. 2009. — № 3. — С. 38-49.
- Почему Русская Православная Церковь прославила архиепископа и врача Луку (Валентина Феликсовича Войно-Ясенецкого) и адмирала Федора Федоровича Ушакова // fond.ru, 12.06.2010
- Сопоставление подвига мученичества святых древней Церкви и новомучеников Российских // XVIII Международные Рождественские образовательные чтения / Прославление и почитание святых (Москва, 28 января 2010 г.): материалы конференции. М., 2010. — С. 20-39;
- Архивные документы о кризисе синодального управления РПЦ 1907—1908 гг. // Отечественные архивы. 2010. — № 4. — С. 38-49.
- Церковно-государственные отношения в начале XX столетия на примере жизни священномученика Гермогена (Долганева; 1858—1918) // XIX Международные Рождественские образовательные чтения / Прославление и почитание святых (Москва, 25 января 2011 г.): материалы конференции. М., 2011. — С. 26-42.
- Церковно-государственные отношения и вопросы канонизации святых Русской Православной Церкви в постсоветский период российской истории // Вестник архивиста. 2011. — № 4. — С. 122—129
- Дела по обвинению духовенства и верующих Московской епархии в архивном фонде УКГБ по г. Москве и Московской области // Отечественные архивы. 2012. — № 1. — С. 67-73.
- Сложности изучения судебно-следственных дел, имеющего целью — включение имени пострадавшего священнослужителя или мирянина в Собор новомучеников и исповедников Российских // XX Международные Рождественские образовательные чтения / Прославление и почитание святых (Москва, 24 января 2012 г.): материалы конференции. М., 2012. — С. 8-36
- Правовые аспекты в изучении материалов судебно-следственного производства в целях канонизации святых Русской православной церкви // История государства и права. 2012. — № 14. — С. 12-16
- Методологические аспекты церковно-исторических исследований на современном этапе // Вестник архивиста. 2012. — № 2. — С. 137—145
- «Справедливость требует, чтобы мне дана была свобода». Документы из судебно-следственного дела протоиерея Иоанна Восторгова: 1918 г. / публ. подгот. В. А. Орловский // Исторический архив. — 2012. — № 4. — С. 175—190.
- Судебно-следственное дело иеромонаха Макария (Телегина) как источник персональной информации. 1922 г. // Вестник архивиста. 2012. — № 4. — С. 231—240.
- Мученики и исповедники Русской Православной Церкви // К единству Руси Великой и Руси Святой. Основы православной культуры. 9 класс. Курск, 2012. — С. 191—206.
- Эпоха исповедничества // К единству Руси Великой и Руси Святой. Основы православной культуры. 9 класс. Курск, 2012. — С. 224—233.
- Феномен личности новомученика XX столетия. Психолого-религиозныий дискурс // Развитие личности. 2012. — № 4. — С. 126—146.
- Подготовка материалов к канонизации новомучеников на примере Комиссии по канонизации святых Московской епархии // XXI Международные Рождественские образовательные чтения / Прославление и почитание святых (Москва, 25 января 2013 г.): материалы конференции. М., 2013. — С. 7-18.
- Последний император России и управление делами церкви: о присвоении звания диаконисс сёстрам Марфо-Мариинской обители // Вестник архивиста. 2013. — № 4. — С. 231—247.
- «Никому и никогда намеренно не сделал зла». Из судебно-следственного дела протоиерея Евфимия Горячего: 1929 г. / публ. подгот. В. А. Орловский (игумен Дамаскин) // Исторический архив. — 2013. — № 3. — С. 81-91.
- Роль архиепископа Илариона (Троицкого; 1886—1929) во взаимоотношениях церкви и власти в 1920-е гг. // История государства и права. 2013. — № 11. — С. 17-23.
- Документы канцелярии патриарха Тихона в Российском государственном историческом архиве // Отечественные архивы. 2013. — № 4. — С. 67-73.
- Заключительное слово // Рубежи истории — рубежи России. Международная общественная организация «Всемирный Русский Народный Собор». М., 2013. — С. 381—382.
- Уничтожение Русской Православной Церкви и большевизм (на примере убийства епископа Варсонофия (Лебедева) и игумении Серафимы (Сулимовой) с группой мирян, 1918 г.) // Вестник Ярославского государственного университета им. П. Г. Демидова. 2014. — № 1 (27), январь-март. — С. 30-34.
- Воззрения архиепископа Пермского и Кунгурского Андроника (Никольского) на русский гражданский строй // Вестник архивиста. 2013. — № 2. — С. 264—273.
- Значение открытия Н. Я. Данилевского для анализа исторических процессов // Творческое наследие Н. Я. Данилевского и задачи России в XXI веке : материалы междунар. науч.-практ. конф., г. Курск, 26-27 нояб. 2014 г. / Ин-т рус.-славян. исслед. им. Н. Я. Данилевского, Рос. о-во ист.-арх., Курск. гос. с.-х. акад. — Курск : КГСХА, 2014. Ч. 1. — 2014. — 204 с. — С. 68-74.
  - Значение открытия Н. Я. Данилевского для анализа исторических процессов // «Право и безопасность». 2015. — № 2 (50).
- Критерии и порядок канонизации святых в Русской Православной Церкви // XXIII Международные Рождественские образовательные чтения / Прославление и почитание святых (Москва, 22 января 2015 г.): материалы конференции. М., 2015. — С. 7-29.
- Святые, чтимые молебнами и торжественными Литургиями. Порядок канонизации святых в Русской Православной Церкви // Журнал Московской Патриархии. 2015. — № 7. — С. 34-39.
- Границы агиографии и принципы канонизации святых в Русской Православной Церкви // Двенадцатые Дамиановские чтения: Русская Православная Церковь и общество в истории России и Курского края (Курск, 18-19 марта 2015 г.): материалы Всероссийской научно-практической конференции. — Курск, 2015. — С. 9-21.
- К вопросу о критериях канонизации святых Русской православной церкви: агиография и литература // Учёные записки. Электронный научный журнал Курского государственного университета. 2015. — № 2 (34). — С. 6-14.
- Архиепископ Лука (Войно-Ясенецкий) в период репрессий // Московские Епархиальные Ведомости. 2015. — № 7
- История возникновения, проблемы и формирование епархиальных Соборов святых // Прославление и почитание святых в Русской православной церкви: материалы конференции (Храм Христа Спасителя, 26 января 2016 года). — Москва : Издательство ПСТГУ, 2016. — 103 с. — С. 17-25
- Проблематика канонизаций местночтимых новомучеников в Русской Православной Церкви Заграницей // Вестник архивиста, 2016. — № 1. — С. 272—287.
- Проблематика института канонизации местночтимых святых и формирования епархиальных соборов в Русской Православной Церкви в конце ХХ — начале XXI века // Известия Юго-Западного государственного университета. Серия История и право. 2016. — № 1 (18). — С. 78-85.
- Государственная политика советской власти в отношении церкви русской. 1918—1990 гг // Эпоха князя Владимира и развитие Российской государственности. Материалы всероссийской научно-практической конференции, посвященной 1000-летию с благоверной кончины князя Владимира. Под редакцией Ю. Ю. Иерусалимского. 2016. — С. 358—373.
- Канонизация святых в Русской православной церкви. Исторический аспект // Вестник Ярославского государственного университета им. П. Г. Демидова. 2016. — № 2 (36). — C. 5-10
- Игумен Дамаскин (Орловский): Вопрос о популяризации подвига новомучеников — существенный и значимый // patriarchia.ru, 17 июня 2016
- Изучение материалов о репрессированных священнослужителях и мирянах, написание житий новомучеников и использование их в образовательном процессе // fond.ru, 12.05.2017
- Канонизация новомучеников в Русской Православной Церкви // Tractus aevorum: эволюция социокультурных и политических пространств. 2018. — Т. 5.1. — С. 135—164.
- Проблематика, связанная с включением в списки епархиальных Соборов святых имен неканонизованных усопших // fond.ru, 29.01.2020
- Канонизация святых и псевдоканонизация усопших подвижников. Проблемы и решения // История и архивы. 2020. — № 3. — С. 69-86.

- Гонения на Русскую Православную Церковь в советский период // Православная энциклопедия. — М., 2000. — Т. Специальный том. — С. 179-189. — 656 с. — 40 000 экз. — ISBN 5-89572-005-6.
- Аввакум (Боровков) // Православная энциклопедия. — М., 2000. — Т. I : А — Алексий Студит. — С. 83. — 40 000 экз. — ISBN 5-89572-006-4.
- Августин (Беляев) // Православная энциклопедия. — М., 2000. — Т. I : А — Алексий Студит. — С. 109-110. — 40 000 экз. — ISBN 5-89572-006-4.
- Аверкий (Кедров) // Православная энциклопедия. — М., 2000. — Т. I : А — Алексий Студит. — С. 129-130. — 40 000 экз. — ISBN 5-89572-006-4.
- Авраамий (Дернов) // Православная энциклопедия. — М., 2000. — Т. I : А — Алексий Студит. — С. 169. — 40 000 экз. — ISBN 5-89572-006-4.
- Авраамий (Чурилин) // Православная энциклопедия. — М., 2000. — Т. I : А — Алексий Студит. — С. 171-172. — 40 000 экз. — ISBN 5-89572-006-4.
- Агафангел (Преображенский) // Православная энциклопедия. — М., 2000. — Т. I : А — Алексий Студит. — С. 235-237. — 40 000 экз. — ISBN 5-89572-006-4.
- Александр (Петровский) // Православная энциклопедия. — М., 2000. — Т. I : А — Алексий Студит. — С. 483. — 40 000 экз. — ISBN 5-89572-006-4.
- Александр Николаевич Татаринов // Православная энциклопедия. — М., 2000. — Т. I : А — Алексий Студит. — С. 483. — 40 000 экз. — ISBN 5-89572-006-4.
- Александр (Трапицын) // Православная энциклопедия. — М., 2000. — Т. I : А — Алексий Студит. — С. 484. — 40 000 экз. — ISBN 5-89572-006-4.
- Александр (Щукин) // Православная энциклопедия. — М., 2000. — Т. I : А — Алексий Студит. — С. 486. — 40 000 экз. — ISBN 5-89572-006-4.
- Александр Васильевич Арапов // Православная энциклопедия. — М., 2000. — Т. I : А — Алексий Студит. — С. 486. — 40 000 экз. — ISBN 5-89572-006-4.}
- Александр Шалай // Православная энциклопедия. — М., 2000. — Т. I : А — Алексий Студит. — С. 486. — 40 000 экз. — ISBN 5-89572-006-4.
- Александр (Бялозор) // Православная энциклопедия. — М., 2000. — Т. I : А — Алексий Студит. — С. 492-493. — 40 000 экз. — ISBN 5-89572-006-4.
- Александр (Толстопятов) // Православная энциклопедия. — М., 2000. — Т. I : А — Алексий Студит. — С. 503. — 40 000 экз. — ISBN 5-89572-006-4.
- Александр (Торопов) // Православная энциклопедия. — М., 2000. — Т. I : А — Алексий Студит. — С. 503. — 40 000 экз. — ISBN 5-89572-006-4.
- Алексий Константинович Бенеманский // Православная энциклопедия. — М., 2000. — Т. I : А — Алексий Студит. — С. 648-649. — 40 000 экз. — ISBN 5-89572-006-4.
- Алексей Трофимович Коротков // Православная энциклопедия. — М., 2000. — Т. I : А — Алексий Студит. — С. 656. — 40 000 экз. — ISBN 5-89572-006-4.
- Алексий Иванович Ворошин // Православная энциклопедия. — М., 2000. — Т. I : А — Алексий Студит. — С. 659-660. — 40 000 экз. — ISBN 5-89572-006-4.
- Алексий (Бельковский) // Православная энциклопедия. — М., 2000. — Т. I : А — Алексий Студит. — С. 648. — 40 000 экз. — ISBN 5-89572-006-4.
- Алексий (Кузнецов) // Православная энциклопедия. — М., 2000. — Т. I : А — Алексий Студит. — С. 667-668. — 40 000 экз. — ISBN 5-89572-006-4.
- Алексия (Сотова) // Православная энциклопедия. — М., 2001. — Т. II : Алексий, человек Божий — Анфим Анхиальский. — С. 12. — 40 000 экз. — ISBN 5-89572-007-2.
- Амвросий (Гудко) // Православная энциклопедия. — М., 2001. — Т. II : Алексий, человек Божий — Анфим Анхиальский. — С. 137-138. — 40 000 экз. — ISBN 5-89572-007-2.
- Амвросий (Полянский) // Православная энциклопедия. — М., 2001. — Т. II : Алексий, человек Божий — Анфим Анхиальский. — С. 138-139. — 40 000 экз. — ISBN 5-89572-007-2.
- Амвросий (Астахов) // Православная энциклопедия. — М., 2001. — Т. II : Алексий, человек Божий — Анфим Анхиальский. — С. 139. — 40 000 экз. — ISBN 5-89572-007-2.
- Амвросий (Смирнов) // Православная энциклопедия. — М., 2001. — Т. II : Алексий, человек Божий — Анфим Анхиальский. — С. 152-153. — 40 000 экз. — ISBN 5-89572-007-2.
- Амфилохий (Скворцов) // Православная энциклопедия. — М., 2001. — Т. II : Алексий, человек Божий — Анфим Анхиальский. — С. 195-197. — 40 000 экз. — ISBN 5-89572-007-2.
- Анания Бойков // Православная энциклопедия. — М., 2001. — Т. II : Алексий, человек Божий — Анфим Анхиальский. — С. 222. — 40 000 экз. — ISBN 5-89572-007-2.
- Анастасия // Православная энциклопедия. — М., 2001. — Т. II : Алексий, человек Божий — Анфим Анхиальский. — С. 253. — 40 000 экз. — ISBN 5-89572-007-2.
- Анатолий (Грисюк) // Православная энциклопедия. — М., 2001. — Т. II : Алексий, человек Божий — Анфим Анхиальский. — С. 265-267. — 40 000 экз. — ISBN 5-89572-007-2.
- Анатолий Афанасьевич Левицкий // Православная энциклопедия. — М., 2001. — Т. II : Алексий, человек Божий — Анфим Анхиальский. — С. 267. — 40 000 экз. — ISBN 5-89572-007-2.
- Анатолий (Ботвинников) // Православная энциклопедия. — М., 2001. — Т. II : Алексий, человек Божий — Анфим Анхиальский. — С. 268. — 40 000 экз. — ISBN 5-89572-007-2.
- Анатолий Андреевич Барашков // Православная энциклопедия. — М., 2001. — Т. II : Алексий, человек Божий — Анфим Анхиальский. — С. 268. — 40 000 экз. — ISBN 5-89572-007-2.
- Анатолий, Серафим и Феогност // Православная энциклопедия. — М., 2001. — Т. II : Алексий, человек Божий — Анфим Анхиальский. — С. 274. — 40 000 экз. — ISBN 5-89572-007-2.
- Ангелина (Борисова) // Православная энциклопедия. — М., 2001. — Т. II : Алексий, человек Божий — Анфим Анхиальский. — С. 295. — 40 000 экз. — ISBN 5-89572-007-2.
- Андрей Петрович Быстров // Православная энциклопедия. — М., 2001. — Т. II : Алексий, человек Божий — Анфим Анхиальский. — С. 355. — 40 000 экз. — ISBN 5-89572-007-2.
- Андрей Владимирович Воскресенский // Православная энциклопедия. — М., 2001. — Т. II : Алексий, человек Божий — Анфим Анхиальский. — С. 355-356. — 40 000 экз. — ISBN 5-89572-007-2.
- Андрей Косовский // Православная энциклопедия. — М., 2001. — Т. II : Алексий, человек Божий — Анфим Анхиальский. — С. 356. — 40 000 экз. — ISBN 5-89572-007-2.
- Андрей Иванович Гневышев // Православная энциклопедия. — М., 2001. — Т. II : Алексий, человек Божий — Анфим Анхиальский. — С. 356-357. — 40 000 экз. — ISBN 5-89572-007-2.
- Андрей Никитич Мищенко // Православная энциклопедия. — М., 2001. — Т. II : Алексий, человек Божий — Анфим Анхиальский. — С. 357. — 40 000 экз. — ISBN 5-89572-007-2.
- Андроник (Никольский) // Православная энциклопедия. — М., 2001. — Т. II : Алексий, человек Божий — Анфим Анхиальский. — С. 411-413. — 40 000 экз. — ISBN 5-89572-007-2.
- Анна (Макандина) // Православная энциклопедия. — М., 2001. — Т. II : Алексий, человек Божий — Анфим Анхиальский. — С. 454. — 40 000 экз. — ISBN 5-89572-007-2.
- Анна Ивановна Остроглазова // Православная энциклопедия. — М., 2001. — Т. II : Алексий, человек Божий — Анфим Анхиальский. — С. 456. — 40 000 экз. — ISBN 5-89572-007-2.
- Анна Васильевна Серова // Православная энциклопедия. — М., 2001. — Т. II : Алексий, человек Божий — Анфим Анхиальский. — С. 456. — 40 000 экз. — ISBN 5-89572-007-2.
- Антоний (Абашидзе) // Православная энциклопедия. — М., 2001. — Т. II : Алексий, человек Божий — Анфим Анхиальский. — С. 615. — 40 000 экз. — ISBN 5-89572-007-2.
- Антоний (Быстров) // Православная энциклопедия. — М., 2001. — Т. II : Алексий, человек Божий — Анфим Анхиальский. — С. 620-621. — 40 000 экз. — ISBN 5-89572-007-2.
- Антоний (Горбань) // Православная энциклопедия. — М., 2001. — Т. II : Алексий, человек Божий — Анфим Анхиальский. — С. 608. — 40 000 экз. — ISBN 5-89572-007-2.
- Антоний (Корж) // Православная энциклопедия. — М., 2001. — Т. II : Алексий, человек Божий — Анфим Анхиальский. — С. 609. — 40 000 экз. — ISBN 5-89572-007-2.
- Антоний (Чирков) // Православная энциклопедия. — М., 2001. — Т. II : Алексий, человек Божий — Анфим Анхиальский. — С. 609-610. — 40 000 экз. — ISBN 5-89572-007-2.
- Антоний (Миловидов) // Православная энциклопедия. — М., 2001. — Т. II : Алексий, человек Божий — Анфим Анхиальский. — С. 635. — 40 000 экз. — ISBN 5-89572-007-2.
- Антоний (Панкеев) // Православная энциклопедия. — М., 2001. — Т. II : Алексий, человек Божий — Анфим Анхиальский. — С. 608-609. — 40 000 экз. — ISBN 5-89572-007-2.
- Антоний (Арапов) // Православная энциклопедия. — М., 2001. — Т. II : Алексий, человек Божий — Анфим Анхиальский. — С. 609. — 40 000 экз. — ISBN 5-89572-007-2.
- Аполлон Ксенофонтович Бабичев // Православная энциклопедия. — М., 2001. — Т. III : Анфимий — Афанасий. — С. 66. — 40 000 экз. — ISBN 5-89572-008-0.
- Аполлос (Ржаницын) // Православная энциклопедия. — М., 2001. — Т. III : Анфимий — Афанасий. — С. 75. — 40 000 экз. — ISBN 5-89572-008-0.
- Аристарх (Заглодин-Кокорев) // Православная энциклопедия. — М., 2001. — Т. III : Анфимий — Афанасий. — С. 231-232. — 40 000 экз. — ISBN 5-89572-008-0.
- Аркадий (Ершов) // Православная энциклопедия. — М., 2001. — Т. III : Анфимий — Афанасий. — С. 262-263. — 40 000 экз. — ISBN 5-89572-008-0.
- Аркадий (Остальский) // Православная энциклопедия. — М., 2001. — Т. III : Анфимий — Афанасий. — С. 263-264. — 40 000 экз. — ISBN 5-89572-008-0.
- Аркадий (Носков) // Православная энциклопедия. — М., 2001. — Т. III : Анфимий — Афанасий. — С. 264. — 40 000 экз. — ISBN 5-89572-008-0.
- Арсений Сергеевич Троицкий // Православная энциклопедия. — М., 2001. — Т. III : Анфимий — Афанасий. — С. 392-393. — 40 000 экз. — ISBN 5-89572-008-0.
- Арсения (Добронравова) // Православная энциклопедия. — М., 2001. — Т. III : Анфимий — Афанасий. — С. 446. — 40 000 экз. — ISBN 5-89572-008-0.
- Артемон (Евстратов) // Православная энциклопедия. — М., 2001. — Т. III : Анфимий — Афанасий. — С. 467. — 40 000 экз. — ISBN 5-89572-008-0.
- Афанасий (Егоров) // Православная энциклопедия. — М., 2001. — Т. III : Анфимий — Афанасий. — С. 704. — 40 000 экз. — ISBN 5-89572-008-0.
- Афанасий Жуланов // Православная энциклопедия. — М., 2001. — Т. III : Анфимий — Афанасий. — С. 707. — 40 000 экз. — ISBN 5-89572-008-0.
- Борис Иванович Боголепов // Православная энциклопедия. — М., 2003. — Т. VI : Бондаренко — Варфоломей Эдесский[англ.]. — С. 32. — 39 000 экз. — ISBN 5-89572-010-2.
- Борис (Воскобойников) // Православная энциклопедия. — М., 2003. — Т. VI : Бондаренко — Варфоломей Эдесский[англ.]. — С. 32-33. — 39 000 экз. — ISBN 5-89572-010-2.
- Борис Павлович Ивановский // Православная энциклопедия. — М., 2003. — Т. VI : Бондаренко — Варфоломей Эдесский[англ.]. — С. 33. — 39 000 экз. — ISBN 5-89572-010-2.
- Борис Александрович Семёнов // Православная энциклопедия. — М., 2003. — Т. VI : Бондаренко — Варфоломей Эдесский[англ.]. — С. 33-34. — 39 000 экз. — ISBN 5-89572-010-2.
- Валентин Михайлович Белов // Православная энциклопедия. — М., 2003. — Т. VI : Бондаренко — Варфоломей Эдесский[англ.]. — С. 522. — 39 000 экз. — ISBN 5-89572-010-2.
- Валентин Иванович Никольский // Православная энциклопедия. — М., 2003. — Т. VI : Бондаренко — Варфоломей Эдесский[англ.]. — С. 522. — 39 000 экз. — ISBN 5-89572-010-2.
- Валентин Александрович Корниенко // Православная энциклопедия. — М., 2003. — Т. VI : Бондаренко — Варфоломей Эдесский[англ.]. — С. 523. — 39 000 экз. — ISBN 5-89572-010-2.
- Всеволод Васильевич Смирнов // Православная энциклопедия. — М., 2003. — Т. VI : Бондаренко — Варфоломей Эдесский[англ.]. — С. 538-539. — 39 000 экз. — ISBN 5-89572-010-2.
- Варвара Дмитриевна Деревягина // Православная энциклопедия. — М., 2003. — Т. VI : Бондаренко — Варфоломей Эдесский[англ.]. — С. 564-565. — 39 000 экз. — ISBN 5-89572-010-2.
- Варлаам (Ефимов) // Православная энциклопедия. — М., 2003. — Т. VI : Бондаренко — Варфоломей Эдесский[англ.]. — С. 580. — 39 000 экз. — ISBN 5-89572-010-2.
- Варлаам (Коноплёв) // Православная энциклопедия. — М., 2003. — Т. VI : Бондаренко — Варфоломей Эдесский[англ.]. — С. 580-581. — 39 000 экз. — ISBN 5-89572-010-2.
- Варлаам (Никольский) // Православная энциклопедия. — М., 2003. — Т. VI : Бондаренко — Варфоломей Эдесский[англ.]. — С. 581. — 39 000 экз. — ISBN 5-89572-010-2.
- Варнава (Беляев) // Православная энциклопедия. — М., 2003. — Т. VI : Бондаренко — Варфоломей Эдесский[англ.]. — С. 649-650. — 39 000 экз. — ISBN 5-89572-010-2.
- Варсонофий (Лебедев) // Православная энциклопедия. — М., 2003. — Т. VI : Бондаренко — Варфоломей Эдесский[англ.]. — С. 673-675. — 39 000 экз. — ISBN 5-89572-010-2.
- Варсонофий (Мамчин) // Православная энциклопедия. — М., 2003. — Т. VI : Бондаренко — Варфоломей Эдесский[англ.]. — С. 675. — 39 000 экз. — ISBN 5-89572-010-2.
- Василий (Преображенский) // Православная энциклопедия. — М., 2004. — Т. VII : Варшавская епархия — Веротерпимость. — С. 30-31. — 39 000 экз. — ISBN 5-89572-010-2.
- Василий Владимирович Агафоников // Православная энциклопедия. — М., 2004. — Т. VII : Варшавская епархия — Веротерпимость. — С. 35-36. — 39 000 экз. — ISBN 5-89572-010-2.
- Василий Алексеевич Аменицкий // Православная энциклопедия. — М., 2004. — Т. VII : Варшавская епархия — Веротерпимость. — С. 36. — 39 000 экз. — ISBN 5-89572-010-2.
- Василий Васильевич Архангельский // Православная энциклопедия. — М., 2004. — Т. VII : Варшавская епархия — Веротерпимость. — С. 36-37. — 39 000 экз. — ISBN 5-89572-010-2.
- Василий Михайлович Архангельский // Православная энциклопедия. — М., 2004. — Т. VII : Варшавская епархия — Веротерпимость. — С. 37. — 39 000 экз. — ISBN 5-89572-010-2.
- Василий Александрович Архангельский // Православная энциклопедия. — М., 2004. — Т. VII : Варшавская епархия — Веротерпимость. — С. 37. — 39 000 экз. — ISBN 5-89572-010-2.
- Василий Иосифович Бова // Православная энциклопедия. — М., 2004. — Т. VII : Варшавская епархия — Веротерпимость. — С. 37. — 39 000 экз. — ISBN 5-89572-010-2.
- Василий Михайлович Архангельский // Православная энциклопедия. — М., 2004. — Т. VII : Варшавская епархия — Веротерпимость. — С. 37. — 39 000 экз. — ISBN 5-89572-010-2.
- Василий (Богоявленский) // Православная энциклопедия. — М., 2004. — Т. VII : Варшавская епархия — Веротерпимость. — С. 37-38. — 39 000 экз. — ISBN 5-89572-010-2.
- Василий Афиногенович Богоявленский // Православная энциклопедия. — М., 2004. — Т. VII : Варшавская епархия — Веротерпимость. — С. 38-39. — 39 000 экз. — ISBN 5-89572-010-2.
- Василий Алексеевич Виноградов // Православная энциклопедия. — М., 2004. — Т. VII : Варшавская епархия — Веротерпимость. — С. 39. — 39 000 экз. — ISBN 5-89572-010-2.
- Василий Иванович Витевский // Православная энциклопедия. — М., 2004. — Т. VII : Варшавская епархия — Веротерпимость. — С. 39. — 39 000 экз. — ISBN 5-89572-010-2.
- Василий (Зеленцов) // Православная энциклопедия. — М., 2004. — Т. VII : Варшавская епархия — Веротерпимость. — С. 40-42. — 39 000 экз. — ISBN 5-89572-010-2.
- Василий Колмыков // Православная энциклопедия. — М., 2004. — Т. VII : Варшавская епархия — Веротерпимость. — С. 44. — 39 000 экз. — ISBN 5-89572-010-2.
- Василий Петрович Красивский // Православная энциклопедия. — М., 2004. — Т. VII : Варшавская епархия — Веротерпимость. — С. 45. — 39 000 экз. — ISBN 5-89572-010-2.
- Василий Тимофеевич Краснов // Православная энциклопедия. — М., 2004. — Т. VII : Варшавская епархия — Веротерпимость. — С. 45. — 39 000 экз. — ISBN 5-89572-010-2.
- Василий Иванович Крымкин // Православная энциклопедия. — М., 2004. — Т. VII : Варшавская епархия — Веротерпимость. — С. 46. — 39 000 экз. — ISBN 5-89572-010-2.
- Василий Сергеевич Крылов // Православная энциклопедия. — М., 2004. — Т. VII : Варшавская епархия — Веротерпимость. — С. 46. — 39 000 экз. — ISBN 5-89572-010-2.
- Василий Ксенофонтович Малинин // Православная энциклопедия. — М., 2004. — Т. VII : Варшавская епархия — Веротерпимость. — С. 48. — 39 000 экз. — ISBN 5-89572-010-2.
- Василий Сергеевич Никольский // Православная энциклопедия. — М., 2004. — Т. VII : Варшавская епархия — Веротерпимость. — С. 49. — 39 000 экз. — ISBN 5-89572-010-2.
- Василий Сергеевич Смирнов // Православная энциклопедия. — М., 2004. — Т. VII : Варшавская епархия — Веротерпимость. — С. 49. — 39 000 экз. — ISBN 5-89572-010-2.
- Василий Константинович Преображенский // Православная энциклопедия. — М., 2004. — Т. VII : Варшавская епархия — Веротерпимость. — С. 50. — 39 000 экз. — ISBN 5-89572-010-2.
- Василий Павлович Смирнов // Православная энциклопедия. — М., 2004. — Т. VII : Варшавская епархия — Веротерпимость. — С. 52. — 39 000 экз. — ISBN 5-89572-010-2.
- Василий Александрович Соколов // Православная энциклопедия. — М., 2004. — Т. VII : Варшавская епархия — Веротерпимость. — С. 54. — 39 000 экз. — ISBN 5-89572-010-2.
- Василий Георгиевич Спасский // Православная энциклопедия. — М., 2004. — Т. VII : Варшавская епархия — Веротерпимость. — С. 55. — 39 000 экз. — ISBN 5-89572-010-2.
- Василий Петрович Сокольский // Православная энциклопедия. — М., 2004. — Т. VII : Варшавская епархия — Веротерпимость. — С. 55. — 39 000 экз. — ISBN 5-89572-010-2.
- Василий Воскресенский // Православная энциклопедия. — М., 2004. — Т. VII : Варшавская епархия — Веротерпимость. — С. 39. — 39 000 экз. — ISBN 5-89572-010-2.
- Василий Назарович Завгородний // Православная энциклопедия. — М., 2004. — Т. VII : Варшавская епархия — Веротерпимость. — С. 40. — 39 000 экз. — ISBN 5-89572-010-2.
- Василий Андреевич Иванов // Православная энциклопедия. — М., 2004. — Т. VII : Варшавская епархия — Веротерпимость. — С. 42. — 39 000 экз. — ISBN 5-89572-010-2.
- Василий Кашин // Православная энциклопедия. — М., 2004. — Т. VII : Варшавская епархия — Веротерпимость. — С. 43. — 39 000 экз. — ISBN 5-89572-010-2.
- Василий Алексеевич Козырев // Православная энциклопедия. — М., 2004. — Т. VII : Варшавская епархия — Веротерпимость. — С. 43. — 39 000 экз. — ISBN 5-89572-010-2.
- Василий Павлович Коклин // Православная энциклопедия. — М., 2004. — Т. VII : Варшавская епархия — Веротерпимость. — С. 43-44. — 39 000 экз. — ISBN 5-89572-010-2.
- Василий Александрович Крылов // Православная энциклопедия. — М., 2004. — Т. VII : Варшавская епархия — Веротерпимость. — С. 45. — 39 000 экз. — ISBN 5-89572-010-2.
- Василий Алексеевич Лихарёв // Православная энциклопедия. — М., 2004. — Т. VII : Варшавская епархия — Веротерпимость. — С. 46-47. — 39 000 экз. — ISBN 5-89572-010-2.
- Василий Никитич Максимов // Православная энциклопедия. — М., 2004. — Т. VII : Варшавская епархия — Веротерпимость. — С. 47. — 39 000 экз. — ISBN 5-89572-010-2.
- Василий Васильевич Малинин // Православная энциклопедия. — М., 2004. — Т. VII : Варшавская епархия — Веротерпимость. — С. 47. — 39 000 экз. — ISBN 5-89572-010-2.
- Василий Петрович Никитский // Православная энциклопедия. — М., 2004. — Т. VII : Варшавская епархия — Веротерпимость. — С. 48-49. — 39 000 экз. — ISBN 5-89572-010-2.
- Василий Иванович Озерецковский // Православная энциклопедия. — М., 2004. — Т. VII : Варшавская епархия — Веротерпимость. — С. 49-50. — 39 000 экз. — ISBN 5-89572-010-2.
- Василий Васильевич Покровский // Православная энциклопедия. — М., 2004. — Т. VII : Варшавская епархия — Веротерпимость. — С. 50. — 39 000 экз. — ISBN 5-89572-010-2.
- Василий Михайлович Соколов // Православная энциклопедия. — М., 2004. — Т. VII : Варшавская епархия — Веротерпимость. — С. 54. — 39 000 экз. — ISBN 5-89572-010-2.
- Василий Александрович Ягодин // Православная энциклопедия. — М., 2004. — Т. VII : Варшавская епархия — Веротерпимость. — С. 56. — 39 000 экз. — ISBN 5-89572-010-2.
- Василий (Эрекаев) // Православная энциклопедия. — М., 2004. — Т. VII : Варшавская епархия — Веротерпимость. — С. 58. — 39 000 экз. — ISBN 5-89572-010-2.
- Василий Афанасьевич Александрин // Православная энциклопедия. — М., 2004. — Т. VII : Варшавская епархия — Веротерпимость. — С. 59. — 39 000 экз. — ISBN 5-89572-010-2.
- Василий Емельянович Кондратьев // Православная энциклопедия. — М., 2004. — Т. VII : Варшавская епархия — Веротерпимость. — С. 60. — 39 000 экз. — ISBN 5-89572-010-2.
- Василий Алексеевич Виноградов // Православная энциклопедия. — М., 2004. — Т. VII : Варшавская епархия — Веротерпимость. — С. 60. — 39 000 экз. — ISBN 5-89572-010-2.
- Василий Киреевич Ежов // Православная энциклопедия. — М., 2004. — Т. VII : Варшавская епархия — Веротерпимость. — С. 60. — 39 000 экз. — ISBN 5-89572-010-2.
- Василий Яковлевич Шикалов // Православная энциклопедия. — М., 2004. — Т. VII : Варшавская епархия — Веротерпимость. — С. 60-61. — 39 000 экз. — ISBN 5-89572-010-2.
- Вениамин Ильич Благонадеждин // Православная энциклопедия. — М., 2004. — Т. VII : Варшавская епархия — Веротерпимость. — С. 614-615. — 39 000 экз. — ISBN 5-89572-010-2.
- Вениамин Ксенофонтович Владимирский // Православная энциклопедия. — М., 2004. — Т. VII : Варшавская епархия — Веротерпимость. — С. 615. — 39 000 экз. — ISBN 5-89572-010-2.
- Вениамин (Воскресенский) // Православная энциклопедия. — М., 2004. — Т. VII : Варшавская епархия — Веротерпимость. — С. 615-617. — 39 000 экз. — ISBN 5-89572-010-2.
- Вениамин Луканин // Православная энциклопедия. — М., 2004. — Т. VII : Варшавская епархия — Веротерпимость. — С. 623. — 39 000 экз. — ISBN 5-89572-010-2.
- Вениамин Иванович Фаминцев // Православная энциклопедия. — М., 2004. — Т. VII : Варшавская епархия — Веротерпимость. — С. 623-624. — 39 000 экз. — ISBN 5-89572-010-2.
- Вениамин (Зыков) // Православная энциклопедия. — М., 2004. — Т. VII : Варшавская епархия — Веротерпимость. — С. 624. — 39 000 экз. — ISBN 5-89572-010-2.
- Вениамин (Кононов) // Православная энциклопедия. — М., 2004. — Т. VII : Варшавская епархия — Веротерпимость. — С. 624-625. — 39 000 экз. — ISBN 5-89572-010-2.
- Вера Семёновна Морозова // Православная энциклопедия. — М., 2004. — Т. VII : Варшавская епархия — Веротерпимость. — С. 695-696. — 39 000 экз. — ISBN 5-89572-010-2.
- Вера Васильевна Трукс // Православная энциклопедия. — М., 2004. — Т. VII : Варшавская епархия — Веротерпимость. — С. 696. — 39 000 экз. — ISBN 5-89572-010-2.
- Викентий Михайлович Смирнов // Православная энциклопедия. — М., 2004. — Т. VIII : Вероучение — Владимиро-Волынская епархия. — С. 411. — 39 000 экз. — ISBN 5-89572-014-5.
- Виктор Иванович Усов // Православная энциклопедия. — М., 2004. — Т. VIII : Вероучение — Владимиро-Волынская епархия. — С. 419. — 39 000 экз. — ISBN 5-89572-014-5.
- Виктор Петрович Басов // Православная энциклопедия. — М., 2004. — Т. VIII : Вероучение — Владимиро-Волынская епархия. — С. 419. — 39 000 экз. — ISBN 5-89572-014-5.
- Виктор Иванович Воронов // Православная энциклопедия. — М., 2004. — Т. VIII : Вероучение — Владимиро-Волынская епархия. — С. 419-420. — 39 000 экз. — ISBN 5-89572-014-5.
- Виктор Николаевич Ильинский // Православная энциклопедия. — М., 2004. — Т. VIII : Вероучение — Владимиро-Волынская епархия. — С. 420. — 39 000 экз. — ISBN 5-89572-014-5.
- Виктор Константинович Каракулин // Православная энциклопедия. — М., 2004. — Т. VIII : Вероучение — Владимиро-Волынская епархия. — С. 420. — 39 000 экз. — ISBN 5-89572-014-5.
- Виктор Иванович Моригеровский // Православная энциклопедия. — М., 2004. — Т. VIII : Вероучение — Владимиро-Волынская епархия. — С. 422. — 39 000 экз. — ISBN 5-89572-014-5.
- Виктор Николаевич Никифоров // Православная энциклопедия. — М., 2004. — Т. VIII : Вероучение — Владимиро-Волынская епархия. — С. 422. — 39 000 экз. — ISBN 5-89572-014-5.
- Виктор Семенович Усов // Православная энциклопедия. — М., 2004. — Т. VIII : Вероучение — Владимиро-Волынская епархия. — С. 423. — 39 000 экз. — ISBN 5-89572-014-5.
- Виктор Васильевич Элланский // Православная энциклопедия. — М., 2004. — Т. VIII : Вероучение — Владимиро-Волынская епархия. — С. 423-424. — 39 000 экз. — ISBN 5-89572-014-5.
- Виктор Краснов // Православная энциклопедия. — М., 2004. — Т. VIII : Вероучение — Владимиро-Волынская епархия. — С. 428. — 39 000 экз. — ISBN 5-89572-014-5.
- Виктор Матвеевич Матвеев // Православная энциклопедия. — М., 2004. — Т. VIII : Вероучение — Владимиро-Волынская епархия. — С. 428. — 39 000 экз. — ISBN 5-89572-014-5.
- Виктор (Островидов) // Православная энциклопедия. — М., 2004. — Т. VIII : Вероучение — Владимиро-Волынская епархия. — С. 428-432. — 39 000 экз. — ISBN 5-89572-014-5.
- Виссарион (Окулов) // Православная энциклопедия. — М., 2004. — Т. VIII : Вероучение — Владимиро-Волынская епархия. — С. 540. — 39 000 экз. — ISBN 5-89572-014-5.
- Виссарион Мефодиевич Селинин // Православная энциклопедия. — М., 2004. — Т. VIII : Вероучение — Владимиро-Волынская епархия. — С. 540. — 39 000 экз. — ISBN 5-89572-014-5.
- Виталий (Кокорев) // Православная энциклопедия. — М., 2004. — Т. VIII : Вероучение — Владимиро-Волынская епархия. — С. 557. — 39 000 экз. — ISBN 5-89572-014-5.
- Владимир Алексеев // Православная энциклопедия. — М., 2004. — Т. VIII : Вероучение — Владимиро-Волынская епархия. — С. 628. — 39 000 экз. — ISBN 5-89572-014-5.
- Владимир Амбарцумович Амбарцумов // Православная энциклопедия. — М., 2004. — Т. VIII : Вероучение — Владимиро-Волынская епархия. — С. 628-629. — 39 000 экз. — ISBN 5-89572-014-5.
- Владимир Белозёров // Православная энциклопедия. — М., 2004. — Т. VIII : Вероучение — Владимиро-Волынская епархия. — С. 629. — 39 000 экз. — ISBN 5-89572-014-5.
- Владимир (Богоявленский) // Православная энциклопедия. — М., 2004. — Т. VIII : Вероучение — Владимиро-Волынская епархия. — С. 629-634. — 39 000 экз. — ISBN 5-89572-014-5.
- Владимир Димитриевич Введенский // Православная энциклопедия. — М., 2004. — Т. VIII : Вероучение — Владимиро-Волынская епархия. — С. 634. — 39 000 экз. — ISBN 5-89572-014-5.
- Владимир Феодорович Введенский // Православная энциклопедия. — М., 2004. — Т. VIII : Вероучение — Владимиро-Волынская епархия. — С. 634-635. — 39 000 экз. — ISBN 5-89572-014-5.
- Владимир Михайлович Вятский // Православная энциклопедия. — М., 2004. — Т. VIII : Вероучение — Владимиро-Волынская епархия. — С. 635. — 39 000 экз. — ISBN 5-89572-014-5.
- Владимир Николаевич Дамаскин // Православная энциклопедия. — М., 2004. — Т. VIII : Вероучение — Владимиро-Волынская епархия. — С. 635. — 39 000 экз. — ISBN 5-89572-014-5.
- Владимир Флегонтович Виноградов // Православная энциклопедия. — М., 2004. — Т. VIII : Вероучение — Владимиро-Волынская епархия. — С. 635. — 39 000 экз. — ISBN 5-89572-014-5.
- Владимир Платонович Красновский // Православная энциклопедия. — М., 2004. — Т. VIII : Вероучение — Владимиро-Волынская епархия. — С. 636-637. — 39 000 экз. — ISBN 5-89572-014-5.
- Владимир Фаддеевич Медведюк // Православная энциклопедия. — М., 2004. — Т. VIII : Вероучение — Владимиро-Волынская епархия. — С. 638. — 39 000 экз. — ISBN 5-89572-014-5.
- Владимир Александрович Моринский // Православная энциклопедия. — М., 2004. — Т. VIII : Вероучение — Владимиро-Волынская епархия. — С. 638-639. — 39 000 экз. — ISBN 5-89572-014-5.
- Владимир Димитриевич Мощанский // Православная энциклопедия. — М., 2004. — Т. VIII : Вероучение — Владимиро-Волынская епархия. — С. 639. — 39 000 экз. — ISBN 5-89572-014-5.
- Владимир Алексеевич Покровский // Православная энциклопедия. — М., 2004. — Т. VIII : Вероучение — Владимиро-Волынская епархия. — С. 640. — 39 000 экз. — ISBN 5-89572-014-5.
- Владимир Григорьевич Преображенский // Православная энциклопедия. — М., 2004. — Т. VIII : Вероучение — Владимиро-Волынская епархия. — С. 640. — 39 000 экз. — ISBN 5-89572-014-5.
- Владимир Александрович Проферансов // Православная энциклопедия. — М., 2004. — Т. VIII : Вероучение — Владимиро-Волынская епархия. — С. 641. — 39 000 экз. — ISBN 5-89572-014-5.
- Владимир Федорович Рясенский // Православная энциклопедия. — М., 2004. — Т. VIII : Вероучение — Владимиро-Волынская епархия. — С. 641-642. — 39 000 экз. — ISBN 5-89572-014-5.
- Владимир Евгеньевич Соболев // Православная энциклопедия. — М., 2004. — Т. VIII : Вероучение — Владимиро-Волынская епархия. — С. 642. — 39 000 экз. — ISBN 5-89572-014-5.
- Владимир Константинович Смирнов // Православная энциклопедия. — М., 2004. — Т. VIII : Вероучение — Владимиро-Волынская епархия. — С. 642. — 39 000 экз. — ISBN 5-89572-014-5.
- Владимир Васильевич Сперанский // Православная энциклопедия. — М., 2004. — Т. VIII : Вероучение — Владимиро-Волынская епархия. — С. 642-643. — 39 000 экз. — ISBN 5-89572-014-5.
- Владимир Фокин // Православная энциклопедия. — М., 2004. — Т. VIII : Вероучение — Владимиро-Волынская епархия. — С. 643. — 39 000 экз. — ISBN 5-89572-014-5.
- Владимир Дмитриевич Чекалов // Православная энциклопедия. — М., 2004. — Т. VIII : Вероучение — Владимиро-Волынская епархия. — С. 644. — 39 000 экз. — ISBN 5-89572-014-5.
- Владимир (Загреба) // Православная энциклопедия. — М., 2004. — Т. VIII : Вероучение — Владимиро-Волынская епархия. — С. 644-645. — 39 000 экз. — ISBN 5-89572-014-5.
- Владимир Егорович Ушков // Православная энциклопедия. — М., 2004. — Т. VIII : Вероучение — Владимиро-Волынская епархия. — С. 647. — 39 000 экз. — ISBN 5-89572-014-5.
- Вячеслав Александрович Инфантов // Православная энциклопедия. — М., 2005. — Т. X : Второзаконие — Георгий. — С. 166. — 39 000 экз. — ISBN 5-89572-016-1.
- Вячеслав (Косожилин) // Православная энциклопедия. — М., 2005. — Т. X : Второзаконие — Георгий. — С. 166. — 39 000 экз. — ISBN 5-89572-016-1.
- Гавриил Иванович Архангельский // Православная энциклопедия. — М., 2005. — Т. X : Второзаконие — Георгий. — С. 197. — 39 000 экз. — ISBN 5-89572-016-1.
- Гавриил Михайлович Масленников // Православная энциклопедия. — М., 2005. — Т. X : Второзаконие — Георгий. — С. 197-198. — 39 000 экз. — ISBN 5-89572-016-1.
- Гавриил Стефанович Преображенский // Православная энциклопедия. — М., 2005. — Т. X : Второзаконие — Георгий. — С. 198. — 39 000 экз. — ISBN 5-89572-016-1.
- Гавриил (Владимиров) // Православная энциклопедия. — М., 2005. — Т. X : Второзаконие — Георгий. — С. 199. — 39 000 экз. — ISBN 5-89572-016-1.
- Гавриил Гаврилович Безфамильный // Православная энциклопедия. — М., 2005. — Т. X : Второзаконие — Георгий. — С. 202. — 39 000 экз. — ISBN 5-89572-016-1.
- Галактион (Урбанович) // Православная энциклопедия. — М., 2005. — Т. X : Второзаконие — Георгий. — С. 288-289. — 39 000 экз. — ISBN 5-89572-016-1.
- Георгий Фёдорович Архангельский // Православная энциклопедия. — М., 2006. — Т. XI : Георгий — Гомар. — С. 8. — 39 000 экз. — ISBN 5-89572-017-X.
- Георгий Иосифович Колоколов // Православная энциклопедия. — М., 2006. — Т. XI : Георгий — Гомар. — С. 9-10. — 39 000 экз. — ISBN 5-89572-017-X.
- Георгий (Пожаров) // Православная энциклопедия. — М., 2006. — Т. XI : Георгий — Гомар. — С. 11. — 39 000 экз. — ISBN 5-89572-017-X.
- Георгий Александрович Богоявленский // Православная энциклопедия. — М., 2006. — Т. XI : Георгий — Гомар. — С. 12. — 39 000 экз. — ISBN 5-89572-017-X.
- Георгий Николаевич Юренев // Православная энциклопедия. — М., 2006. — Т. XI : Георгий — Гомар. — С. 12. — 39 000 экз. — ISBN 5-89572-017-X.
- Георгий (Лавров) // Православная энциклопедия. — М., 2006. — Т. XI : Георгий — Гомар. — С. 16-18. — 39 000 экз. — ISBN 5-89572-017-X.
- Георгий Платонович Бегма // Православная энциклопедия. — М., 2006. — Т. XI : Георгий — Гомар. — С. 8. — 39 000 экз. — ISBN 5-89572-017-X.
- Георгий Яковлевич Извеков // Православная энциклопедия. — М., 2006. — Т. XI : Георгий — Гомар. — С. 8-9. — 39 000 экз. — ISBN 5-89572-017-X.
- Герасим (Мочалов) // Православная энциклопедия. — М., 2006. — Т. XI : Георгий — Гомар. — С. 152. — 39 000 экз. — ISBN 5-89572-017-X.
- Герасим (Сухов) // Православная энциклопедия. — М., 2006. — Т. XI : Георгий — Гомар. — С. 152. — 39 000 экз. — ISBN 5-89572-017-X.
- Герман (Коккель) // Православная энциклопедия. — М., 2006. — Т. XI : Георгий — Гомар. — С. 225-226. — 39 000 экз. — ISBN 5-89572-017-X.
- Григорий Иванович Аверин // Православная энциклопедия. — М., 2006. — Т. XII : Гомельская и Жлобинская епархия — Григорий Пакуриан. — С. 542. — 39 000 экз. — ISBN 5-89572-017-X.
- Григорий Александрович Воинов // Православная энциклопедия. — М., 2006. — Т. XII : Гомельская и Жлобинская епархия — Григорий Пакуриан. — С. 542-543. — 39 000 экз. — ISBN 5-89572-017-X.
- Григорий Гаряев // Православная энциклопедия. — М., 2006. — Т. XII : Гомельская и Жлобинская епархия — Григорий Пакуриан. — С. 543. — 39 000 экз. — ISBN 5-89572-017-X.
- Григорий Яковлевич Конокотин // Православная энциклопедия. — М., 2006. — Т. XII : Гомельская и Жлобинская епархия — Григорий Пакуриан. — С. 543. — 39 000 экз. — ISBN 5-89572-017-X.
- Григорий Григорьевич Раевский // Православная энциклопедия. — М., 2006. — Т. XII : Гомельская и Жлобинская епархия — Григорий Пакуриан. — С. 548-549. — 39 000 экз. — ISBN 5-89572-017-X.
- Григорий Прокопьевич Смирнов // Православная энциклопедия. — М., 2006. — Т. XII : Гомельская и Жлобинская епархия — Григорий Пакуриан. — С. 550. — 39 000 экз. — ISBN 5-89572-017-X.
- Григорий Иосифович Троицкий // Православная энциклопедия. — М., 2006. — Т. XII : Гомельская и Жлобинская епархия — Григорий Пакуриан. — С. 550-551. — 39 000 экз. — ISBN 5-89572-017-X.
- Григорий Иванович Долинин // Православная энциклопедия. — М., 2006. — Т. XII : Гомельская и Жлобинская епархия — Григорий Пакуриан. — С. 555. — 39 000 экз. — ISBN 5-89572-017-X.
- Данакт (Калашников) // Православная энциклопедия. — М., 2006. — Т. XIII : Григорий Палама — Даниель-Ропс. — С. 721-722. — 39 000 экз. — ISBN 5-89572-022-6.
- Даниил Васильевич Алфёров // Православная энциклопедия. — М., 2007. — Т. XIV : Даниил — Димитрий. — С. 63. — 39 000 экз. — ISBN 978-5-89572-024-0.
- Дария Улыбина // Православная энциклопедия. — М., 2007. — Т. XIV : Даниил — Димитрий. — С. 199. — 39 000 экз. — ISBN 978-5-89572-024-0.
- Дария Тимагина // Православная энциклопедия. — М., 2007. — Т. XIV : Даниил — Димитрий. — С. 199. — 39 000 экз. — ISBN 978-5-89572-024-0.
- Димитрий Иванович Беневоленский // Православная энциклопедия. — М., 2007. — Т. XV : Димитрий — Дополнения к „Актам Историческим“. — С. 40-41. — 39 000 экз. — ISBN 978-5-89572-026-4.
- Димитрий Павлович Гливенко // Православная энциклопедия. — М., 2007. — Т. XV : Димитрий — Дополнения к „Актам Историческим“. — С. 41-42. — 39 000 экз. — ISBN 978-5-89572-026-4.
- Димитрий (Доброседов) // Православная энциклопедия. — М., 2007. — Т. XV : Димитрий — Дополнения к „Актам Историческим“. — С. 42-43. — 39 000 экз. — ISBN 978-5-89572-026-4.
- Димитрий Васильевич Касаткин // Православная энциклопедия. — М., 2007. — Т. XV : Димитрий — Дополнения к „Актам Историческим“. — С. 45. — 39 000 экз. — ISBN 978-5-89572-026-4.
- Димитрий Васильевич Кедроливанский // Православная энциклопедия. — М., 2007. — Т. XV : Димитрий — Дополнения к „Актам Историческим“. — С. 45. — 39 000 экз. — ISBN 978-5-89572-026-4.
- Димитрий Александрович Лебедев // Православная энциклопедия. — М., 2007. — Т. XV : Димитрий — Дополнения к „Актам Историческим“. — С. 46-47. — 39 000 экз. — ISBN 978-5-89572-026-4.
- Димитрий Константинович Легейдо // Православная энциклопедия. — М., 2007. — Т. XV : Димитрий — Дополнения к „Актам Историческим“. — С. 47. — 39 000 экз. — ISBN 978-5-89572-026-4.
- Димитрий Васильевич Миловидов // Православная энциклопедия. — М., 2007. — Т. XV : Димитрий — Дополнения к „Актам Историческим“. — С. 47-48. — 39 000 экз. — ISBN 978-5-89572-026-4.
- Димитрий Иванович Остроумов // Православная энциклопедия. — М., 2007. — Т. XV : Димитрий — Дополнения к „Актам Историческим“. — С. 50. — 39 000 экз. — ISBN 978-5-89572-026-4.
- Димитрий Иванович Розанов // Православная энциклопедия. — М., 2007. — Т. XV : Димитрий — Дополнения к „Актам Историческим“. — С. 51-52. — 39 000 экз. — ISBN 978-5-89572-026-4.
- Димитрий Павлович Розанов // Православная энциклопедия. — М., 2007. — Т. XV : Димитрий — Дополнения к „Актам Историческим“. — С. 52. — 39 000 экз. — ISBN 978-5-89572-026-4.
- Димитрий Васильевич Смирнов // Православная энциклопедия. — М., 2007. — Т. XV : Димитрий — Дополнения к „Актам Историческим“. — С. 53. — 39 000 экз. — ISBN 978-5-89572-026-4.
- Димитрий Васильевич Троицкий // Православная энциклопедия. — М., 2007. — Т. XV : Димитрий — Дополнения к „Актам Историческим“. — С. 54. — 39 000 экз. — ISBN 978-5-89572-026-4.
- Димитрий Иванович Троицкий // Православная энциклопедия. — М., 2007. — Т. XV : Димитрий — Дополнения к „Актам Историческим“. — С. 54. — 39 000 экз. — ISBN 978-5-89572-026-4.
- Димитрий Емельянович Власенков // Православная энциклопедия. — М., 2007. — Т. XV : Димитрий — Дополнения к „Актам Историческим“. — С. 56. — 39 000 экз. — ISBN 978-5-89572-026-4.
- Димитрий Иванович Волков // Православная энциклопедия. — М., 2007. — Т. XV : Димитрий — Дополнения к „Актам Историческим“. — С. 56-57. — 39 000 экз. — ISBN 978-5-89572-026-4.
- Димитрий Михайлович Воробьёв // Православная энциклопедия. — М., 2007. — Т. XV : Димитрий — Дополнения к „Актам Историческим“. — С. 57. — 39 000 экз. — ISBN 978-5-89572-026-4.
- Димитрий Иванович Ильинский // Православная энциклопедия. — М., 2007. — Т. XV : Димитрий — Дополнения к „Актам Историческим“. — С. 57. — 39 000 экз. — ISBN 978-5-89572-026-4.
- Димитрий Васильевич Казамацкий // Православная энциклопедия. — М., 2007. — Т. XV : Димитрий — Дополнения к „Актам Историческим“. — С. 57-58. — 39 000 экз. — ISBN 978-5-89572-026-4.
- Димитрий Иванович Рудаков // Православная энциклопедия. — М., 2007. — Т. XV : Димитрий — Дополнения к „Актам Историческим“. — С. 59-60. — 39 000 экз. — ISBN 978-5-89572-026-4.
- Димитрий Михайлович Вдовин // Православная энциклопедия. — М., 2007. — Т. XV : Димитрий — Дополнения к „Актам Историческим“. — С. 56. — 39 000 экз. — ISBN 978-5-89572-026-4.
- Евгений Васильевич Васильев // Православная энциклопедия. — М., 2008. — Т. XVII : Евангелическая церковь чешских братьев — Египет. — С. 55. — 39 000 экз. — ISBN 978-5-89572-030-1.
- Дионисий (Петушков) // Православная энциклопедия. — М., 2007. — Т. XV : Димитрий — Дополнения к „Актам Историческим“. — С. 268-269. — 39 000 экз. — ISBN 978-5-89572-026-4.
- Евгений Васильевич Васильев // Православная энциклопедия. — М., 2008. — Т. XVII : Евангелическая церковь чешских братьев — Египет. — С. 55. — 39 000 экз. — ISBN 978-5-89572-030-1.
- Евгений (Зернов) // Православная энциклопедия. — М., 2008. — Т. XVII : Евангелическая церковь чешских братьев — Египет. — С. 56-58. — 39 000 экз. — ISBN 978-5-89572-030-1.
- Евгений Александрович Ивашко // Православная энциклопедия. — М., 2008. — Т. XVII : Евангелическая церковь чешских братьев — Египет. — С. 58-59. — 39 000 экз. — ISBN 978-5-89572-030-1.
- Евгений Никанорович Яковлев // Православная энциклопедия. — М., 2008. — Т. XVII : Евангелическая церковь чешских братьев — Египет. — С. 59. — 39 000 экз. — ISBN 978-5-89572-030-1.
- Евгения Петровна Доможирова // Православная энциклопедия. — М., 2008. — Т. XVII : Евангелическая церковь чешских братьев — Египет. — С. 106. — 39 000 экз. — ISBN 978-5-89572-030-1.
- Евграф Иванович Плетнёв // Православная энциклопедия. — М., 2008. — Т. XVII : Евангелическая церковь чешских братьев — Египет. — С. 111. — 39 000 экз. — ISBN 978-5-89572-030-1.
- Евдокия (Архипова) // Православная энциклопедия. — М., 2008. — Т. XVII : Евангелическая церковь чешских братьев — Египет. — С. 121. — 39 000 экз. — ISBN 978-5-89572-030-1.
- Евдокия (Синицына) // Православная энциклопедия. — М., 2008. — Т. XVII : Евангелическая церковь чешских братьев — Египет. — С. 122. — 39 000 экз. — ISBN 978-5-89572-030-1.
- Евдокия Петровна Кузьминова // Православная энциклопедия. — М., 2008. — Т. XVII : Евангелическая церковь чешских братьев — Египет. — С. 123. — 39 000 экз. — ISBN 978-5-89572-030-1.
- Евдокия Григорьевна Сафронова // Православная энциклопедия. — М., 2008. — Т. XVII : Евангелическая церковь чешских братьев — Египет. — С. 124. — 39 000 экз. — ISBN 978-5-89572-030-1.
- Евдокия Александровна Шейкова // Православная энциклопедия. — М., 2008. — Т. XVII : Евангелическая церковь чешских братьев — Египет. — С. 124. — 39 000 экз. — ISBN 978-5-89572-030-1.
- Евстафий Петрович Сокольский // Православная энциклопедия. — М., 2008. — Т. XVII : Евангелическая церковь чешских братьев — Египет. — С. 299. — 39 000 экз. — ISBN 978-5-89572-030-1.
- Евтихий (Качур) // Православная энциклопедия. — М., 2008. — Т. XVII : Евангелическая церковь чешских братьев — Египет. — С. 344. — 39 000 экз. — ISBN 978-5-89572-030-1.
- Евфимий Сергеевич Тихонравов // Православная энциклопедия. — М., 2008. — Т. XVII : Евангелическая церковь чешских братьев — Египет. — С. 399. — 39 000 экз. — ISBN 978-5-89572-030-1.
- Евфимий (Любовичев) // Православная энциклопедия. — М., 2008. — Т. XVII : Евангелическая церковь чешских братьев — Египет. — С. 401. — 39 000 экз. — ISBN 978-5-89572-030-1.
- Евфросин (Антонов) // Православная энциклопедия. — М., 2008. — Т. XVII : Евангелическая церковь чешских братьев — Египет. — С. 487-488. — 39 000 экз. — ISBN 978-5-89572-030-1.
- Екатерина (Декалина) // Православная энциклопедия. — М., 2008. — Т. XVIII : Египет древний — Эфес. — С. 115-116. — 39 000 экз. — ISBN 978-5-89572-032-5.
- Екатерина (Константинова) // Православная энциклопедия. — М., 2008. — Т. XVIII : Египет древний — Эфес. — С. 116. — 39 000 экз. — ISBN 978-5-89572-032-5.
- Екатерина (Черкасова) // Православная энциклопедия. — М., 2008. — Т. XVIII : Египет древний — Эфес. — С. 116. — 39 000 экз. — ISBN 978-5-89572-032-5.
- Елена (Асташикина) // Православная энциклопедия. — М., 2008. — Т. XVIII : Египет древний — Эфес. — С. 302. — 39 000 экз. — ISBN 978-5-89572-032-5.
- Елисавета Николаевна Крымова // Православная энциклопедия. — М., 2008. — Т. XVIII : Египет древний — Эфес. — С. 387-388. — 39 000 экз. — ISBN 978-5-89572-032-5.
- Елисавета Викторовна Куранова // Православная энциклопедия. — М., 2008. — Т. XVIII : Египет древний — Эфес. — С. 388. — 39 000 экз. — ISBN 978-5-89572-032-5.
- Елисавета Александровна Тимохина // Православная энциклопедия. — М., 2008. — Т. XVIII : Египет древний — Эфес. — С. 388-389. — 39 000 экз. — ISBN 978-5-89572-032-5.
- Елисавета Николаевна Самовская // Православная энциклопедия. — М., 2008. — Т. XVIII : Египет древний — Эфес. — С. 388. — 39 000 экз. — ISBN 978-5-89572-032-5.
- Елисавета Ивановна Сидорова // Православная энциклопедия. — М., 2008. — Т. XVIII : Египет древний — Эфес. — С. 388. — 39 000 экз. — ISBN 978-5-89572-032-5.
- Елисавета Григорьевна Румянцева // Православная энциклопедия. — М., 2008. — Т. XVIII : Египет древний — Эфес. — С. 389. — 39 000 экз. — ISBN 978-5-89572-032-5.
- Елисей Федорович Штольдер // Православная энциклопедия. — М., 2008. — Т. XVIII : Египет древний — Эфес. — С. 445. — 39 000 экз. — ISBN 978-5-89572-032-5.
- Емилиан Антонович Гончаров // Православная энциклопедия. — М., 2008. — Т. XVIII : Египет древний — Эфес. — С. 445. — 39 000 экз. — ISBN 978-5-89572-032-5.
- Емилиан Алексеевич Киреев // Православная энциклопедия. — М., 2008. — Т. XVIII : Египет древний — Эфес. — С. 445-446. — 39 000 экз. — ISBN 978-5-89572-032-5.
- Ефрем Ефремович Долганёв // Православная энциклопедия. — М., 2008. — Т. XIX : Ефесянам послание — Зверев. — С. 51. — 39 000 экз. — ISBN 978-5-89572-034-9.
- Зосима Васильевич Трубачёв // Православная энциклопедия. — М., 2009. — Т. XX : Зверин в честь Покрова Пресвятой Богородицы женский монастырь — Иверия. — С. 353-354. — 39 000 экз. — ISBN 978-5-89572-036-3.
- Зосима (Рыбакова) // Православная энциклопедия. — М., 2009. — Т. XX : Зверин в честь Покрова Пресвятой Богородицы женский монастырь — Иверия. — С. 363. — 39 000 экз. — ISBN 978-5-89572-036-3.
- Иакинф (Питателев) // Православная энциклопедия. — М., 2009. — Т. XX : Зверин в честь Покрова Пресвятой Богородицы женский монастырь — Иверия. — С. 426. — 39 000 экз. — ISBN 978-5-89572-036-3.
- Иаков Иванович Алфёров // Православная энциклопедия. — М., 2009. — Т. XX : Зверин в честь Покрова Пресвятой Богородицы женский монастырь — Иверия. — С. 477. — 39 000 экз. — ISBN 978-5-89572-036-3.
- Иаков Иванович Бобырёв // Православная энциклопедия. — М., 2009. — Т. XX : Зверин в честь Покрова Пресвятой Богородицы женский монастырь — Иверия. — С. 478. — 39 000 экз. — ISBN 978-5-89572-036-3.
- Иаков Яковлевич Бойков // Православная энциклопедия. — М., 2009. — Т. XX : Зверин в честь Покрова Пресвятой Богородицы женский монастырь — Иверия. — С. 478. — 39 000 экз. — ISBN 978-5-89572-036-3.
- Иаков Иванович Бриллиантов // Православная энциклопедия. — М., 2009. — Т. XX : Зверин в честь Покрова Пресвятой Богородицы женский монастырь — Иверия. — С. 478-479. — 39 000 экз. — ISBN 978-5-89572-036-3.
- Иаков Иванович Гусев // Православная энциклопедия. — М., 2009. — Т. XX : Зверин в честь Покрова Пресвятой Богородицы женский монастырь — Иверия. — С. 479. — 39 000 экз. — ISBN 978-5-89572-036-3.
- Иаков Алексеевич Зяблицкий // Православная энциклопедия. — М., 2009. — Т. XX : Зверин в честь Покрова Пресвятой Богородицы женский монастырь — Иверия. — С. 479-480. — 39 000 экз. — ISBN 978-5-89572-036-3.
- Иаков Тимофеевич Леонович // Православная энциклопедия. — М., 2009. — Т. XX : Зверин в честь Покрова Пресвятой Богородицы женский монастырь — Иверия. — С. 480. — 39 000 экз. — ISBN 978-5-89572-036-3.
- Иаков (Маскаев) // Православная энциклопедия. — М., 2009. — Т. XX : Зверин в честь Покрова Пресвятой Богородицы женский монастырь — Иверия. — С. 480-481. — 39 000 экз. — ISBN 978-5-89572-036-3.
- Иаков (Данилов) // Православная энциклопедия. — М., 2009. — Т. XX : Зверин в честь Покрова Пресвятой Богородицы женский монастырь — Иверия. — С. 485. — 39 000 экз. — ISBN 978-5-89572-036-3.
- Иаков (Старцев) // Православная энциклопедия. — М., 2009. — Т. XX : Зверин в честь Покрова Пресвятой Богородицы женский монастырь — Иверия. — С. 485. — 39 000 экз. — ISBN 978-5-89572-036-3.
- Иаков Степанович Блатов // Православная энциклопедия. — М., 2009. — Т. XX : Зверин в честь Покрова Пресвятой Богородицы женский монастырь — Иверия. — С. 485-486. — 39 000 экз. — ISBN 978-5-89572-036-3.
- Иаков Иванович Гортинский // Православная энциклопедия. — М., 2009. — Т. XX : Зверин в честь Покрова Пресвятой Богородицы женский монастырь — Иверия. — С. 486. — 39 000 экз. — ISBN 978-5-89572-036-3.
- Иаков Иванович Соколов // Православная энциклопедия. — М., 2009. — Т. XX : Зверин в честь Покрова Пресвятой Богородицы женский монастырь — Иверия. — С. 486. — 39 000 экз. — ISBN 978-5-89572-036-3.
- Игнатий Дмитриевич Якимов // Православная энциклопедия. — М., 2009. — Т. XXI : Иверская икона Божией матери — Икиматарий. — С. 107. — 39 000 экз. — ISBN 978-5-89572-038-7.
- Игнатий (Даланов) // Православная энциклопедия. — М., 2009. — Т. XXI : Иверская икона Божией матери — Икиматарий. — С. 108. — 39 000 экз. — ISBN 978-5-89572-038-7.
- Игнатий (Лебедев) // Православная энциклопедия. — М., 2009. — Т. XXI : Иверская икона Божией матери — Икиматарий. — С. 108-109. — 39 000 экз. — ISBN 978-5-89572-038-7.
- Игнатий (Бирюков) // Православная энциклопедия. — М., 2009. — Т. XXI : Иверская икона Божией матери — Икиматарий. — С. 109-110. — 39 000 экз. — ISBN 978-5-89572-038-7.
- Игнатий Артемьевич Марков // Православная энциклопедия. — М., 2009. — Т. XXI : Иверская икона Божией матери — Икиматарий. — С. 110. — 39 000 экз. — ISBN 978-5-89572-038-7.
- Иеремия (Леонов) // Православная энциклопедия. — М., 2009. — Т. XXI : Иверская икона Божией матери — Икиматарий. — С. 287. — 39 000 экз. — ISBN 978-5-89572-038-7.
- Измаил Иванович Кудрявцев // Православная энциклопедия. — М., 2009. — Т. XXI : Иверская икона Божией матери — Икиматарий. — С. 592. — 39 000 экз. — ISBN 978-5-89572-038-7.
- Иларион (Громов) // Православная энциклопедия. — М., 2009. — Т. XXII : Икона — Иннокентий. — С. 154. — 39 000 экз. — ISBN 978-5-89572-040-0.
- Иларион (Писарец) // Православная энциклопедия. — М., 2009. — Т. XXII : Икона — Иннокентий. — С. 154-155. — 39 000 экз. — ISBN 978-5-89572-040-0.
- Илия Ильич Бенеманский // Православная энциклопедия. — М., 2009. — Т. XXII : Икона — Иннокентий. — С. 263-264. — 39 000 экз. — ISBN 978-5-89572-040-0.
- Илия Александрович Зачатейский // Православная энциклопедия. — М., 2009. — Т. XXII : Икона — Иннокентий. — С. 271. — 39 000 экз. — ISBN 978-5-89572-040-0.
- Илия Игнатьевич Рылько // Православная энциклопедия. — М., 2009. — Т. XXII : Икона — Иннокентий. — С. 271-272. — 39 000 экз. — ISBN 978-5-89572-040-0.
- Илия Иванович Чередеев // Православная энциклопедия. — М., 2009. — Т. XXII : Икона — Иннокентий. — С. 272. — 39 000 экз. — ISBN 978-5-89572-040-0.
- Илия Николаевич Четверухин // Православная энциклопедия. — М., 2009. — Т. XXII : Икона — Иннокентий. — С. 272-273. — 39 000 экз. — ISBN 978-5-89572-040-0.
- Илия (Вятлин) // Православная энциклопедия. — М., 2009. — Т. XXII : Икона — Иннокентий. — С. 273. — 39 000 экз. — ISBN 978-5-89572-040-0.
- Иннокентий (Беда) // Православная энциклопедия. — М., 2009. — Т. XXII : Икона — Иннокентий. — С. 735. — 39 000 экз. — ISBN 978-5-89572-040-0.
- Иннокентий (Мазурин) // Православная энциклопедия. — М., 2009. — Т. XXII : Икона — Иннокентий. — С. 735. — 39 000 экз. — ISBN 978-5-89572-040-0.
- Иоанн Григорьевич Алешковский // Православная энциклопедия. — М., 2010. — Т. XXIII : Иннокентий — Иоанн Влах. — С. 263. — 39 000 экз. — ISBN 978-5-89572-042-4.
- Иоанн Дмитриевич Ансеров // Православная энциклопедия. — М., 2010. — Т. XXIII : Иннокентий — Иоанн Влах. — С. 263. — 39 000 экз. — ISBN 978-5-89572-042-4.
- Иоанн Алексеевич Артоболевский // Православная энциклопедия. — М., 2010. — Т. XXIII : Иннокентий — Иоанн Влах. — С. 263-265. — 39 000 экз. — ISBN 978-5-89572-042-4.
- Иоанн Александрович Блюмович // Православная энциклопедия. — М., 2010. — Т. XXIII : Иннокентий — Иоанн Влах. — С. 265. — 39 000 экз. — ISBN 978-5-89572-042-4.
- Иоанн Дмитриевич Богоявленский // Православная энциклопедия. — М., 2010. — Т. XXIII : Иннокентий — Иоанн Влах. — С. 265-266. — 39 000 экз. — ISBN 978-5-89572-042-4.
- Иоанн Яковлевич Бойков // Православная энциклопедия. — М., 2010. — Т. XXIII : Иннокентий — Иоанн Влах. — С. 266. — 39 000 экз. — ISBN 978-5-89572-042-4.
- Иоанн Петрович Бороздин // Православная энциклопедия. — М., 2010. — Т. XXIII : Иннокентий — Иоанн Влах. — С. 266-267. — 39 000 экз. — ISBN 978-5-89572-042-4.
- Иоанн Артёмович Бояршинов // Православная энциклопедия. — М., 2010. — Т. XXIII : Иннокентий — Иоанн Влах. — С. 267. — 39 000 экз. — ISBN 978-5-89572-042-4.
- Иоанн Александрович Быстров // Православная энциклопедия. — М., 2010. — Т. XXIII : Иннокентий — Иоанн Влах. — С. 267-268. — 39 000 экз. — ISBN 978-5-89572-042-4.
- Иоанн Иванович Васильев // Православная энциклопедия. — М., 2010. — Т. XXIII : Иннокентий — Иоанн Влах. — С. 268. — 39 000 экз. — ISBN 978-5-89572-042-4.
- Иоанн Николаевич Василевский // Православная энциклопедия. — М., 2010. — Т. XXIII : Иннокентий — Иоанн Влах. — С. 268. — 39 000 экз. — ISBN 978-5-89572-042-4.
- Иоанн Яковлевич Васильев // Православная энциклопедия. — М., 2010. — Т. XXIII : Иннокентий — Иоанн Влах. — С. 268. — 39 000 экз. — ISBN 978-5-89572-042-4.
- Иоанн Михайлович Лазарев // Православная энциклопедия. — М., 2010. — Т. XXIII : Иннокентий — Иоанн Влах. — С. 268. — 39 000 экз. — ISBN 978-5-89572-042-4.
- Иоанн Мартинович Вечёрко // Православная энциклопедия. — М., 2010. — Т. XXIII : Иннокентий — Иоанн Влах. — С. 269. — 39 000 экз. — ISBN 978-5-89572-042-4.
- Иоанн Павлович Виноградов // Православная энциклопедия. — М., 2010. — Т. XXIII : Иннокентий — Иоанн Влах. — С. 269-270. — 39 000 экз. — ISBN 978-5-89572-042-4.
- Иоанн Михайлович Владимирский // Православная энциклопедия. — М., 2010. — Т. XXIII : Иннокентий — Иоанн Влах. — С. 270-271. — 39 000 экз. — ISBN 978-5-89572-042-4.
- Иоанн Николаевич Державин // Православная энциклопедия. — М., 2010. — Т. XXIII : Иннокентий — Иоанн Влах. — С. 276. — 39 000 экз. — ISBN 978-5-89572-042-4.
- Иоанн Михайлович Гранитов // Православная энциклопедия. — М., 2010. — Т. XXIII : Иннокентий — Иоанн Влах. — С. 276. — 39 000 экз. — ISBN 978-5-89572-042-4.
- Иоанн Михайлович Днепровский // Православная энциклопедия. — М., 2010. — Т. XXIII : Иннокентий — Иоанн Влах. — С. 276-277. — 39 000 экз. — ISBN 978-5-89572-042-4.
- Иоанн Александрович Доброхотов // Православная энциклопедия. — М., 2010. — Т. XXIII : Иннокентий — Иоанн Влах. — С. 277. — 39 000 экз. — ISBN 978-5-89572-042-4.
- Иоанн Александрович Дунаев // Православная энциклопедия. — М., 2010. — Т. XXIII : Иннокентий — Иоанн Влах. — С. 277. — 39 000 экз. — ISBN 978-5-89572-042-4.
- Иоанн Федорович Иванов // Православная энциклопедия. — М., 2010. — Т. XXIII : Иннокентий — Иоанн Влах. — С. 278. — 39 000 экз. — ISBN 978-5-89572-042-4.
- Иоанн Васильевич Знаменский // Православная энциклопедия. — М., 2010. — Т. XXIII : Иннокентий — Иоанн Влах. — С. 278. — 39 000 экз. — ISBN 978-5-89572-042-4.
- Иоанн Лукич Калабухов // Православная энциклопедия. — М., 2010. — Т. XXIII : Иннокентий — Иоанн Влах. — С. 279. — 39 000 экз. — ISBN 978-5-89572-042-4.
- Иоанн Федорович Карабанов // Православная энциклопедия. — М., 2010. — Т. XXIII : Иннокентий — Иоанн Влах. — С. 279-280. — 39 000 экз. — ISBN 978-5-89572-042-4.
- Иоанн Алексеевич Касторский // Православная энциклопедия. — М., 2010. — Т. XXIII : Иннокентий — Иоанн Влах. — С. 280. — 39 000 экз. — ISBN 978-5-89572-042-4.
- Иоанн Никанорович Кесарийский // Православная энциклопедия. — М., 2010. — Т. XXIII : Иннокентий — Иоанн Влах. — С. 280. — 39 000 экз. — ISBN 978-5-89572-042-4.
- Иоанн Алексеевич Козырев // Православная энциклопедия. — М., 2010. — Т. XXIII : Иннокентий — Иоанн Влах. — С. 280-281. — 39 000 экз. — ISBN 978-5-89572-042-4.
- Иоанн Петрович Коржавин // Православная энциклопедия. — М., 2010. — Т. XXIII : Иннокентий — Иоанн Влах. — С. 281. — 39 000 экз. — ISBN 978-5-89572-042-4.
- Иоанн Владимирович Косинский // Православная энциклопедия. — М., 2010. — Т. XXIII : Иннокентий — Иоанн Влах. — С. 281. — 39 000 экз. — ISBN 978-5-89572-042-4.
- Иоанн Иванович Куминов // Православная энциклопедия. — М., 2010. — Т. XXIII : Иннокентий — Иоанн Влах. — С. 284. — 39 000 экз. — ISBN 978-5-89572-042-4.
- Иоанн Федорович Лебедев // Православная энциклопедия. — М., 2010. — Т. XXIII : Иннокентий — Иоанн Влах. — С. 284-285. — 39 000 экз. — ISBN 978-5-89572-042-4.
- Иоанн Петрович Мельницкий // Православная энциклопедия. — М., 2010. — Т. XXIII : Иннокентий — Иоанн Влах. — С. 285. — 39 000 экз. — ISBN 978-5-89572-042-4.
- Иоанн Николаевич Миротворцев // Православная энциклопедия. — М., 2010. — Т. XXIII : Иннокентий — Иоанн Влах. — С. 286. — 39 000 экз. — ISBN 978-5-89572-042-4.
- Иоанн Михайлович Можирин // Православная энциклопедия. — М., 2010. — Т. XXIII : Иннокентий — Иоанн Влах. — С. 286. — 39 000 экз. — ISBN 978-5-89572-042-4.
- Иоанн Иванович Мошков // Православная энциклопедия. — М., 2010. — Т. XXIII : Иннокентий — Иоанн Влах. — С. 286. — 39 000 экз. — ISBN 978-5-89572-042-4.
- Иоанн Михайлович Никольский // Православная энциклопедия. — М., 2010. — Т. XXIII : Иннокентий — Иоанн Влах. — С. 286-287. — 39 000 экз. — ISBN 978-5-89572-042-4.
- Иоанн Иванович Орлов // Православная энциклопедия. — М., 2010. — Т. XXIII : Иннокентий — Иоанн Влах. — С. 287. — 39 000 экз. — ISBN 978-5-89572-042-4.
- Иоанн Николаевич Никольский // Православная энциклопедия. — М., 2010. — Т. XXIII : Иннокентий — Иоанн Влах. — С. 287. — 39 000 экз. — ISBN 978-5-89572-042-4.
- Иоанн Васильевич Парусников // Православная энциклопедия. — М., 2010. — Т. XXIII : Иннокентий — Иоанн Влах. — С. 288. — 39 000 экз. — ISBN 978-5-89572-042-4.
- Иоанн Львович Панков // Православная энциклопедия. — М., 2010. — Т. XXIII : Иннокентий — Иоанн Влах. — С. 288. — 39 000 экз. — ISBN 978-5-89572-042-4.
- Иоанн Семенович Покровский // Православная энциклопедия. — М., 2010. — Т. XXIII : Иннокентий — Иоанн Влах. — С. 292. — 39 000 экз. — ISBN 978-5-89572-042-4.
- Иоанн Александрович Преображенский // Православная энциклопедия. — М., 2010. — Т. XXIII : Иннокентий — Иоанн Влах. — С. 296. — 39 000 экз. — ISBN 978-5-89572-042-4.
- Иоанн Емельянович Пригоровский // Православная энциклопедия. — М., 2010. — Т. XXIII : Иннокентий — Иоанн Влах. — С. 296-297. — 39 000 экз. — ISBN 978-5-89572-042-4.
- Иоанн Александрович Прудентов // Православная энциклопедия. — М., 2010. — Т. XXIII : Иннокентий — Иоанн Влах. — С. 297. — 39 000 экз. — ISBN 978-5-89572-042-4.
- Иоанн Стефанович Рождественский // Православная энциклопедия. — М., 2010. — Т. XXIII : Иннокентий — Иоанн Влах. — С. 298-299. — 39 000 экз. — ISBN 978-5-89572-042-4.
- Иоанн Андреевич Розанов // Православная энциклопедия. — М., 2010. — Т. XXIII : Иннокентий — Иоанн Влах. — С. 299. — 39 000 экз. — ISBN 978-5-89572-042-4.
- Иоанн Дмитриевич Ромашкин // Православная энциклопедия. — М., 2010. — Т. XXIII : Иннокентий — Иоанн Влах. — С. 299. — 39 000 экз. — ISBN 978-5-89572-042-4.
- Иоанн Яковлевич Смирнов // Православная энциклопедия. — М., 2010. — Т. XXIII : Иннокентий — Иоанн Влах. — С. 304. — 39 000 экз. — ISBN 978-5-89572-042-4.
- Иоанн Иванович Румянцев // Православная энциклопедия. — М., 2010. — Т. XXIII : Иннокентий — Иоанн Влах. — С. 300. — 39 000 экз. — ISBN 978-5-89572-042-4.
- Иоанн Георгиевич Скадовский // Православная энциклопедия. — М., 2010. — Т. XXIII : Иннокентий — Иоанн Влах. — С. 301-302. — 39 000 экз. — ISBN 978-5-89572-042-4.
- Иоанн Алексеевич Смирнов // Православная энциклопедия. — М., 2010. — Т. XXIII : Иннокентий — Иоанн Влах. — С. 302. — 39 000 экз. — ISBN 978-5-89572-042-4.
- Иоанн Михайлович Смирнов // Православная энциклопедия. — М., 2010. — Т. XXIII : Иннокентий — Иоанн Влах. — С. 303. — 39 000 экз. — ISBN 978-5-89572-042-4.
- Иоанн Михайлович Соловьёв // Православная энциклопедия. — М., 2010. — Т. XXIII : Иннокентий — Иоанн Влах. — С. 304. — 39 000 экз. — ISBN 978-5-89572-042-4.
- Иоанн Васильевич Софронов // Православная энциклопедия. — М., 2010. — Т. XXIII : Иннокентий — Иоанн Влах. — С. 304-305. — 39 000 экз. — ISBN 978-5-89572-042-4.
- Иоанн Иванович Сперанский // Православная энциклопедия. — М., 2010. — Т. XXIII : Иннокентий — Иоанн Влах. — С. 305. — 39 000 экз. — ISBN 978-5-89572-042-4.
- Иоанн Николаевич Спасский // Православная энциклопедия. — М., 2010. — Т. XXIII : Иннокентий — Иоанн Влах. — С. 305. — 39 000 экз. — ISBN 978-5-89572-042-4.
- Иоанн Лаврентьевич Стрельцов // Православная энциклопедия. — М., 2010. — Т. XXIII : Иннокентий — Иоанн Влах. — С. 307. — 39 000 экз. — ISBN 978-5-89572-042-4.
- Иоанн Яковлевич Тарасов // Православная энциклопедия. — М., 2010. — Т. XXIII : Иннокентий — Иоанн Влах. — С. 307-308. — 39 000 экз. — ISBN 978-5-89572-042-4.
- Иоанн Иванович Томилов // Православная энциклопедия. — М., 2010. — Т. XXIII : Иннокентий — Иоанн Влах. — С. 308. — 39 000 экз. — ISBN 978-5-89572-042-4.
- Иоанн Петрович Тихомиров // Православная энциклопедия. — М., 2010. — Т. XXIII : Иннокентий — Иоанн Влах. — С. 308. — 39 000 экз. — ISBN 978-5-89572-042-4.
- Иоанн (Троянский) // Православная энциклопедия. — М., 2010. — Т. XXIII : Иннокентий — Иоанн Влах. — С. 308-309. — 39 000 экз. — ISBN 978-5-89572-042-4.
- Иоанн Алексеевич Успенский // Православная энциклопедия. — М., 2010. — Т. XXIII : Иннокентий — Иоанн Влах. — С. 309. — 39 000 экз. — ISBN 978-5-89572-042-4.
- Иоанн Клавдианович Флёров // Православная энциклопедия. — М., 2010. — Т. XXIII : Иннокентий — Иоанн Влах. — С. 309-310. — 39 000 экз. — ISBN 978-5-89572-042-4.
- Иоанн Васильевич Фрязинов // Православная энциклопедия. — М., 2010. — Т. XXIII : Иннокентий — Иоанн Влах. — С. 310. — 39 000 экз. — ISBN 978-5-89572-042-4.
- Иоанн Семенович Хренов // Православная энциклопедия. — М., 2010. — Т. XXIII : Иннокентий — Иоанн Влах. — С. 310. — 39 000 экз. — ISBN 978-5-89572-042-4.
- Иоанн Васильевич Хрусталёв // Православная энциклопедия. — М., 2010. — Т. XXIII : Иннокентий — Иоанн Влах. — С. 310-311. — 39 000 экз. — ISBN 978-5-89572-042-4.
- Иоанн Степанович Цветков // Православная энциклопедия. — М., 2010. — Т. XXIII : Иннокентий — Иоанн Влах. — С. 311. — 39 000 экз. — ISBN 978-5-89572-042-4.
- Иоанн Петрович Честнов // Православная энциклопедия. — М., 2010. — Т. XXIII : Иннокентий — Иоанн Влах. — С. 311. — 39 000 экз. — ISBN 978-5-89572-042-4.
- Иоанн Васильевич Янушев // Православная энциклопедия. — М., 2010. — Т. XXIII : Иннокентий — Иоанн Влах. — С. 313. — 39 000 экз. — ISBN 978-5-89572-042-4.
- Иоанн (Заболотный) // Православная энциклопедия. — М., 2010. — Т. XXIII : Иннокентий — Иоанн Влах. — С. 313-314. — 39 000 экз. — ISBN 978-5-89572-042-4.
- Иоанн Иванович Артёмов // Православная энциклопедия. — М., 2010. — Т. XXIII : Иннокентий — Иоанн Влах. — С. 316. — 39 000 экз. — ISBN 978-5-89572-042-4.
- Иоанн Иванович Демидов // Православная энциклопедия. — М., 2010. — Т. XXIII : Иннокентий — Иоанн Влах. — С. 317. — 39 000 экз. — ISBN 978-5-89572-042-4.
- Иоанн Панкратьевич Демидов // Православная энциклопедия. — М., 2010. — Т. XXIII : Иннокентий — Иоанн Влах. — С. 317. — 39 000 экз. — ISBN 978-5-89572-042-4.
- Иоанн Арсеньевич Емельянов // Православная энциклопедия. — М., 2010. — Т. XXIII : Иннокентий — Иоанн Влах. — С. 317-318. — 39 000 экз. — ISBN 978-5-89572-042-4.
- Иоанн Павлович Золотов // Православная энциклопедия. — М., 2010. — Т. XXIII : Иннокентий — Иоанн Влах. — С. 318. — 39 000 экз. — ISBN 978-5-89572-042-4.
- Иоанн Михайлович Колесников // Православная энциклопедия. — М., 2010. — Т. XXIII : Иннокентий — Иоанн Влах. — С. 318-319. — 39 000 экз. — ISBN 978-5-89572-042-4.
- Иоанн Васильевич Ломакин // Православная энциклопедия. — М., 2010. — Т. XXIII : Иннокентий — Иоанн Влах. — С. 319. — 39 000 экз. — ISBN 978-5-89572-042-4.
- Иоанн Павлович Любимов // Православная энциклопедия. — М., 2010. — Т. XXIII : Иннокентий — Иоанн Влах. — С. 319-320. — 39 000 экз. — ISBN 978-5-89572-042-4.
- Иоанн Васильевич Малышев // Православная энциклопедия. — М., 2010. — Т. XXIII : Иннокентий — Иоанн Влах. — С. 320. — 39 000 экз. — ISBN 978-5-89572-042-4.
- Иоанн Васильевич Милёшкин // Православная энциклопедия. — М., 2010. — Т. XXIII : Иннокентий — Иоанн Влах. — С. 320. — 39 000 экз. — ISBN 978-5-89572-042-4.
- Иоанн Павлович Перебаскин // Православная энциклопедия. — М., 2010. — Т. XXIII : Иннокентий — Иоанн Влах. — С. 320-321. — 39 000 экз. — ISBN 978-5-89572-042-4.
- Иоанн (Кевролетин) // Православная энциклопедия. — М., 2010. — Т. XXIII : Иннокентий — Иоанн Влах. — С. 331-332. — 39 000 экз. — ISBN 978-5-89572-042-4.
- Иоанн Иванович Сокардин // Православная энциклопедия. — М., 2010. — Т. XXIII : Иннокентий — Иоанн Влах. — С. 327. — 39 000 экз. — ISBN 978-5-89572-042-4.
- Иоанн Ильич Сельманов // Православная энциклопедия. — М., 2010. — Т. XXIII : Иннокентий — Иоанн Влах. — С. 327. — 39 000 экз. — ISBN 978-5-89572-042-4.
- Иоанн Николаевич Рыбин // Православная энциклопедия. — М., 2010. — Т. XXIII : Иннокентий — Иоанн Влах. — С. 327. — 39 000 экз. — ISBN 978-5-89572-042-4.
- Иоанн Семенович Шувалов // Православная энциклопедия. — М., 2010. — Т. XXIII : Иннокентий — Иоанн Влах. — С. 328. — 39 000 экз. — ISBN 978-5-89572-042-4.
- Иоанн Леонтьевич Летников // Православная энциклопедия. — М., 2010. — Т. XXIII : Иннокентий — Иоанн Влах. — С. 333. — 39 000 экз. — ISBN 978-5-89572-042-4.
- Иоанн Михайлович Блинов // Православная энциклопедия. — М., 2010. — Т. XXIII : Иннокентий — Иоанн Влах. — С. 332. — 39 000 экз. — ISBN 978-5-89572-042-4.
- Иоанн Сергеевич Васильев // Православная энциклопедия. — М., 2010. — Т. XXIII : Иннокентий — Иоанн Влах. — С. 332-333. — 39 000 экз. — ISBN 978-5-89572-042-4.
- Иоанн Андреевич Протопопов // Православная энциклопедия. — М., 2010. — Т. XXIII : Иннокентий — Иоанн Влах. — С. 326-327. — 39 000 экз. — ISBN 978-5-89572-042-4.
- Иоанникий (Дмитриев) // Православная энциклопедия. — М., 2011. — Т. XXV : Иоанна деяния — Иосиф Шумлянский. — С. 75-76. — 39 000 экз. — ISBN 978-5-89572-046-2.
- Иоасаф (Боев) // Православная энциклопедия. — М., 2011. — Т. XXV : Иоанна деяния — Иосиф Шумлянский. — С. 181-182. — 39 000 экз. — ISBN 978-5-89572-046-2.
- Иоасаф (Крымзин) // Православная энциклопедия. — М., 2011. — Т. XXV : Иоанна деяния — Иосиф Шумлянский. — С. 182. — 39 000 экз. — ISBN 978-5-89572-046-2.
- Иоасаф (Шахов) // Православная энциклопедия. — М., 2011. — Т. XXV : Иоанна деяния — Иосиф Шумлянский. — С. 182-183. — 39 000 экз. — ISBN 978-5-89572-046-2.
- Иона (Лазарев) // Православная энциклопедия. — М., 2011. — Т. XXV : Иоанна деяния — Иосиф Шумлянский. — С. 430-431. — 39 000 экз. — ISBN 978-5-89572-046-2.
- Иона (Санков) // Православная энциклопедия. — М., 2011. — Т. XXV : Иоанна деяния — Иосиф Шумлянский. — С. 432. — 39 000 экз. — ISBN 978-5-89572-046-2.
- Иона (Смирнов) // Православная энциклопедия. — М., 2011. — Т. XXV : Иоанна деяния — Иосиф Шумлянский. — С. 432-433. — 39 000 экз. — ISBN 978-5-89572-046-2.
- Иосиф Яковлевич Беспалов // Православная энциклопедия. — М., 2011. — Т. XXV : Иоанна деяния — Иосиф Шумлянский. — С. 593. — 39 000 экз. — ISBN 978-5-89572-046-2.
- Ипполит Николаевич Красновский // Православная энциклопедия. — М., 2011. — Т. XXVI : Иосиф I Галисиот — Исаак Сирин. — С. 195-196. — 39 000 экз. — ISBN 978-5-89572-048-6.
- Ираклий (Мотях) // Православная энциклопедия. — М., 2011. — Т. XXVI : Иосиф I Галисиот — Исаак Сирин. — С. 277. — 39 000 экз. — ISBN 978-5-89572-048-6.
- Ирина Алексеевна Смирнова // Православная энциклопедия. — М., 2011. — Т. XXVI : Иосиф I Галисиот — Исаак Сирин. — С. 384. — 39 000 экз. — ISBN 978-5-89572-048-6.
- Ирина (Хвостова) // Православная энциклопедия. — М., 2011. — Т. XXVI : Иосиф I Галисиот — Исаак Сирин. — С. 383. — 39 000 экз. — ISBN 978-5-89572-048-6.
- Ирина Федоровна Фролова // Православная энциклопедия. — М., 2011. — Т. XXVI : Иосиф I Галисиот — Исаак Сирин. — С. 383. — 39 000 экз. — ISBN 978-5-89572-048-6.
- Ирина Лаврентьевна Гуменюк // Православная энциклопедия. — М., 2011. — Т. XXVI : Иосиф I Галисиот — Исаак Сирин. — С. 384. — 39 000 экз. — ISBN 978-5-89572-048-6.
- Исидор Решёткин // Православная энциклопедия. — М., 2011. — Т. XXVII : Исаак Сирин — Исторические книги. — С. 169. — 39 000 экз. — ISBN 978-5-89572-050-9.
- Иустина Матвеевна Меланич // Православная энциклопедия. — М., 2012. — Т. XXVIII : Исторический музей — Йэкуно Амлак. — С. 637. — 39 000 экз. — ISBN 978-5-89572-025-7.
- Киприан (Нелидов) // Православная энциклопедия. — М., 2013. — Т. XXXIII : Киево-Печерская лавра — Кипрская икона Божией Матери. — С. 692-693. — 33 000 экз. — ISBN 978-5-89572-037-0.
- Киприан Григорьевич Анников // Православная энциклопедия. — М., 2013. — Т. XXXIII : Киево-Печерская лавра — Кипрская икона Божией Матери. — С. 693. — 33 000 экз. — ISBN 978-5-89572-037-0.
- Киприан Александрович Яценко // Православная энциклопедия. — М., 2013. — Т. XXXIII : Киево-Печерская лавра — Кипрская икона Божией Матери. — С. 693-694. — 33 000 экз. — ISBN 978-5-89572-037-0.
- Константин Стефанович Богоявленский // Православная энциклопедия. — М., 2014. — Т. XXXVI : Клотильда — Константин. — С. 731-732. — 29 000 экз. — ISBN 978-5-89572-041-7.
- Константин Алексеевич Голубев // Православная энциклопедия. — М., 2014. — Т. XXXVI : Клотильда — Константин. — С. 732-733. — 29 000 экз. — ISBN 978-5-89572-041-7.
- Константин Алексеевич Колпецкий // Православная энциклопедия. — М., 2014. — Т. XXXVI : Клотильда — Константин. — С. 736. — 29 000 экз. — ISBN 978-5-89572-041-7.
- Константин Николаевич Лебедев // Православная энциклопедия. — М., 2014. — Т. XXXVI : Клотильда — Константин. — С. 736. — 29 000 экз. — ISBN 978-5-89572-041-7.
- Константин Павлович Любомудров // Православная энциклопедия. — М., 2014. — Т. XXXVI : Клотильда — Константин. — С. 737. — 29 000 экз. — ISBN 978-5-89572-041-7.
- Константин Никитич Некрасов // Православная энциклопедия. — М., 2014. — Т. XXXVI : Клотильда — Константин. — С. 738. — 29 000 экз. — ISBN 978-5-89572-041-7.
- Константин Георгиевич Немешаев // Православная энциклопедия. — М., 2014. — Т. XXXVI : Клотильда — Константин. — С. 738. — 29 000 экз. — ISBN 978-5-89572-041-7.
- Константин Михайлович Пятикрестовский // Православная энциклопедия. — М., 2014. — Т. XXXVI : Клотильда — Константин. — С. 739. — 29 000 экз. — ISBN 978-5-89572-041-7.
- Константин Петрович Снятиновский // Православная энциклопедия. — М., 2014. — Т. XXXVI : Клотильда — Константин. — С. 739. — 29 000 экз. — ISBN 978-5-89572-041-7.
- Константин  Михайлович Соколов // Православная энциклопедия. — М., 2014. — Т. XXXVI : Клотильда — Константин. — С. 740. — 29 000 экз. — ISBN 978-5-89572-041-7.
- Константин Михайлович Юрганов // Православная энциклопедия. — М., 2014. — Т. XXXVI : Клотильда — Константин. — С. 743-744. — 29 000 экз. — ISBN 978-5-89572-041-7.
- Константин Александрович Минятов // Православная энциклопедия. — М., 2014. — Т. XXXVI : Клотильда — Константин. — С. 744-745. — 29 000 экз. — ISBN 978-5-89572-041-7.
- Константин Васильевич Разумов // Православная энциклопедия. — М., 2014. — Т. XXXVI : Клотильда — Константин. — С. 746. — 29 000 экз. — ISBN 978-5-89572-041-7.
- Константин Иванович Чекалов // Православная энциклопедия. — М., 2014. — Т. XXXVI : Клотильда — Константин. — С. 742. — 29 000 экз. — ISBN 978-5-89572-041-7.
- Корнилий Иванович Удилович // Православная энциклопедия. — М., 2015. — Т. XXXVIII : Коринф — Крискентия. — С. 110. — 33 000 экз. — ISBN 978-5-89572-029-5.
- Косма Родионович Коротких // Православная энциклопедия. — М., 2015. — Т. XXXVIII : Коринф — Крискентия. — С. 215. — 33 000 экз. — ISBN 978-5-89572-029-5.
- Косма Трофимович Вязников // Православная энциклопедия. — М., 2015. — Т. XXXVIII : Коринф — Крискентия. — С. 216. — 33 000 экз. — ISBN 978-5-89572-029-5.
- Косма (Магда) // Православная энциклопедия. — М., 2015. — Т. XXXVIII : Коринф — Крискентия. — С. 216-217. — 33 000 экз. — ISBN 978-5-89572-029-5.
- Ксения Семеновна Петрухина // Православная энциклопедия. — М., 2015. — Т. XXXIX : Крисп — Лангадасская, Литиская и Рендинская митрополия. — С. 187. — 33 000 экз. — ISBN 978-5-89572-033-2.
- Ксенофонт (Бондаренко) // Православная энциклопедия. — М., 2015. — Т. XXXIX : Крисп — Лангадасская, Литиская и Рендинская митрополия. — С. 207-208. — 33 000 экз. — ISBN 978-5-89572-033-2.
- Лаврентий (Левченко) // Православная энциклопедия. — М., 2015. — Т. XXXIX : Крисп — Лангадасская, Литиская и Рендинская митрополия. — С. 594. — 33 000 экз. — ISBN 978-5-89572-033-2.
- Лев Евфимиевич Ершов // Православная энциклопедия. — М., 2015. — Т. XL : Лангтон — Ливан. — С. 214. — 33 000 экз. — ISBN 978-5-89572-033-2.
- Леонид Владимирович Муравьёв // Православная энциклопедия. — М., 2015. — Т. XL : Лангтон — Ливан. — С. 460. — 33 000 экз. — ISBN 978-5-89572-033-2.
- Леонтий Степанович Гримальский // Православная энциклопедия. — М., 2015. — Т. XL : Лангтон — Ливан. — С. 508. — 33 000 экз. — ISBN 978-5-89572-033-2.
- Леонтий Иосифович Строцюк // Православная энциклопедия. — М., 2015. — Т. XL : Лангтон — Ливан. — С. 508-509. — 33 000 экз. — ISBN 978-5-89572-033-2.
- Леонтий (Стасевич) // Православная энциклопедия. — М., 2015. — Т. XL : Лангтон — Ливан. — С. 509-510. — 33 000 экз. — ISBN 978-5-89572-033-2.
- Мавра Васильевна Моисеева // Православная энциклопедия. — М., 2016. — Т. XLII : Львовский собор — Максим, блаженный, Московский. — С. 224. — 30 000 экз. — ISBN 978-5-89572-047-9.
- Макарий Арсеньевич Соловьёв // Православная энциклопедия. — М., 2016. — Т. XLII : Львовский собор — Максим, блаженный, Московский. — С. 473. — 30 000 экз. — ISBN 978-5-89572-047-9.
- Макарий (Миронов) // Православная энциклопедия. — М., 2016. — Т. XLII : Львовский собор — Максим, блаженный, Московский. — С. 474-475. — 30 000 экз. — ISBN 978-5-89572-047-9.
- Макарий (Моржов) // Православная энциклопедия. — М., 2016. — Т. XLII : Львовский собор — Максим, блаженный, Московский. — С. 475. — 30 000 экз. — ISBN 978-5-89572-047-9.
- Макарий (Телегин) // Православная энциклопедия. — М., 2016. — Т. XLII : Львовский собор — Максим, блаженный, Московский. — С. 475-476. — 30 000 экз. — ISBN 978-5-89572-047-9.
- Мардарий (Исаев) // Православная энциклопедия. — М., 2016. — Т. XLIII : Максим — Маркелл I. — С. 443-444. — 30 000 экз. — ISBN 978-5-89572-049-3.
- Мария Георгиевна Виноградова // Православная энциклопедия. — М., 2016. — Т. XLIII : Максим — Маркелл I. — С. 528. — 30 000 экз. — ISBN 978-5-89572-049-3.
- Мария Мартиниановна Журавлёва // Православная энциклопедия. — М., 2016. — Т. XLIII : Максим — Маркелл I. — С. 528-529. — 30 000 экз. — ISBN 978-5-89572-049-3.
- Мария (Лелянова) // Православная энциклопедия. — М., 2016. — Т. XLIII : Максим — Маркелл I. — С. 529-530. — 30 000 экз. — ISBN 978-5-89572-049-3.
- Мария Ивановна Мамонтова-Шашина // Православная энциклопедия. — М., 2016. — Т. XLIII : Максим — Маркелл I. — С. 530. — 30 000 экз. — ISBN 978-5-89572-049-3.
- Мария Павловна Носова // Православная энциклопедия. — М., 2016. — Т. XLIII : Максим — Маркелл I. — С. 530. — 30 000 экз. — ISBN 978-5-89572-049-3.
- Мария (Цейтлин) // Православная энциклопедия. — М., 2016. — Т. XLIII : Максим — Маркелл I. — С. 533. — 30 000 экз. — ISBN 978-5-89572-049-3.
- Мария и Матрона Наумовны Грошевы // Православная энциклопедия. — М., 2016. — Т. XLIII : Максим — Маркелл I. — С. 559. — 30 000 экз. — ISBN 978-5-89572-049-3.
- Марк (Махров) // Православная энциклопедия. — М., 2016. — Т. XLIII : Максим — Маркелл I. — С. 657. — 30 000 экз. — ISBN 978-5-89572-049-3.
- Маркелл (Шаврин) // Православная энциклопедия. — М., 2016. — Т. XLIII : Максим — Маркелл I. — С. 729. — 30 000 экз. — ISBN 978-5-89572-049-3.
- Марфа Степановна Коврова // Православная энциклопедия. — М., 2016. — Т. XLIV : Маркелл II — Меркурий и Паисий. — С. 234-235. — 30 000 экз. — ISBN 978-5-89572-051-6.
- Марфа (Тестова) // Православная энциклопедия. — М., 2016. — Т. XLIV : Маркелл II — Меркурий и Паисий. — С. 235. — 30 000 экз. — ISBN 978-5-89572-051-6.
- Матрона (Алексеева) // Православная энциклопедия. — М., 2016. — Т. XLIV : Маркелл II — Меркурий и Паисий. — С. 329. — 30 000 экз. — ISBN 978-5-89572-051-6.
- Матрона Алексеевна Макандина // Православная энциклопедия. — М., 2016. — Т. XLIV : Маркелл II — Меркурий и Паисий. — С. 329-330. — 30 000 экз. — ISBN 978-5-89572-051-6.
- Матрона Степановна Конюхова // Православная энциклопедия. — М., 2016. — Т. XLIV : Маркелл II — Меркурий и Паисий. — С. 331. — 30 000 экз. — ISBN 978-5-89572-051-6.
- Матрона Григорьевна Белякова // Православная энциклопедия. — М., 2016. — Т. XLIV : Маркелл II — Меркурий и Паисий. — С. 332-334. — 30 000 экз. — ISBN 978-5-89572-051-6.
- Матфей Александрович Алоин // Православная энциклопедия. — М., 2016. — Т. XLIV : Маркелл II — Меркурий и Паисий. — С. 374-375. — 30 000 экз. — ISBN 978-5-89572-051-6.
- Матфей (Банников) // Православная энциклопедия. — М., 2016. — Т. XLIV : Маркелл II — Меркурий и Паисий. — С. 376. — 30 000 экз. — ISBN 978-5-89572-051-6.
- Матфей Иванович Гусев // Православная энциклопедия. — М., 2016. — Т. XLIV : Маркелл II — Меркурий и Паисий. — С. 377-378. — 30 000 экз. — ISBN 978-5-89572-051-6.
- Матфей Ефимович Соловьёв // Православная энциклопедия. — М., 2016. — Т. XLIV : Маркелл II — Меркурий и Паисий. — С. 378. — 30 000 экз. — ISBN 978-5-89572-051-6.
- Матфий Михайлович Вознесенский // Православная энциклопедия. — М., 2016. — Т. XLIV : Маркелл II — Меркурий и Паисий. — С. 397-398. — 30 000 экз. — ISBN 978-5-89572-051-6.
- Мефодий (Краснопёров) // Православная энциклопедия. — М., 2017. — Т. XLV : Мерри Дель Валь — Михаил Парехели. — С. 112-113. — 39 000 экз. — ISBN 978-5-89572-052-3.
- Мефодий (Иванов) // Православная энциклопедия. — М., 2017. — Т. XLV : Мерри Дель Валь — Михаил Парехели. — С. 113-114. — 39 000 экз. — ISBN 978-5-89572-052-3.
- Милица Ивановна Кувшинова // Православная энциклопедия. — М., 2017. — Т. XLV : Мерри Дель Валь — Михаил Парехели. — С. 222. — 39 000 экз. — ISBN 978-5-89572-052-3.
- Мирон Иванович Ржепик // Православная энциклопедия. — М., 2017. — Т. XLV : Мерри Дель Валь — Михаил Парехели. — С. 367. — 39 000 экз. — ISBN 978-5-89572-052-3.
- Митрофан Григорьевич Вильгельмский // Православная энциклопедия. — М., 2017. — Т. XLV : Мерри Дель Валь — Михаил Парехели. — С. 466. — 39 000 экз. — ISBN 978-5-89572-052-3.
- Митрофан (Краснопольский) // Православная энциклопедия. — М., 2017. — Т. XLV : Мерри Дель Валь — Михаил Парехели. — С. 467-470. — 39 000 экз. — ISBN 978-5-89572-052-3.
- Михаил Иванович Абрамов // Православная энциклопедия. — М., 2017. — Т. XLV : Мерри Дель Валь — Михаил Парехели. — С. 564-565. — 39 000 экз. — ISBN 978-5-89572-052-3.
- Михаил Николаевич Белюстин // Православная энциклопедия. — М., 2017. — Т. XLV : Мерри Дель Валь — Михаил Парехели. — С. 565-566. — 39 000 экз. — ISBN 978-5-89572-052-3.
- Михаил Иванович Блейве // Православная энциклопедия. — М., 2017. — Т. XLV : Мерри Дель Валь — Михаил Парехели. — С. 566-567. — 39 000 экз. — ISBN 978-5-89572-052-3.
- Михаил Трофимович Богородицкий // Православная энциклопедия. — М., 2017. — Т. XLV : Мерри Дель Валь — Михаил Парехели. — С. 567-568. — 39 000 экз. — ISBN 978-5-89572-052-3.
- Михаил Николаевич Богородский // Православная энциклопедия. — М., 2017. — Т. XLV : Мерри Дель Валь — Михаил Парехели. — С. 568. — 39 000 экз. — ISBN 978-5-89572-052-3.
- Михаил Константинович Богословский // Православная энциклопедия. — М., 2017. — Т. XLV : Мерри Дель Валь — Михаил Парехели. — С. 568. — 39 000 экз. — ISBN 978-5-89572-052-3.
- Михаил Константинович Борисов // Православная энциклопедия. — М., 2017. — Т. XLV : Мерри Дель Валь — Михаил Парехели. — С. 568-569. — 39 000 экз. — ISBN 978-5-89572-052-3.
- Михаил Алексеевич Букринский // Православная энциклопедия. — М., 2017. — Т. XLV : Мерри Дель Валь — Михаил Парехели. — С. 569-570. — 39 000 экз. — ISBN 978-5-89572-052-3.
- Михаил Григорьевич Воскресенский // Православная энциклопедия. — М., 2017. — Т. XLV : Мерри Дель Валь — Михаил Парехели. — С. 570. — 39 000 экз. — ISBN 978-5-89572-052-3.
- Михаил Тимофеевич Вотяков // Православная энциклопедия. — М., 2017. — Т. XLV : Мерри Дель Валь — Михаил Парехели. — С. 570-571. — 39 000 экз. — ISBN 978-5-89572-052-3.
- Михаил Петрович Горбунов // Православная энциклопедия. — М., 2017. — Т. XLV : Мерри Дель Валь — Михаил Парехели. — С. 571. — 39 000 экз. — ISBN 978-5-89572-052-3.
- Михаил Фомич Дейнека // Православная энциклопедия. — М., 2017. — Т. XLV : Мерри Дель Валь — Михаил Парехели. — С. 572. — 39 000 экз. — ISBN 978-5-89572-052-3.
- Михаил Фотиевич Денисов // Православная энциклопедия. — М., 2017. — Т. XLV : Мерри Дель Валь — Михаил Парехели. — С. 572. — 39 000 экз. — ISBN 978-5-89572-052-3.
- Михаил Каргополов // Православная энциклопедия. — М., 2017. — Т. XLV : Мерри Дель Валь — Михаил Парехели. — С. 574. — 39 000 экз. — ISBN 978-5-89572-052-3.
- Михаил Петрович Киселёв // Православная энциклопедия. — М., 2017. — Т. XLV : Мерри Дель Валь — Михаил Парехели. — С. 574-575. — 39 000 экз. — ISBN 978-5-89572-052-3.
- Михаил Алексеевич Косухин // Православная энциклопедия. — М., 2017. — Т. XLV : Мерри Дель Валь — Михаил Парехели. — С. 575. — 39 000 экз. — ISBN 978-5-89572-052-3.
- Михаил Сергеевич Люберцев // Православная энциклопедия. — М., 2017. — Т. XLV : Мерри Дель Валь — Михаил Парехели. — С. 576. — 39 000 экз. — ISBN 978-5-89572-052-3.
- Михаил Петрович Макаров // Православная энциклопедия. — М., 2017. — Т. XLV : Мерри Дель Валь — Михаил Парехели. — С. 576. — 39 000 экз. — ISBN 978-5-89572-052-3.
- Михаил Михайлович Марков // Православная энциклопедия. — М., 2017. — Т. XLV : Мерри Дель Валь — Михаил Парехели. — С. 577-578. — 39 000 экз. — ISBN 978-5-89572-052-3.
- Михаил Григорьевич Маслов // Православная энциклопедия. — М., 2017. — Т. XLV : Мерри Дель Валь — Михаил Парехели. — С. 577-578. — 39 000 экз. — ISBN 978-5-89572-052-3.
- Михаил Александрович Накаряков // Православная энциклопедия. — М., 2017. — Т. XLV : Мерри Дель Валь — Михаил Парехели. — С. 578-579. — 39 000 экз. — ISBN 978-5-89572-052-3.
- Михаил Алексеевич Некрасов // Православная энциклопедия. — М., 2017. — Т. XLV : Мерри Дель Валь — Михаил Парехели. — С. 579. — 39 000 экз. — ISBN 978-5-89572-052-3.
- Михаил Михайлович Никологорский // Православная энциклопедия. — М., 2017. — Т. XLV : Мерри Дель Валь — Михаил Парехели. — С. 579. — 39 000 экз. — ISBN 978-5-89572-052-3.
- Михаил Федорович Околович // Православная энциклопедия. — М., 2017. — Т. XLV : Мерри Дель Валь — Михаил Парехели. — С. 579-580. — 39 000 экз. — ISBN 978-5-89572-052-3.
- Михаил Михайлович Попов // Православная энциклопедия. — М., 2017. — Т. XLV : Мерри Дель Валь — Михаил Парехели. — С. 581. — 39 000 экз. — ISBN 978-5-89572-052-3.
- Михаил Максимович Пятаев // Православная энциклопедия. — М., 2017. — Т. XLV : Мерри Дель Валь — Михаил Парехели. — С. 581-582. — 39 000 экз. — ISBN 978-5-89572-052-3.
- Михаил Степанович Ражкин // Православная энциклопедия. — М., 2017. — Т. XLV : Мерри Дель Валь — Михаил Парехели. — С. 581-582. — 39 000 экз. — ISBN 978-5-89572-052-3.
- Михаил Федорович Рыбин // Православная энциклопедия. — М., 2017. — Т. XLV : Мерри Дель Валь — Михаил Парехели. — С. 582. — 39 000 экз. — ISBN 978-5-89572-052-3.
- Михаил Степанович Скобелев // Православная энциклопедия. — М., 2017. — Т. XLV : Мерри Дель Валь — Михаил Парехели. — С. 583. — 39 000 экз. — ISBN 978-5-89572-052-3.
- Михаил Константинович Твердовский // Православная энциклопедия. — М., 2017. — Т. XLV : Мерри Дель Валь — Михаил Парехели. — С. 584. — 39 000 экз. — ISBN 978-5-89572-052-3.
- Михаил Михайлович Троицкий // Православная энциклопедия. — М., 2017. — Т. XLV : Мерри Дель Валь — Михаил Парехели. — С. 585. — 39 000 экз. — ISBN 978-5-89572-052-3.
- Михаил Алексеевич Успенский // Православная энциклопедия. — М., 2017. — Т. XLV : Мерри Дель Валь — Михаил Парехели. — С. 585-586. — 39 000 экз. — ISBN 978-5-89572-052-3.
- Михаил Евграфович Агаев // Православная энциклопедия. — М., 2017. — Т. XLV : Мерри Дель Валь — Михаил Парехели. — С. 588. — 39 000 экз. — ISBN 978-5-89572-052-3.
- Михаил Спиридонович Амелюшкин // Православная энциклопедия. — М., 2017. — Т. XLV : Мерри Дель Валь — Михаил Парехели. — С. 588-589. — 39 000 экз. — ISBN 978-5-89572-052-3.
- Михаил Павлович Арефьев // Православная энциклопедия. — М., 2017. — Т. XLV : Мерри Дель Валь — Михаил Парехели. — С. 589. — 39 000 экз. — ISBN 978-5-89572-052-3.
- Михаил Орестович Болдаков // Православная энциклопедия. — М., 2017. — Т. XLV : Мерри Дель Валь — Михаил Парехели. — С. 589. — 39 000 экз. — ISBN 978-5-89572-052-3.
- Михаил Матфиевич Вознесенский // Православная энциклопедия. — М., 2017. — Т. XLV : Мерри Дель Валь — Михаил Парехели. — С. 589-590. — 39 000 экз. — ISBN 978-5-89572-052-3.
- Михаил Дмитриевич Марков // Православная энциклопедия. — М., 2017. — Т. XLV : Мерри Дель Валь — Михаил Парехели. — С. 591. — 39 000 экз. — ISBN 978-5-89572-052-3.
- Михаил Степанович Строев // Православная энциклопедия. — М., 2017. — Т. XLV : Мерри Дель Валь — Михаил Парехели. — С. 596-597. — 39 000 экз. — ISBN 978-5-89572-052-3.
- Михаил Николаевич Виноградов // Православная энциклопедия. — М., 2017. — Т. XLV : Мерри Дель Валь — Михаил Парехели. — С. 598. — 39 000 экз. — ISBN 978-5-89572-052-3.
- Михаил Федорович Марков // Православная энциклопедия. — М., 2017. — Т. XLV : Мерри Дель Валь — Михаил Парехели. — С. 598-599. — 39 000 экз. — ISBN 978-5-89572-052-3.
- Михаил Петрович Розов // Православная энциклопедия. — М., 2017. — Т. XLV : Мерри Дель Валь — Михаил Парехели. — С. 599. — 39 000 экз. — ISBN 978-5-89572-052-3.
- Михей (Подкорытов) // Православная энциклопедия. — М., 2017. — Т. XLVI : Михаил Пселл — Мопсуестия. — С. 103-104. — 36 000 экз. — ISBN 978-5-89572-053-0.

- Спешите делать добро. Памяти мученика Михаила Новоселова. (21 января) // Фома. — 2008. — № 1 (57). — С. 52
- Как хотел бы я открыть свое сердце… Памяти священномученика Петра (Зверева), архиепископа Воронежского. — 7 февраля // Фома. — 2008. — № 2 (58) — С.54.
- Тайный «монастырь». Памяти преподобномученицы Анны (Благовещенской). — 11 марта. // Фома. — 2008. — № 3 (59). — С. 52.
- «Молиться без конца…». Памяти преподобноисповедника Сергия (Сребрянского) — 5 апреля // Фома. — 2008. — № 4 (60). — С. 52.
- Почаще вспоминай о правде. Памяти священноисповедника Виктора (Островидова) — 2 мая // Фома. — 2008. — № 5 (61). — С. 52.
- Врач и служитель. Памяти священноисповедника Луки (Войно-Ясенецкого) // Фома. — 2008. — № 6 (62). — С. 48.
- Немного похоже на рай. Памяти преподобноисповедника Никона (Беляева) // Фома. — 2008. — № 7 (63). — С. 58
- Утраченная благодарность. Отклик игумена Дамаскина на статью А. Соколова «Поколение героев» и колонку А. Беглова «Канонизация без прославления», № 6, 2008 // Фома. — 2008. — № 7 (63). — С. 128—129.
- Что такое счастье. Памяти священномученика Иоанна (Стеблин-Каменского) — 2 августа // Фома. — 2008. — № 8 (64). — С. 48.
- За все всех благодарю. Памяти мученицы Татианы (Гримблит) — 23 сентября // Фома. — 2008. — № 9 (65). — С. 54.
- «На сем камне Я создам Церковь Мою» // Фома. — 2008. — № 10 (66). — C. 36-37.
- Ответственность долга сознаю. Памяти священномученика Петра (Полянского) — 10 октября // Фома. — 2008. — № 10 (66). — С. 52.
- Навстречу Христу. Памяти священномучеников Александра (Смирнова) и Феодора (Ремизова) — 14 ноября // Фома. — 2008. — № 11 (67). — С. 48.
- Драгоценный сосуд смирения. Памяти священномученика Фаддея (Успенского). — 31 декабря // Фома. — 2008. — № 12 (68). — С. 50
- Нам самим достигать до них… На статью «Как говорить просто о сложном?» протоиерея Константина Островского // Фома. — 2008. — № 12 (68). — С. 124.
- Цена простого слова. Памяти священномученика Виктора (Усова). — 21 января // Фома. — 2009. — № 1 (69). — С. 36-37.
- У церковных людей еще много работы // Фома. — 2009. — № 2 (70). — С. 10.
- Кормчий. Памяти священномученика Владимира (Богоявленского). — 7 февраля // Фома. — 2009. — № 2 (70). — С. 36-37
- Тайная радость веры. Памяти священномученика Сергия (Лебедева). — 22 марта // Фома. — 2009. — № 3 (71). — С. 24-25.
- Вторая Родина. Памяти преподобноисповедника Севастиана (Фомина). — 19 апреля // Фома. — 2009. — № 4 (72). — С. 34-35.
- «Из сокровищниц сердца своего». Памяти священномученика Василия (Соколова). — 26 мая // Фома. — 2009. — № 5 (73). — С. 30-31.
- . «Без креста — нет венца». Памяти преподобноисповедника Рафаила (Шейченко). — 19 июня. Фото из архива автора // Фома. — 2009. — № 6 (74). — С.40-41.
- «Я не оставлю паствы своей». Памяти священномученика Митрофана (Краснопольского) // Фома. — 2009. — № 7 (75). — С. 40-41.
- Отец и сын. Памяти священномученика Михаила (Накарякова) // Фома. — 2009. — № 8 (76). — С. 26-27.
- Среди простого народа. Памяти священноисповедника Николая (Лебедева) // Фома. — 2009. — № 9 (77). — С. 34-35.
- Миссионер. Памяти священномученика Константина (Голубева) // Фома. — 2009. — № 10 (78). — С. 32-33.
- Фаустовский молитвенник. Памяти священномученика Сергия (Кедрова) // Фома. — 2009. — № 11 (79). — С. 32-33.
- Иларион — значит «веселый». Памяти священномученика Иларион (Троицкого) // Фома. — 2009. — № 12 (80). — С. 34-35
- Солдат, фельдшер, священник. Памяти священномученика Сергия (Мечева) // Фома. 2010. — № 1 (81). — С. 34-35
- «Человек бездельный». Памяти священномученика Николая (Восторгова) // Фома. — 2010. — № 2 (82). — С. 36-37
- Бригада лесорубов: три епископа и протоиерей. Памяти священномученика Иоанна (Пашина) // Фома. — 2010. — № 3 (83). — С. 38-39.
- «Сана с себя никогда не сниму». Памяти священномученика Иакова (Бойкова) // Фома. — 2010. — № 4 (84) — С. 32-33.
- Благодарность гонителям. Памяти священномученика Николая (Тохтуева) // Фома. — 2010. — № 5 (85). — С. 36-37.
- «Вынашивать разбитую в народе веру». Памяти священномученика Андроника (Никольского) // Фома. — 2010. — № 6 (86). — С. 36-37.
- Община. Памяти мучеников Никиты (Сухарева) и Димитрия (Волкова) // Фома. — 2010. — № 7 (87). — С. 34-35.
- Когда можно за Него пострадать… Памяти священномученика Амвросия (Гудко) // Фома. — 2010. — № 8 (88). — С. 42-43
- На смерть — как на брачный пир. Памяти священномученика Варсонофия (Лебедева) и преподобномученицы Серафимы (Сулимовой) // Фома. — 2010. — № 9 (89). — С. 28-29
- Калмыцкий миссионер. Памяти священномученика Амфилохия (Скворцова) // Фома. — 2010. — № 10 (90). — С. 36-37
- «Живое пособие». Памяти священномученика Павла (Ансимова) // Фома. — 2010. — № 11 (91). — С. 34-35
- «И я всем, всем прощаю». Памяти священномученика Михаила (Богородицкого) // Фома. — 2010. — № 12 (92). — С. 32-33
- Монах в одеждах странника: памяти преподобноисповедника Иоанна (Кевролетина) // Фома. — 2011. — № 1. — С. 36-37
- По дороге на фабрику смерти: памяти священнослужителя Димитрия (Кедроливанского) // Фома. — 2011. — № 2. — С. 32-33
- Семь лет в предчувствии ареста : памяти священномученика Николая (Дмитрова) // Фома. — 2011. — № 3. — С. 38-39
- Фотография и горстка писем : памяти священномученика Иоанна (Бойкова) // Фома. — 2011. — № 4. — С. 38-39
- Звуки молитвы в Таганской тюрьме : памяти священномученика Николая (Беневоленского) // Фома. — 2011. — № 5. — С. 40-41
- «Моя политика — вера в спасение душ» : памяти священномученика Гермогена (Долганева) // Фома. — 2011. — № 6. — С. 38-39
- Вземшийся за орало : памяти преподобномученика Феодора (Богоявленского) // Фома. — 2011. — № 7. — С. 42-43
- Счастливый страдалец : памяти священномученика Вениамина (Казанского) // Фома. — 2011. — № 8. — С. 34-35
- «Предпочитаю разделение свободных — единению рабов» : памяти священноисповедника Романа (Медведя) // Фома. — 2011. — № 9. — С. 34-35.
- Распятие продолжается : памяти священномученика Вениамина (Воскресенского) // Фома. — 2011. — № 10. — С. 38-39.
- «Его вы больше не увидите!» : памяти священномученика Августина (Беляева) // Фома. — 2011. — № 11. — С. 42-43.
- Лубянка, ночь, подвал, архиепископ… Памяти священномученика Николая (Добронравова) // Фома. — № 12 (104) — декабрь 2011. — С. 40-41.
- 62 % страдания : памяти священномученика Анатолия (Грисюка) // Фома. — 2012. — № 1. — С. 34-35.
- Умру, но из храма не выйду : памяти священномученика Алексия (Кротенкова) // Фома. — 2012. — № 1. — С. 42-43.
- Монах в светском звании : памяти мученика Иоанна (Попова) // Фома. — 2012. — № 2. — С. 40-41.
- Узник Безымянлага : памяти священномученика Сергия Скворцова // Фома. — 2012. — № 3. — С. 42-43.
- Шуйское дело. Из пулемета по верующим: памяти священномученика Павла (Светозарова) // Фома. — 2012 — № 5. — С. 40-41.
- «Немного прожито, но много пережито» : памяти священномученика Онуфрия (Гагалюка) // Фома. — 2012. — № 6. — С. 38-39.
- Преданный Богу. Преданный своими : памяти священномученика Димитрия (Казанского) // Фома. — 2012. — № 7. — С. 38-39.
- «Комсомольцы не умываются». Шутка ценою в жизнь. Памяти священномученика Николая (Понгельского) // Фома. — 2012. — № 8 (112) — С.48-49.
- Под красным полотнищем: памяти мученика Николая (Варжанского) // Фома. — 2012. — № 9. — С. 40-41
- Подвижник на прицеле : о священномученике Петре Пушкинском // Фома. — 2012. — № 10. — С. 34-35
- Говорят, христианство отжило : памяти священномученика Сергия Знаменского // Фома. — 2012. — № 11. — С. 36-37
- Волки бродят кругом : памяти преподобномученика Никона (Беляева) // Фома. — 2012. — № 12. — С. 34-35
- Расстрел в новогоднюю ночь : памяти священномученика Платона (Кульбуша), епископа Ревельского // Фома. — 2013. — № 1. — С. 44-45
- Пасха в выгребной яме : памяти преподобноисповедника Леонтия (Стасевича) // Фома. — 2013. — № 2. — С. 40-41
- «Я пока еще жив» : памяти священномученика Михаила (Околовича) // Фома. — 2013. — № 3. — С. 50-51
- Пастырь добрый и скромный : памяти священномученика Николая Симо // Фома. — 2013. — № 4. — С. 38-39
- Блаженная : памяти мученицы Нины Кузнецовой // Фома. — 2013. — № 5. — С. 48-49
- Обо мне не плачь: памяти священномученика Александра Парусникова // Фома. — 2013. — № 6. — С. 38-39
- «Слишком ученый» монах. Эпизоды из биографии монаха Агапита (Таубе) // Фома. — 2013. — № 7. — С. 50-51
- Расстрелять на страх другим. История гибели священномученика Платона Горных // Фома. — 2013. — № 8. — С. 42-43
- В сентябре 1937-го : 23 сентября Церковь празднует память священномученика Василия Максимова // Фома. — 2013. — № 9. — С. 46-47
- Голодная смерть в Кулойлаге : 28 октября Церковь празднует память священномученика Димитрия (Касаткина) // Фома. — 2013. — № 10. — С. 34-35.
- В «очень хорошем» аду. 3 ноября Церковь празднует память преподобномученика Неофита (Осипова) // Фома. — 2013. — № 11 (127). — С. 46-47.
- И сердце жить изнемогло. 6 декабря Церковь празднует память преподобномученика Серафима (Тьевара) // Фома. — 2013. — № 12 (128) — С. 46-47.
- Кабинет следователя и Царство Божие : 14 января Церковь празднует память священномученика Александра (Трапицына), архиепископа Самарского // Фома. — 2014. — № 1. — С. 46-47
- Крест вонзили прямо в рану… : 17 февраля Церковь празднует память священномученика Мефодия (Красноперова), епископа Петропавловского, викария Омской епархии // Фома. — 2014. — № 2. — С. 52-53
- Я сам подписал себе ордер : 24 марта Церковь празднует память священноисповедника Василия Малахова // Фома. — 2014. — № 3. — С. 43-43
- Пункт назначения — «Голгофа» : 3 апреля Церковь празднует память священномученика Владимира Введенского // Фома. — 2014. — № 4. — С. 46-47
- Так говорил святой. О судьбе известного русского преподобомученика Макария // Фома. — 2014. — № 5. — С. 46-48
- «Буду терпеть один»: 10 июня Церковь празднует память преподобномученика Макария (Моржова) // Фома. — 2014. — № 6. — С. 38-39
- Слепой поводырь для зрячих : 29 июля Церковь празднует память блаженной исповедницы Матроны Анемнясевской // Фома. — 2014. — № 7. — С. 44-45
- Платава: расстрелянное село : ко дню памяти преподобномученика Космы (Вязникова), убитого ни за что // Фома. — 2014. — № 8. — С. 38-39
- За меня не мстите : 23 сентября Церковь празднует память священномученика Уара (Шмарина), епископа Липецкого // Фома. — 2014. — № 9. — С. 48-50
- «На подлость — не пойду никогда» : 27 октября Церковь празднует память священноисповедника Амвросия (Полянского), епископа Каменец-Подольского // Фома. — 2014. — № 10. — С. 54-55.
- 4 ареста епископа Парфения. 22 ноября Церковь празднует память священномученика Парфения (Брянских), епископа Ананьевского, викария Одесской епархии // Фома. — 2014. — № 11 (139). — С. 32-33.
- «Я готов умереть и не хочу на волю» : 31 декабря Церковь празднует память священномученика Николая Кобранова // Фома. — 2014. — № 12. — С. 44-45
- Другой : 31 января Церковь празднует память священномученика Николая Красовского // Фома. — 2015. — № 1. — С. 30-31.
- Священномученик Василий Зеленцов, епископ Прилукский, викарий Полтавской епархии. 1876-07.02.1930. «Я не буду защищать себя» // Фома. — 2015. — № 2 (142). — С. 42-44.
- Священномученик Николай Розов 1877-05.03.1938 (расстрелян) : пробуждавший от пьяного сна // Фома. — 2015. — № 3 (143). — С. 42-44
- Новомученики : они не отреклись от Христа; Преподобноисповедник Леонтий (Стасевич); Мученица Татиана (Гримблит); Мученики Никита (Сухарев) и Димитрий (Волков) // Фома. — 2015. — Спецвыпуск: Герои — С. 90-97
- Священноисповедник Александр Орлов. 1878-27.04.1941. Постелите мне на коврике. Документальные фото, предоставленные автором // Фома. — 2015. — № 4 (144). — С. 42-44.
- Больно, что меня скоро забыли : священномученик Петр Рождествин 1879 — 27.05.1939 // Фома. — 2015. — № 5 (145). — С. 42-44
- Священномученик Философ Орнатский 1860—1918 : если нужно умереть за правду — умрем // Фома. — 2015. — № 6 (146). — С. 42-44.
- Преподобномученик Евфимий (Любовичев). 1875 — 19.07.1931. Терпеть до смерти // Фома. — 2015. — № 7 (147). — С. 38-40.
- Преподобномученик Сергий (Шеин). 1870-13.08.1922. «Всё молятся и по камере ходят…» // Фома. — 2015. — № 8 (148). — С. 46-48.
- Преподобномученик Игнатий (Лебедев). 1884-11.08.1938. «С Ним хорошо и на Фаворе, и на Голгофе». Схиархимандрит Игнатий (Лебедев) // Фома. — 2015. — № 9 (149). — С. 46-48.
- Священномученик Димитрий (Розанов) 1890 — 09.10.1937 : смерть свободного человека // Фома. — 2015. — № 10 (150). — С. 34-36.
- Преподобномученик Гавриил (Гур) 1898 — 19.11.1937 : исповедники и предатели // Фома. — 2015. — № 11 (151). — С. 46-48.
- Преподобномученик Викентий (Никольский) 1888 — 11.12.1937 : «Художественный сосуд Божией благости» // Фома. — 2015. — № 12 (152). — С. 40-42.
- Священномученик Сергий (Лебедев) 1888 — 31.01.1938 : свидетели лжи // Фома. — 2016. — № 1 (153). — С. 32-35.
- Как Клавдия мать хоронила : священномученик Иоанн (Калабухов) 1873 — 26.02.1938 расстрелян // Фома. — 2016. — № 2. — С. 28-31.
- Священномученик Виктор (Моригеровский), мученица Ирина (Смирнова) : расстреляны 07.03.1938 // Фома. — 2016. — № 3. — С. 42-45
- Следствие длиною в день // Фома. — 2016. — № 4. — С. 30-33.
- Мученица Анна (Шашкина) 1888 — 11.05.1940 // Фома. — 2016. — № 5. — С. 38-41.
- Сомнения святителя Луки : как известный святой чуть не отказался от церковного служения // Фома. — 2016. — № 6. — С. 40-46.
- Священномученик Сергий (Кротков) 1876 — 1.07.1938 // Фома. — 2016. — № 7. — С. 46-49.
- Мученик Максим (Румянцев) 1860—1928 // Фома. — 2016. — № 8. — С. 42-45.
- Священномученик Григорий Аверин 1889—1937 // Фома. — 2016. — № 9. — С. 44-47.
- Священномученик Павел Березин (1866—1937) // Фома. — 2016. — № 10. — С. 38-41.
- Преподобномученик Софроний (Несмеянов) 1870—1937 // Фома. — 2016. — № 11. — С. 50-53.
- Преподобномученик Рафаил (Тюпин). 1866 — 11.12.1937. Иеромонах Рафаил (Тюпин) // Фома. — 2016. — № 12 (164) — С. 40-43.
- Священномученик Николай (Родимов) 1856 — 10.01.1938 // Фома. — 2017. — № 1. — С. 36-39
- Священномученик Игнатий (Садковский) 1887 — 09.02.1938 // Фома. — 2017. — № 2. — С. 36-39
- Священномученик Петр (Варламов) 1897 — 11.03.1930 // Фома. — 2017. — № 3. — С. 40-43
- Мученик Иоанн (Чернов) 1880 — 10.04.1939 // Фома. — 2017. — № 4. — С. 50-53
- Мученик Димитрий Власенков // Фома. — 2017. — № 5. — С. 44-47
- Священномученик Антоний (Панкеев) 1892 — 01.06.1938 // Фома. — 2017. — № 6. — С. 44-47
- Мученик Иоанн (Демидов) 27.09.1907 — 13.07.1944 // Фома. — 2017. — № 7. — С. 40-43
- Исповедница Ираида (Тихова) 1896 — 07.08.1967 // Фома. — 2017. — № 8. — С. 44-47
- Священномученик Григорий (Раевский). 1888 — 29.09.1937 // Фома. — 2017. — № 9. — С. 54-57
- Священномученик Александр (Агафонников) // Фома. — 2017. — № 10. — С. 38-41
- Священномученик Прокопий (Титов) архиепископ Одесский и Херсонский 1877-23.11.1937 // Фома. — 2017. — № 11. — С. 42-45
- Священномученик Емилиан (Киреев) 1903 — 26.12.1941 // Фома. — 2017. — № 12. — С. 38-41
- Священномученик Александр (Русинов) 1880 — 31.01.1939 // Фома. — 2018. — № 1. — С. 48-50
- Священномученик Николай (Кандауров) 1880 — 17.02.1938 // Фома. — 2018. — № 2. — С. 34-37
- Священномученик Сергий (Воскресенский) 1890 — 11.03.1933 // Фома. — 2018. — № 3. — С. 34-37
- Священноисповедник Михаил (Новицкий) 26.07.1889 — 30.04.1935 // Фома. — 2018. — № 4. — С. 30-32
- Мученик Никифор (Зайцев) 23.03.1884 — 21.05.1942 // Фома. — 2018. — № 5. — С. 40-43
- Преподобноисповедник Максим (Попов) 17.06.1876 — 1934 // Фома. — 2018. — № 6. — С. 38-41
- Преподобномученик Иона (Санков) 20.07.1873 — 4.07.1938 // Фома. — 2018. — № 7. — С. 48-50
- Священномученик Александр (Архангельский) 1874 — 2.08.1930 // Фома. — 2018. — № 8. — С. 38-40
- Священномученик Владимир (Мощанский) // Фома. — 2018. — № 9 (185). — С. 34-36.
- Священномученик Владимир (Сперанский) 23.03.1877 — 21.10.1937 // Фома. — 2018. — № 10 (186). — С. 42-45
- Священномученик Василий (Архангельский). 24.02.1864 — 13.11.1937 // Фома. — 2018 — № 11 (187) — С. 42-44.
- Жертвы политических репрессий: график расстрелов в Бутово 1937—1938 гг. // Фома. — 2018. — 10
- Преподобномученик Иоасаф (Боев) 20.04.1879 — 10.12.1937 // Фома. — 2018. — № 12 (188). — С. 40-42.
- Священномученик Павел (Никольский) 08.09.1896 — 22.01.1943 // Фома. — 2019. — № 1 (189). — С. 50-53.
- Священномученик Онисим (Пылаев). 1872 — 27.02.1938 // Фома. — 2019. — № 2 (190). — С. 36-39.
- Священномученик Григорий (Хлебунов) 1873 — 6.03.1938 // Фома. — 2019. — № 3 (191). — С. 38-40.
- Следственное дело святого, пострадавшего за веру. Из чего оно состояло? На примере дела № 327 преподобноисповедника Рафаила (Шейченко) (1891—1957) // Фома. — 2019. — № 3 (191). — С. 62-65.
- Священномученик Александр (Гневушев). 23.09.1889 — 28.04.1930 // Фома. — 2019. — № 4 (192). — С. 40-42
- Священномученик Христофор (Надеждин) 21.02.1869 — 26.05.1922 // Фома. — 2019. — № 5 (193). — С. 40-43.
- Преподобномученик Киприан (Нелидов). 14.07.1901 — 16.06.1934 // Фома. — 2019. — № 6 (194) — С. 44-46.
- Священномученик Антоний (Быстров) // Фома. — 2019. — № 7 (195). — C. 38-41
- Мученик Алексий (Зверев). 1871 — 27.08.1918 // Фома. — 2019. — № 8 (196). — С. 44-47.
- Священномученик Михаил (Воскресенский) 1883 — 06.09.1918 // Фома. — 2019. — № 9 (197). — С. 38-41.
- Священномученик Иаков (Бобырев) // Фома. — 2019. — № 10 (198). — С. 36-39
- Священномученик Димитрий Беневоленский 1883 — 27.11.1937 // Фома. — 2019. — № 11 (199). — С. 34-37.
- Священномученик Илия (Громогласов) 1869 — 4.12.1937 // Фома. — 2019. — № 12 (200). — С. 30-33.
- Преподобномученик Пафнутий (Костин). 1866 — 19.01.1938. // Фома. 2020. — № 1 (201). — С. 36-37.
- Священномученик Николай (Голышев). 3.05.1882 — 17.02.1938 // Фома. — 2020. — № 2 (202). — С. 28-31.
- Преподобномученик Антипа (Кириллов) 3.08.1870 — 7.03.1938 // Фома. — 2020. — № 3 (203). — С. 36-39.
- Преподобномученица Анастасия (Бобкова). 16.12.1890 — 5.04.1938 // Фома. — 2020. — № 4 (204). — С. 52-55
- 31 мая Церковь празднует память священномученика Василия Крылова // foma.ru, 31 мая 2020
- Священномученик Михаил Борисов // Фома. — 2020. — № 6 (206). — С. 36-39.
- Священномученик Аркадий (Гаряев) // Фома. — 2020. — № 7 (207). — C. 36-39.
- Мученик Иоанн Ковшаров 1878-13.08.1922 // Фома. — 2020. — № 8 (208). — C. 38-41.
- Священномученик Николай (Цветков). 1879-27.09.1937 // Фома. — 2020. — № 9 (209). — С. 34-37.
- Священномученик Павел (Преображенский). 10.12.1882-21.10.1937 // Фома. 2020. — № 10 (210) — С. 40-42
- Преподобномученик Иннокентий (Мазурин). 1874-13.11.1937 // Фома. 2020. — № 11 (211) — С. 32-34.
- Священномученик Иаков (Бриллиантов). 6.03.1871 — 2.12.1937 // Фома. 2020. — № 12 (212) — С. 40-43.
- Преподобномученик Василий (Мазуренко). 5.04.1882-8.01.1938 // Фома. 2021. — № 1 (213) — С. 36-39.
- Священномученик Василий (Надеждин). 12.01.1895-19.02.1930 // Фома. 2021. — № 2 (214) — С. 24-27.
- Преподобномученик Филарет (Пряхин). 29.08.1880-7.03.1942. // Фома. 2021. — № 3 (215) — С. 32-35.
- Мученик Димитрий (Вдовин). 3.02.1883 — 23.04.1942 // Фома. 2021 — № 4 (216) — С. 32-35.
- Священномученик Александр (Петровский). 23.08.1871-24.05.1940 // Фома. 2021. — № 5 (217) — С. 32-34.
- Преподобномученик Таврион (Толоконцев). 05.08.1871-07.06.1939 // Фома. 2021. — № 6 (218) — С. 32-35.
- Священномученик Петр (Зефилов). 1879-23.07.1918. // Фома. 2021. — № 7 (219). — С. 26-29.
- Священномученик Алексий (Знаменский). 10.03.1882-2.08.1938. // Фома. 2021. — № 8 (220) — С. 36-39.
- Священномученик Василий (Сокольский). 30.01.1878-10.09.1937 // Фома. — 2021. — № 9 (221). — С. 32-35.
- Священномученик Александр (Орлов). 06.08.1885-13.10.1937. // Фома. 2021. — № 10 (222) — С. 44-47.
- Священномученик Владимир (Амбарцумов). 1892-05.11.1937 // Фома. 2021. — № 11 (223) — С. 30-33.
- Священномученик Феофан (Ильменский). 20.09.1867-24.12.1918 // Фома. 2021. — № 12 (224) — С. 28-31.
- Священномученик Виктор (Европейцев). 1885-30.01.1931 // Фома. 2022. — № 1 (225). — С. 40-43.
- Священномученик Иоанн (Тихомиров). 13.08.1876-17.02.1938 // Фома. 2022. — № 2 (226). — С. 28-31.
- Священномученик Андрей (Ясенев). 12.08.1868-7.03.1938 // Фома. 2022. — № 3 (227). — С. 44-47.
- Преподобномученик Илия (Вятлин). 24.02.1867-5.04.1938 // Фома. 2022. — № 4 (228). — С. 32-35.
- Священномученик Петр (Попов). 1895-25.05.1937 // Фома. 2022. — № 5 (229). — С. 24-27.
- Священномученик Николай (Аристов). 25.05.1872-10.06.1931 // Фома. 2022. — № 6 (230). — С. 30-33.
- Священномученик Алексий (Скворцов). 11.02.1875-4.07.1938 // Фома. 2022. — № 7 (231). — С. 32-35.
- Священномученик Владимир (Холодковский). 1895-13.08.1937 // Фома. 2022. — № 8 (232) — С. 30-32.
- Священномученик Иоанн (Лебедев). 1869-9.09.1937 // Фома. 2022. — № 9 (233). — С. 30-33.
- Преподобномученица Мария (Мамонтова-Шашина). 07.07.1890-02.10.1938 // Фома. 2022. — № 10 (234). — С. 26-29.
- Священномученик Константин (Любомудров). 27.07.1879-19.11.1937 // Фома. 2022. — № 11 (235). — С. 34-37.
- Священномученик Илья (Четверухин). 1886-18.12.1932 // Фома. 2022. — № 12 (236). — С. 30-33.
- Священномученик Леонид (Викторов). 6.03.1891-10.01.1938 // Фома. 2023. — № 1 (237). — С. 36-39.
- Преподобномученицы Афанасия (Лепешкина) и Евдокия (Бучинева). Память 05.02.2023 // Фома. — 2023. — № 2 (238). — С. 38-41.
- Священномученик Григорий (Хлебунов). 1873-6.03.1930 // Фома. 2023. — № 3 (239). — С. 34-37.
- Священномученик Флегонт (Понгильский). 28.03.1871-23.04.1938 // Фома. 2023. — № 4 (240). — С. 36-39.
- Священномученик Сергий (Рохлецов). 23.09.1876-8.05.1938 // Фома. — 2023. — № 5 (241). — С. 34-37.
- Священномученик Ипполит (Красновский). 03.08.1883-01.06.1938 // Фома. 2023. — № 6 (242). — С. 32-35.

- Святитель Василий Кинешемский. — 2. изд., испр. и доп. — Монреаль: Братство преп. Иова Почаевского. Монреал. и Канад. епархия Рус. православ. церкви за границей, 1988. — 31 с. (издана анонимно)[81]
- Мученики, исповедники и подвижники благочестия Российской Православной Церкви XX столетия: жизнеописания и материалы к ним. Книга 1.. — Тверь: Издательский дом «Булат», 1992. — 238 с. — 100 000 экз. — ISBN 5-87720-001-1.
- Житие святого блаженного Алексия Ёлнатского. — М.; Златоуст; Иваново: Свято-Введен. жен. монастырь, 1994. — 30 с. — ISBN 5-87720-001-1.
- Житие святителя Василия Кинешемского. — М.; Златоуст; Иваново: Свято-Введенский жен. монастырь, 1994. — 31 с.
- Мученики, исповедники и подвижники благочестия Русской Православной Церкви XX столетия. Жизнеописания и материалы к ним. Книга 2.. — Тверь: Издательский дом «Булат», 1996. — 528 с. — 25 000 экз.
- Житие священномученика Фаддея, архиепископа Тверского (1872—1937) / сост. игумен Дамаскин. — Тверь: Фонд памяти мучеников и исповедников РПЦ, 1997. — 95 с.
- Мученики, исповедники и подвижники благочестия Русской Православной Церкви XX столетия. Жизнеописания и материалы к ним. Книга 3. — Тверь: «Булат», 1999. — 623 с. — 10 000 экз.
- Житие священноисповедника Романа (Медведя; 1874—1937) / сост. Дамаскин, Фонд «Память мучеников и исповедников Русской православной церкви». — Тверь: Издательский дом «Булат», 2000. — 76 с. — ISBN 5-8109-0008-9.
  - Житие священноисповедника Романа (Медведя). 1874—1937 / Составитель игумен Дамаскин (Орловской). — Тверь: Изд-во «Булат», 2006. — 120 с.
- Мученики, исповедники и подвижники благочестия Русской Православной Церкви XX столетия. Жизнеописания и материалы к ним. Книга 4.. — Тверь: «Булат», 2000. — 479 с. — 10 000 экз.
- Житие, страдания, подвиги, чудеса святых мучениц Евдокии, Дарии, Дарии, Марии в селе Суворово. — с. Дивеево (Нижегор. обл.): Изд. Свято-Троиц. Серафимо-Дивеев. монастыря, 2001. — 80 с. — ISBN 5-93528-011-6.
- Житие священномученика Петра (Зверева; 1878—1929), архиепископа Воронежского / игум. Дамаскин. — Тверь: Фонд памяти мучеников и исповедников Русской православной церкви, 2001. — 63 с.
- Мученики, исповедники и подвижники благочестия Русской Православной Церкви XX столетия. Жизнеописания и материалы к ним. Книга 5. — Тверь: «Булат», 2001. — 480 с. — 15 000 экз.
- Мученики, исповедники и подвижники благочестия Русской Православной Церкви XX столетия: жизнеописания и материалы к ним. Кн. 6. — Тверь: Издательский дом «Булат», 2002. — 479 с. — 10 000 экз.
- Мученики, исповедники и подвижники благочестия Русской Православной Церкви XX столетия: Жизнеописания и материалы к ним. Кн. 7 / ред. Дамаскин. — Тверь: Издательский дом «Булат», 2002. — 541 с.
- Житие священномученика Августина (Беляева), архиепископа Калужского, 1886—1937. — Тверь : Булат, 2002. — 35 с. — ISBN 5-902112-10-9.
- Житие священномученика Амфилохия (Скворцова), епископа Красноярского, 1885—1937. — Тверь : Булат, 2002. — 22 с. — ISBN 5-902112-07-9.
- Житие священномучеников Назария (Грибкова) и Георгия (Колоколова) и мученика Петра (Царапкина). — Тверь : Булат, 2002. — 22 с. — ISBN 5-902112-08-7
- Житие священномученика Уара (Шмарина), епископа Липецкого, 1880—1938. — Тверь : Булат, 2002. — 22 с. — ISBN 5-902112-09-5.
- Житие священномученика Сергия (Кедрова), 1880—1937. — Тверь : Булат, 2002. — 14 с. — ISBN 5-902112-06-0.
- Жития новомучеников и исповедников российских XX века Московской епархии: январь-май / Общ. ред. митр. Ювеналий. — Тверь: «Булат», 2002. — 285 с.
- Житие священномученика Сергия (Кедрова), 1880-1937. — Тверь: «Булат», 2002. — 14 с. — ISBN 5-902112-06-0.
- Жития новомучеников и исповедников российских XX в. Московской епархии: июнь-август / Общ. ред. митр. Ювеналий. — Тверь: «Булат», 2003. — 285 с.
- Жития новомучеников и исповедников российских XX в. Московской епархии: сентябрь-октябрь / Общ. ред. митр. Ювеналий. — Тверь: «Булат», 2003. — 235 с. — ISBN 5-902112-20-6.
- Жития новомучеников и исповедников российских XX в. Московской епархии : ноябрь / Общ. ред. митр. Ювеналий. — Тверь: «Булат», 2004. — 334 с. — ISBN 5-902112-23-0.
- Жития новомучеников и исповедников российских XX в. Московской епархии: декабрь / Общ. ред. митр. Ювеналий. — Тверь: «Булат», 2004. — 174 с. — ISBN 5-902112-24-9.
- Жития новомучеников и исповедников российских XX века Московской епархии. Т.1 : Январь-декабрь: Дополнительный том / общ. ред. митр. Ювеналий. — Тверь: «Булат», 2005. — 288 с.
- Жития новомучеников и исповедников российских XX века Московской епархии. Т. 2 : Январь — декабрь: Дополнительный том / ред., сост. игум. Дамаскин, общ. ред. митр. Ювеналий. — Тверь: «Булат», 2005. — 270 с.
- Жития новомучеников и исповедников российских XX века Московской епархии. Т. 3 : Февраль — декабрь: Дополнительный том / ред., сост. игум. Дамаскин / общ. ред. митр. Ювеналий. — Тверь: «Булат», 2005. — 285 с.
- Жития новомучеников и исповедников Российских XX века, составленные игуменом Дамаскиным (Орловским). Январь. — Тверь: «Булат», 2005. — 560 с. — 8000 экз.
- Жития новомучеников и исповедников Российских XX века, составленные игуменом Дамаскиным (Орловским). Февраль. — Тверь: «Булат», 2005. — 504 с. — 8000 экз.
- Жития новомучеников и исповедников Российских XX века, составленные игуменом Дамаскиным (Орловским). Март. — Тверь: «Булат», 2006. — 286 с. — 8000 экз.
- Жития новомучеников и исповедников Российских XX века, составленные игуменом Дамаскиным (Орловским). Апрель. — Тверь: «Булат», 2006. — 318 с. — 5000 экз. — ISBN 5-902112-56-7.
- мученица Татиана (Гримблит). Мне бы жизнь за Тебя положить: стихотворения / сост. жизнеописания и авт. предисл. игумен Дамаскин (Орловский). — Москва: Булат, 2006. — 286 с. — (Духовное наследие Русской православной церкви). — 200 экз. — ISBN 5-902112-49-4.
- Жития новомучеников и исповедников Российских XX века, составленные игуменом Дамаскиным (Орловским). Май. — Тверь: «Булат», 2007. — 447 с. — 5000 экз.
- Оптина Пустынь: годы гонений: жития новомучеников и исповедников / сост. : игумен Дамаскин (Орловский).. — Козельск: Свято.-Введ. Оптина Пустынь, 2007. — 250 с.
- Жития новомучеников и исповедников Российских XX века, составленные игуменом Дамаскиным (Орловским). Июнь. — Тверь: «Булат», 2008. — 711 с. — 5000 экз. — ISBN 978-5-902112-67-9.
- Жития новомучеников и исповедников Оптиной пустыни: письма преподобномученика Рафаила. — Приложение к журналу «Православный летописец Санкт-Петербурга». — Оптина пустынь: Введенский ставропигиальный мужской монастырь, 2008. — 494 с.
- Святитель Василий, епископ Кинешемский : посвящается 65-летию со дня преставления. — Иваново: Изд. центр Иваново-Вознесенской и Кинешемской епархии, 2009. — 47 с. — ISBN 5-88213-089-1.
- Соловецкие новомученики: избранные жизнеописания / сост. игумен Дамаскин (Орловский). — М.: Изд. Спасо-Преображенского Соловецкого ставропигиального мужского монастыря, 2009. — 443 с.
- Епископ Гермоген (Долганев). — М.: Кучково поле, 2010. — 400 с. — 2000 экз. — ISBN 978-5-9950-0169-0.
- Преподобный Никон исповедник. — Оптина Пустынь, 2014. — 400 с. — (Серия: Жития Оптинских Святых.). — 5000 экз. — ISBN 978-5-86594-188-0.
- Избранные жития мучеников и исповедников Церкви Русской.. — Введенский ставропигиальный мужской монастырь Оптина пустынь, 2015. — 648 с. — 5000 экз. — ISBN 978-5-86594-200-9.
- Насельники монастырей Московской епархии первой четверти XX столетия (с диском). — Тверь: Издательство «Булат», 2015. — 496 с. — 1000 экз. — ISBN 978-5-9905640-2-2.
- Жития новомучеников и исповедников Церкви Русской. Июль. Часть 1. — Тверь: «Булат», 2016. — 528 с. — 3000 экз. — ISBN 978-5-9905640-0-8.
- Жития новомучеников и исповедников Церкви Русской. Июль. Часть 2. — Тверь: «Булат», 2016. — 496 с. — 3000 экз. — ISBN 978-5-9905640-0-8.
- Единство через страдания. Новомученики России, Украины и Беларуси. — Москва: Региональный общественный фонд «Память мучеников и исповедников Русской Православной Церкви», 2017. — 640 с. — 3000 экз. — ISBN 978-5-9909778-0-8.
- Собор новомучеников Балашихинских / сост.: игум. Дамаскин, прот. М. Максимов. — М.: Издательство Московской Патриархии Русской Православной Церкви, 2017. — 224 с. — (Бог нам прибежище и сила). — ISBN 978-5-88017-593-2.
- Новомученики Новосибирские / архим. Дамаскин, прот. Б. Пивоваров. — М.: Издательство Московской Патриархии Русской Православной Церкви, 2017. — 64 с. — (Бог нам прибежище и сила). — ISBN 978-5-88017-640-3.
- Житие преподобномучениц великой княгини Елисаветы и инокини Варвары. — Козельск: Введенский мужской монастырь Оптина Пустынь, 2017. — 232 с. — 3000 экз. — ISBN 978-5-86594-235-1.
  - Житие преподобномучениц великой княгини Елисаветы и инокини Варвары (Яковлевой). — Козельск: Введенский ставропогиальный мужской монастырь Оптина пустынь, 2023. — 231 с. — ISBN 978-5-86594-332-7. — 3 000 экз.
- Человек — это его совесть. Житие священномученика Евгения (Зернова), митрополита Нижегородского и Арзамасского. — Москва: Фонд «Память мучеников и исповедников Русской Православной Церкви», 2018. — 455 с. — 1000 экз. — ISBN 978-5-9905640-7-7.
- Слава и трагедия русской агиографии. Причисление к лику святых в Русской Православной Церкви: история и современность. — Москва: Региональный общественный фонд «Память мучеников и исповедников Русской Православной Церкви», 2018. — 526 с. — ISBN 978-5-9905640-6-0.
- Житие священноисповедника Луки (Войно-Ясенецкого), архиепископа Симферопольского и Крымского. — Введенский ставропигиальный мужской монастырь Оптина Пустынь, 2018. — 240 с. — ISBN 978-5-86594-253-5.
  - Житие священноисповедника Луки (Войно-Ясенецкого), архиепископа Симферопольского и Крымского. — 2-е изд.. — Козельск: Введенский ставропигиальный мужской монастырь Оптина Пустынь, 2019. — 237 с. — 3000 экз. — ISBN 978-5-86594-260-3.
  - Житие священноисповедника Луки (Войно-Ясенецкого), архиепископа Симферопольского и Крымского. — 3-е изд. — Козельск : Введенский ставропигиальный мужской монастырь <Оптина пустынь>, 2023. — 237 с. — ISBN 978-5-86594-329-7. — 3000 экз.
- Новомученики и исповедники Верейские и Наро-Фоминские. — М.: Издательство Московской Патриархии Русской Православной Церкви, 2018. — 256 с. — (Бог нам прибежище и сила). — ISBN 978-5-88017-715-8.
- Новомученики и исповедники Иваново-Вознесенские. — М.: Издательство Московской Патриархии Русской Православной Церкви, 2018. — 136 с. — (Бог нам прибежище и сила). — ISBN 978-5-88017-699-1.
- Из раскола — в Церковь. Житие мученика Алексия Зверева. — М.: Региональный общественный фонд «Память мучеников и исповедников Русской Православной Церкви», 2019. — 383 с. — ISBN 978-5-9905640-8-4.
- Житие священномученика Вениамина (Казанского), митрополита Петроградского и Гдовского, и иже с ним пострадавших преподобномученика Сергия (Шеина), мучеников Юрия Новицкого и Иоанна Ковшарова. — Козельск: Введенский ставропигиальный мужской монастырь Оптина пустынь, 2019. — 352 с. — ISBN 978-5-86594-256-6.
- Огнь пылающий : житие священномученика Андроника (Никольского), архиепископа Пермского и Кунгурского : из духовного наследия. — Оптина пустынь: Введенский ставропигиальный мужской монастырь, 2019. — 370 с. — 1000 экз. — ISBN 978-5-86594-258-0.
- Священномученик Евстафий Малаховский. Воин Христов добропобедный. Житие и мученический подвиг за веру священника Евстафия Малаховского. — Москва, 2020. — 138 с. — (Церковность: книжная серия о подвиге новомучеников Церкви Русской; кн. 1). — ISBN 978-5-601087-6-5 — 800 экз.
- Собор воскресенских новомучеников. — Коломна: Лига, 2020. — 93 с. — 1000 экз. — ISBN 978-5-98932-083-7. (в соавторстве с протоиереем Максимом Максимовым)
- Урмийская трагедия. Житие священномученика Пимена (Белоликова), епископа Семиреченского и Верненского. — Москва: Региональный общественный фонд «Память мучеников и исповедников Русской Православной Церкви», 2020. — 511 с. — 1000 экз. — ISBN 978-5-9905640-9-1.
- Бог судил мне быть исповедником. Житие священноисповедника Романа Медведя. — М.: Региональный общественный фонд «Память мучеников и исповедников Русской Православной Церкви», 2020. — 291 с. — ISBN 978-5-9909778-4-6.
  - Бог судил мне быть исповедником : житие священноисповедника Романа Медведя. — 2-е изд. — Москва : Память мучеников и исповедников Русской Православной церкви, 2023. — 290 с. — ISBN 978-5-9909778-1-5. — 1000 экз.
- Будущее в прошлом. Житие священномученика Димитрия Павского. — М.: Региональный общественный фонд «Память мучеников и исповедников Русской Православной Церкви», 2021. — 251 с. — 1000 экз. — ISBN 978-5-9909778-6-0.
- «Хвала Богу и жертва живая…». Житие священномученика Фаддея, архиепископа Тверского. — 2022. — 335 с. — ISBN 978-5-6047827-6-7. — 1500 экз.

- «Видеть людей в церкви — это всегдашняя Пасха» (Беседа Н.Бонецкой с иеромонахом Дамаскиным Орловским) // Новая Европа. — 1997. — Вып. 10. — С. 29—39.
- Главное событие в истории Русской Церкви Беседа с игуменом Дамаскиным (Орловским) // «Русское воскресение», 2000
- НА ПАСХУ РУССКОЙ ПРАВОСЛАВНОЙ ЦЕРКВИ Беседа с игуменом Дамаскиным (Орловским), членом комиссии по канонизации святых Русской Православной Церкви // «Русское воскресение», 2000
- Свидетельство о жизни Интервью с игуменом Дамаскиным (Орловским), членом Синодальной Комиссии по канонизации святых Русской Православной Церкви // pravoslavie.ru, 7 мая 2003
- Житие и жизнь. Разговор о специфике житийной литературы мы начинаем с беседы с одним из современных составителей жизнеописаний святых — игуменом ДАМАСКИНОМ (Орловским) // Нескучный сад, 29.04.2005
- «Что может быть человеку дороже присутствия Божия?!» // Русская линия, 07.11.2006
- Игумен Дамаскин (Орловский), член Синодальной комиссии по канонизации святых Русской Православной Церкви // Церковный вестник. — 14 февраля 2007
- Открывающие небо. О значении подвига российских новомучеников и о работе по канонизации новопрославляемых святых с игуменом Дамаскиным (Орловским) беседовала Анастасия Верина // Фома. — 2007. — № 10(54) — С. 30—36.
- Новомученики. «Неусвоенный опыт возвращается к нам новыми ошибками» // pravmir.ru, 6 февраля 2009
- Молитвенники о нашем спасении… // «Покров». 2011. — № 1 (481). — C. 15—17
- Истина в деталях. О работе комиссии по канонизации в подробностях // Журнал Московской патриархии. 2011 — № 12. — C. 46—50
- Игумен Дамаскин (Орловский): 1937 — год свидетельства о Христе // «Татьянин день». — 8 августа 2012
- Игумен Дамаскин (Орловский): Закрытие архивов в нашей стране произошло не без промысла Божия // «Православие и мир» 28 января 2013
- Церковь скоординирует усилия по увековечению памяти пострадавших за веру: беседа с отв. секретарем синодал. комис. по канонизации святых // Журнал Московской патриархии. 2013. — № 2. — С. 77
- Почему новомучеников почитают меньше древних святых? (видео) // «Русская народная линия», 10.02.2015
- Христиане не по имени, но по святости жизни // pokrov.pro, 26.09.2016
- «Я почёл своим церковным долгом собрать сведения о мучениках…» Интервью архимандрита Дамаскина (Орловского) газете «Звенигородские ведомости» от 13 мая 2017 года
- «Я опрашивал свидетелей». Отец Дамаскин — о загадке обретения мощей священномученика Фаддея, архиепископа Калининского и Кашинского // «Караван». — № 51 (1132). — 27.12.2017
- «Новомученики». Светлый вечер с архим. Дамаскиным (Орловским) и Зинаидой Иноземцевой (14.12.2018) // radiovera.ru
- «Свидетели той эпохи уходили один за другим, и нужно было на что-то решаться». Как священник посвятил свою жизнь новомученикам // Фома. 2020. — № 4 (204) — С. 58-63
- Сергей Арутюнов. «Жаждущему знать правду Господь Сам покажет, что и когда надо читать». pravchtenie.ru (13 июля 2022).
- Подвиг мучеников в следовании за Христом // Журнал Московской Патриархии. — 2024. — № 4. — С. 60—70.